# Corset
Pour les articles homonymes, voir Corset (homonymie).

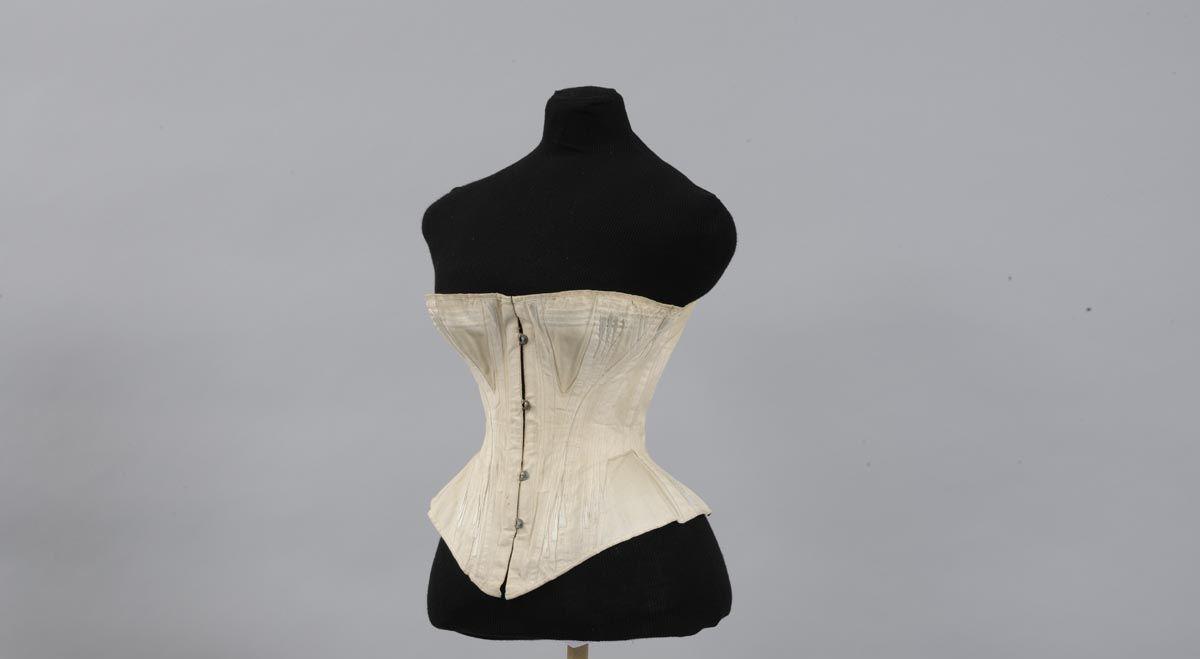
Corset non doublé en coutil beige écru. Goussets de poitrine et hanches agrémentés d’abeilles réalisées au fil beige. Busc droit quatre points. Circa 1865, collection Musées départementaux de la Haute-Saône.

Le corset est un sous-vêtement, inventé au XIXe siècle, il succède au corps baleiné porté du XVIe siècle à la fin du XVIIIe siècle. Le corset comporte des renforts, comme des baleines, de la cordelette passepoilée ou encore un busc et destiné à modeler le buste suivant des critères esthétiques variables au fil des époques. C'est une pièce de vêtement rigidifiée qui a essentiellement deux buts : d'une part sculpter la taille pour l'adapter au vêtement porté, d'autre part de maintenir la poitrine et les hanches. On peut noter que contrairement à son prédécesseur, le corps baleiné, le corset n'écrase pas la poitrine, il permet simplement de la soutenir.
Evolution du corps à baleines, le corset voit au fil du temps évoluer ses formes, sa longueur et les matériaux utilisés de manière importante. Les corsets en tant que sous-vêtement sont portés couramment jusque dans les années 1920 au moins et sont l'ancêtre de ce qui est nommé durant le XXe siècle et le XXIe siècle la lingerie sculptante.
Le corset, fabriqué par un corsetier à façon, est porté majoritairement pour les tenues féminines, mais est également porté par les hommes (accompagné d'un changement de forme). Le corset est aussi un instrument orthopédique qui permet, comme son homologue vestimentaire, de corriger la posture ou maintenir le buste à des fins médicales.
Par abus de langage, des vêtements reprenant certains éléments classiques des corsets (laçage, baleines, forme) sont appelés corsets même s'ils n'ont aucune fonction sculptante pour la silhouette et ont une simple fonction esthétique.

## Origine et étymologie

L'ajustement du vêtement, ici par le laçage de la robe par-dessus la cotte et la chemise, préfigure l'apparition plus tard des corps baleinés. La fille à l'éventail, Titien, circa 1560.

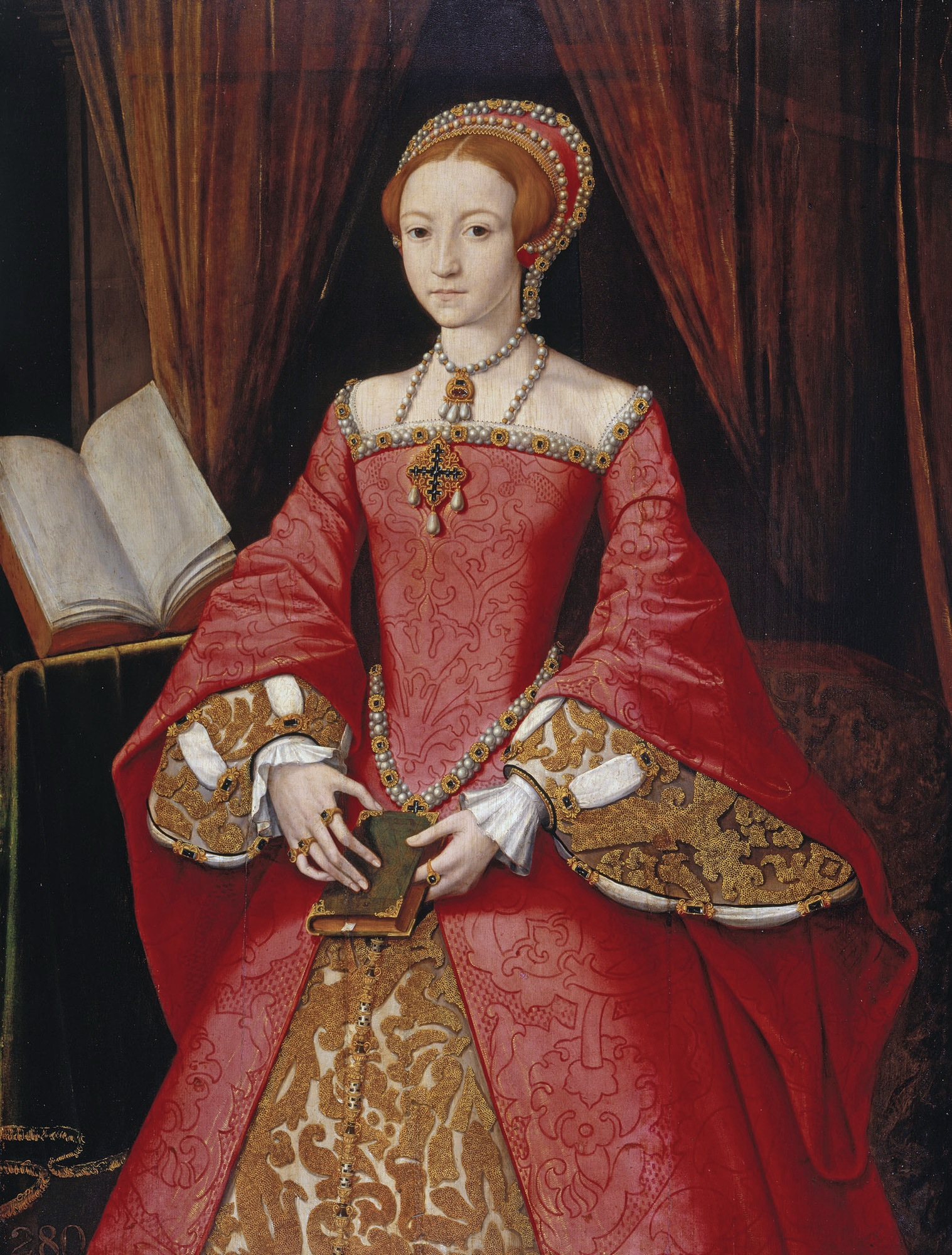
Portrait d'Elizabeth I encore princesse, dans une toilette montrant une silhouette typique de l'époque, en sablier. Le buste est visiblement formé en V sous la robe, ce qui indique la présence d'un ou plusieurs sous-vêtements donnant la forme à la toilette.

Corset provient du latin médiéval corsetus et qualifiait vers la première moitié du XIIIe siècle à la fois un surcot ou un type de cotte de mailles chez les hommes, et un corsage ajusté au niveau du buste chez les femmes. On retrouve des formes diverses, telles que corsatus ou corsellus, toutes ayant la racine latine cors de corpus (corps en latin).
Le corsetus au XIVe siècle pouvait être un vêtement d'apparat, supposé être utilisé lors des grandes assises seigneuriales, et représentant le statut élevé de son porteur. Lacé ou galonné, bordé de fourrure, et partie d'un ensemble, ce corsetus est supposé par le présentateur d'un colloque en 1863 appartenir à un seigneur. On retrouve aussi le terme défini comme « vestis ecclesiasticæ genus » ou type de vêtement ecclésiastique, mais plus communément corsetus ou corsatus désignaient une tunique ou un corsage.
Il est difficile de dater l'arrivée de l'ancêtre du corset. Le fait d'utiliser un sous-vêtement pour donner une certaine forme à la silhouette, de manière plus prononcée qu'avec une simple superposition de jupons ou de fronces de tissus, pourrait remonter à l'utilisation de la cotte lacée serrée telle un corselet, par-dessus la chemise. Rigidifier un sous-vêtement aurait pu être réalisé en cousant ou en collant plusieurs couches de tissu de lin. Le corset ou son ancêtre ne peuvent remonter à avant le XIVe siècle qui est communément admis comme étant l'époque à partir de laquelle les parures vestimentaires ont commencé à s'ajuster au corps en Europe.
L'arrivée dans les cours européennes de la mode d'une silhouette plus géométrique nécessite de donner une forme très conique aux vêtements : un buste en V dans la plupart des cours, ou en U en Italie, et une robe tombant en cône. Ces changements graduels du milieu du XVIe siècle amènent à un type de corselet lacé ou de bustier, donnant l'impression d'un buste en V et aplati, qu'on appelle basquine, cousu au vertugadin, et qui se fait de plus en plus rigide, jusqu'à l'utilisation d'éléments supplémentaires pour rigidifier.
Valerie Steele dans son livre « The Corset: A Cultural History », attribue à Catherine de Médicis l'impulsion ayant amené le développement du corset en Europe. Quoi qu'il en soit, le busc, une des pièces constituant un corset au sens le plus commun, apparaît durant ce siècle, comme l'atteste le témoignage d'Henri Estienne en 1578 dans son livre « Deux dialogues du nouveau langage françois italianisé ».
Même sans renfort dans un corselet, l'élargissement du vertugadin jusqu'à sa forme de vertugadin en tambour de la fin du XVIe siècle en France, et son inclinaison vers l'avant finissent par rendre indispensable le baleinage du corps de la robe.

## Usages du corset
De ses débuts à la Renaissance jusqu'à sa quasi-disparition dans les premières décennies du XXe siècle, la structure haute (corps à baleines, corps piqué ou corset) a essentiellement été un vêtement de femme, bien qu'à l'occasion hommes, dandy et militaires, et enfants aient pu en porter.

### Corsets masculins

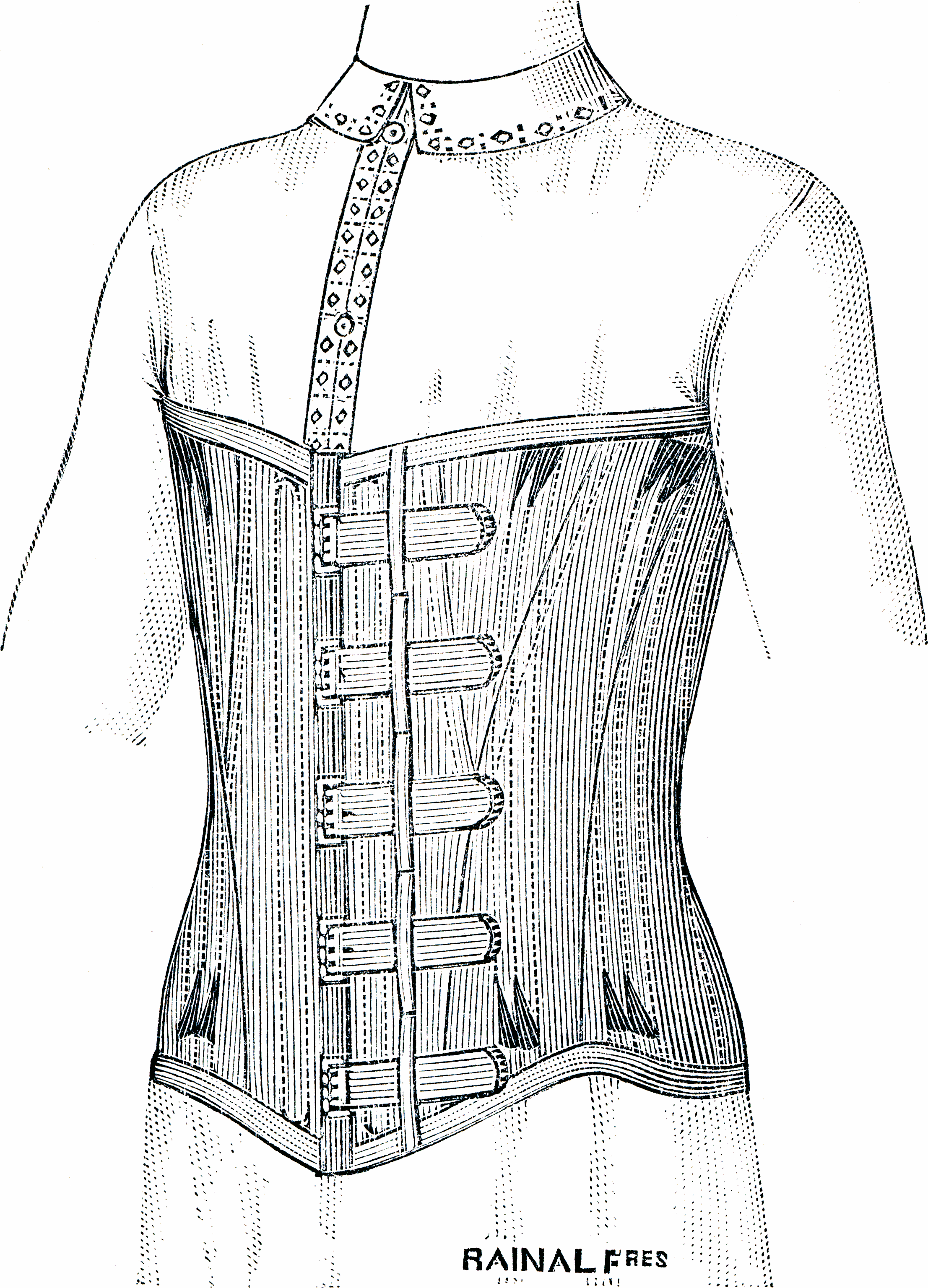
Corset masculin, extrait du catalogue de corset Rainal et frères, 1907.

Le corset masculin a longtemps été un vêtement militaire, porté par-dessus la cotte. Il ne devient un sous-vêtement comme son homologue féminin, porté par les hommes, qu'avec la mode des dandy vers le début du XIXe siècle. Sous l'impulsion de la mode élisabethaine, les attributs tels que la grâce et l'élégance deviennent de plus en plus appréciés chez l'homme. Pour mieux mettre en valeur de tels atours, les hommes commencent à porter des corsets vers la fin de cette période.
La mode masculine aux alentours de 1820 tend vers deux types de silhouettes, soit très masculinisée, soit très efféminée, et par conséquent, vers deux types de tenue différentes. La tenue de dandy utilise alors un corset, simple ou matelassé pour renforcer la forme désirée, ainsi que d'autres accessoires tels que des cols très relevés donnant l'impression d'un cou allongé, ou des cravates très larges. Ces modes donnent lieu à de nombreuses caricatures, tout comme les corsets chez les femmes,.
Pour les militaires le corset comme sous-vêtement permet par ailleurs de donner un port droit, pour le cavalier conserver une bonne posture durant l'exercice. Comme pour un corset féminin, il est porté entre deux couches de sous-vêtement : la sous-chemise comme vêtement de corps est sous le corset, par-dessus lequel on porte une chemise ou un gilet.
Le corset chez l'homme est aussi porté durant tout le XIXe siècle pour dissimuler signes de vieillesse ou d'inactivité, ventre proéminent ou silhouette peu flatteuse. Le port du corset n'est en tout cas pas généralisé et est considéré durant le siècle comme un signe de vanité, soit dû au dandysme, soit par désir de dissimulation de la silhouette. Vers 1850, les hommes, lorsqu'ils portent un corset, le font sous prétexte médical, pour le maintien de la colonne vertébrale.
Le corset masculin a la plupart des attributs d'un corset féminin : lacé et baleiné dans sa forme la plus rigide, ou taillé et rigidifié dans une matière robuste comme le cuir ou dans plusieurs couches de tissu épais comme le coutil.

### Usage orthopédique

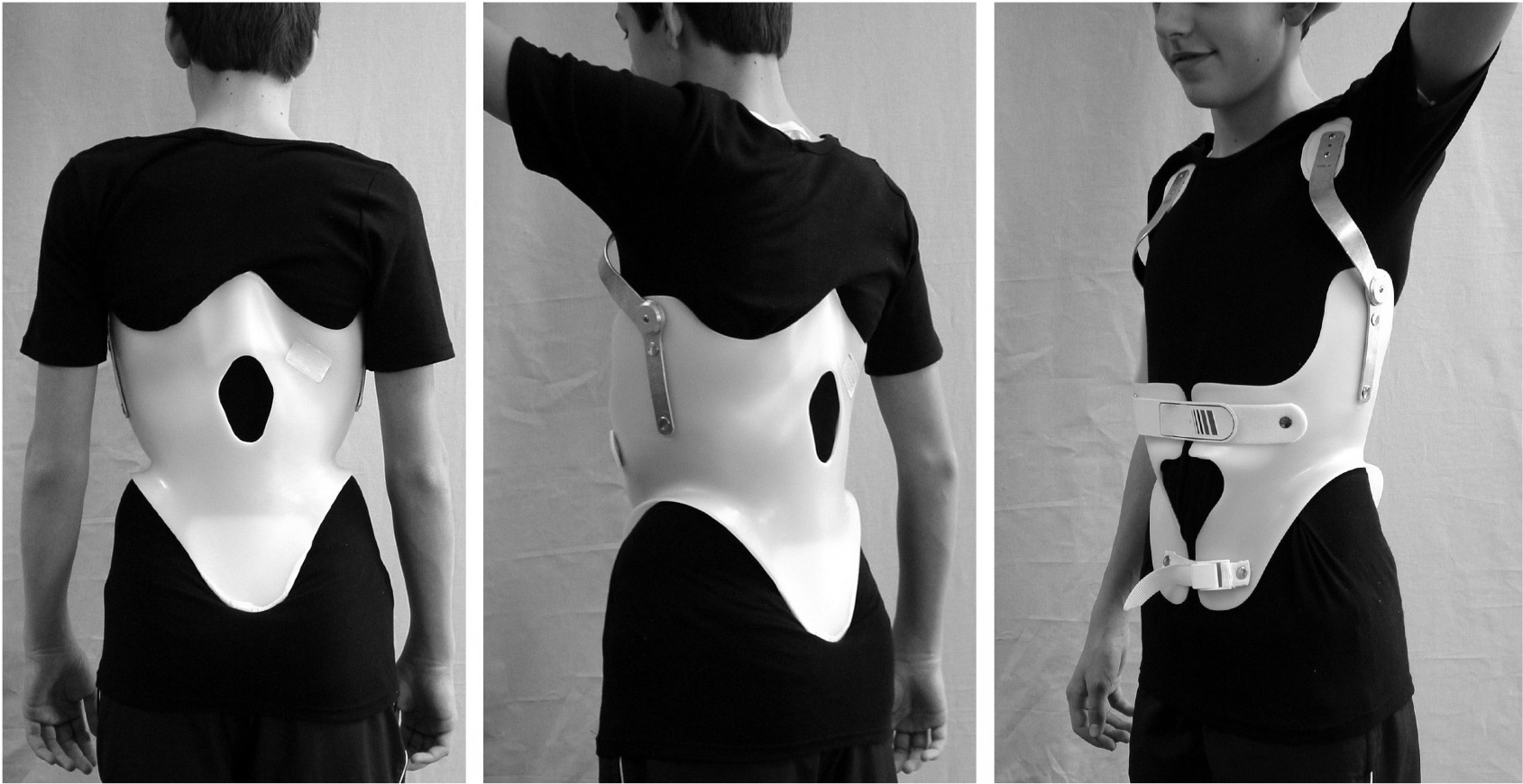
2010, corset orthopédique pour traiter une cyphose.

Il existe également des corsets orthopédiques utilisés pour redresser les déviations de la colonne vertébrale dans les cas de scoliose ou de cyphose. Ces corsets peuvent être aussi utilisés pour soulager les articulations intervertébrales dans le cas de lombalgies. Ils sont souvent faits de manière artisanale par des orthoprothésistes avec l'aide de différentes techniques. Par exemple, un moulage en plâtre était réalisé sur le corps du patient pour l'ancienne méthode, tandis que, de nos jours une visualisation tridimensionnelle par caméra est réalisée. Les corsets de cyphoses et scolioses ont un prix moyen de 1 800€.
Des corsets sont aussi vendus en pharmacie, ils servent souvent à atténuer des douleurs dorsales.

### Fétichisme

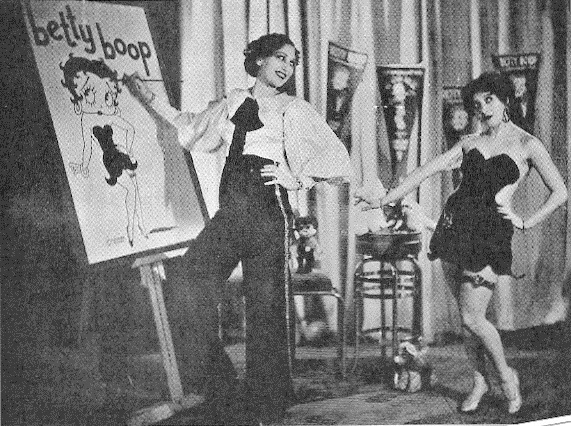
Pauline Comanor peint le Sex-symbol Betty Boop d'après en lui réduisant le tour de taille.

On relève l'apparition du fétichisme attaché au port du corset vers le XIXe siècle grâce aux lettres publiées dans des revues spécialisées de l'époque,.

## Construction
Les corsets, malgré leurs variations importantes de patronage, de coupe, de silhouette au fil des siècles, respectent généralement quatre grands éléments de construction :
- ils sont faits d'au moins une épaisseur de coutil, une toile de coton tissée très dense, spécifique à la corseterie et aux matelas ; peuvent s'y ajouter d'autres épaisseurs de coutil supplémentaires, un tissu « décoratif » extérieur ou encore une doublure. Les corsets à une seule épaisseur de coutil en tout et pour tout étaient généralement portés au XIXe siècle durant l'été, car moins chauds, plus souples et « respirant » mieux.
- le busc. Aux XVIe – XVIIIe siècles, celui-ci est une large lame de bois, métal, ivoire ou os, qui maintient une rigidité parfaite sur le devant du corset ; il est parfois amovible. Vers 1840 est inventé le busc en deux parties, à crochets, qui permet d'ouvrir le devant du corset et donc de le mettre et enlever beaucoup plus facilement (conjointement à l'invention du laçage « à la paresseuse »).
- les baleines. Jusqu'au milieu du XIXe siècle, elles sont faites de vrai fanon de baleine (tout comme les baleines de parapluie), parfois d'osier pour les corsets de gens peu fortunés. C'est avec la révolution industrielle qu'apparaissent les premières baleines en acier, à la fois rigides et flexibles ; au départ faites en fer et enveloppées de papier ou de tissu, elles sont aujourd'hui faites d'acier inoxydable et enrobées de PVC pour éviter tout risque de rouille.
- le laçage avec des œillets. C'est le laçage qui permet, ouvert bien large, de rentrer dans un corset puis, en le resserrant, d'affiner la taille au-dessous de la taille de son tour au repos. Le principe de la corseterie étant d'affiner la taille par la compression du corps. Les œillets où passe le lacet étaient brodés à la main jusqu'au début du XIXe siècle où ils ont, là encore, été remplacés par des œillets métalliques, beaucoup plus solides.

Vers 1630, œillets brodés sur un pourpoint ayant appartenu à Gustave II Adolphe de Suède
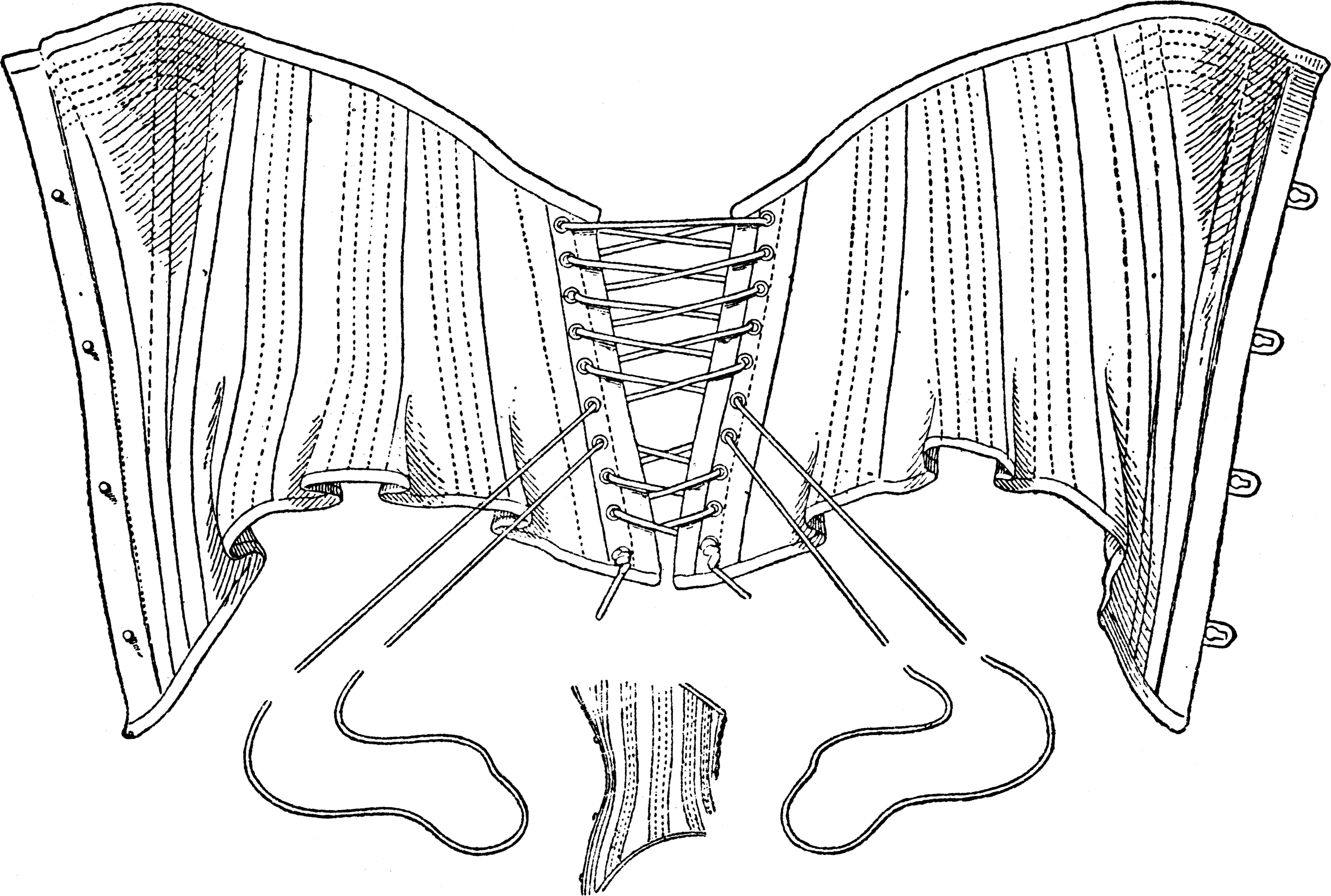
Corset montrant le laçage à la paresseuse.

### Corseterie
Bien que l'industrie de la corseterie soit dominée par les hommes, plusieurs créatrices et inventrices se font connaître pour leur travail dans ce domaine. Parmi elles, Roxey Ann Caplin, aidée par un mari médecin, conçoit des corsets conformes aux connaissances modernes de l'anatomie féminine.

## Symbolique
Le corset, comme beaucoup d'éléments du vêtement féminin, a été analysé de différentes manières pour sa symbolique sociale et son rapport au statut de la femme. Pour Valerie Steele, le corset est surtout un élément de la tenue féminine et représente une certaine liberté d'expression de la femme par le biais de sa toilette, grâce à la maîtrise qu'elle a sur son propre corps, à l'opposé, Leigh Summers constate la contrainte imposée au corps féminin et donc le carcan d'une certaine misogynie sociétale de l'époque victorienne.

## Critique du corset

### Hygiénisme

#### XVIIIesiècle

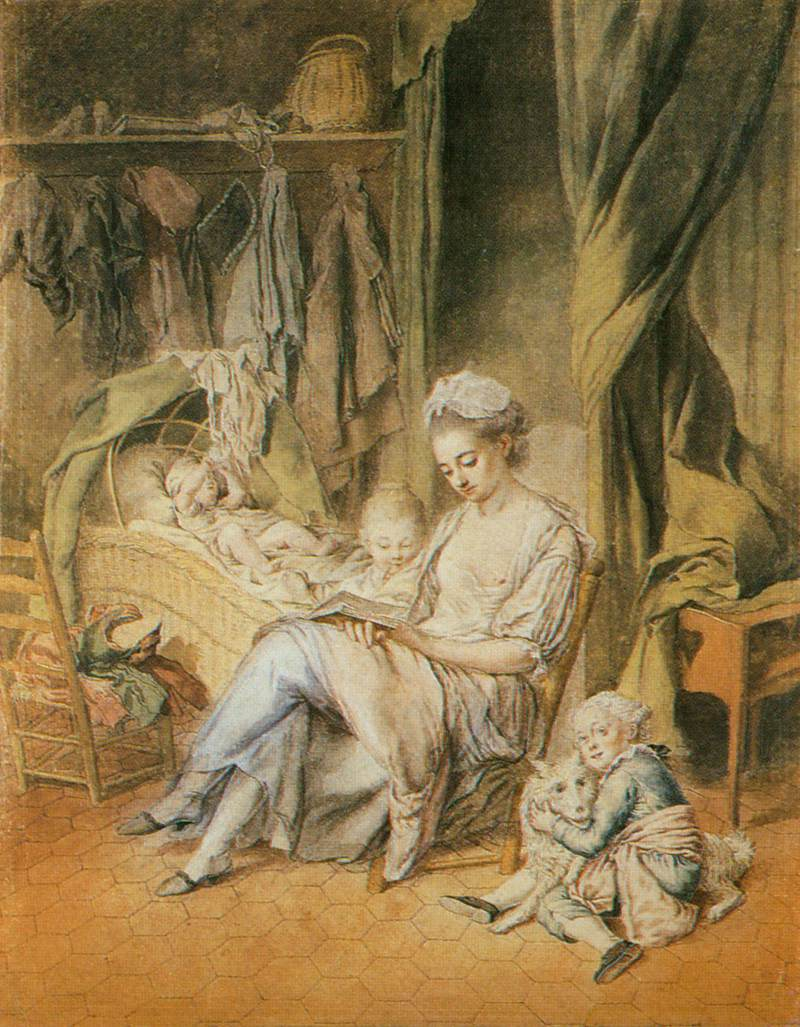
Vers 1775, The Happy Mother de Johann Anton de Peters

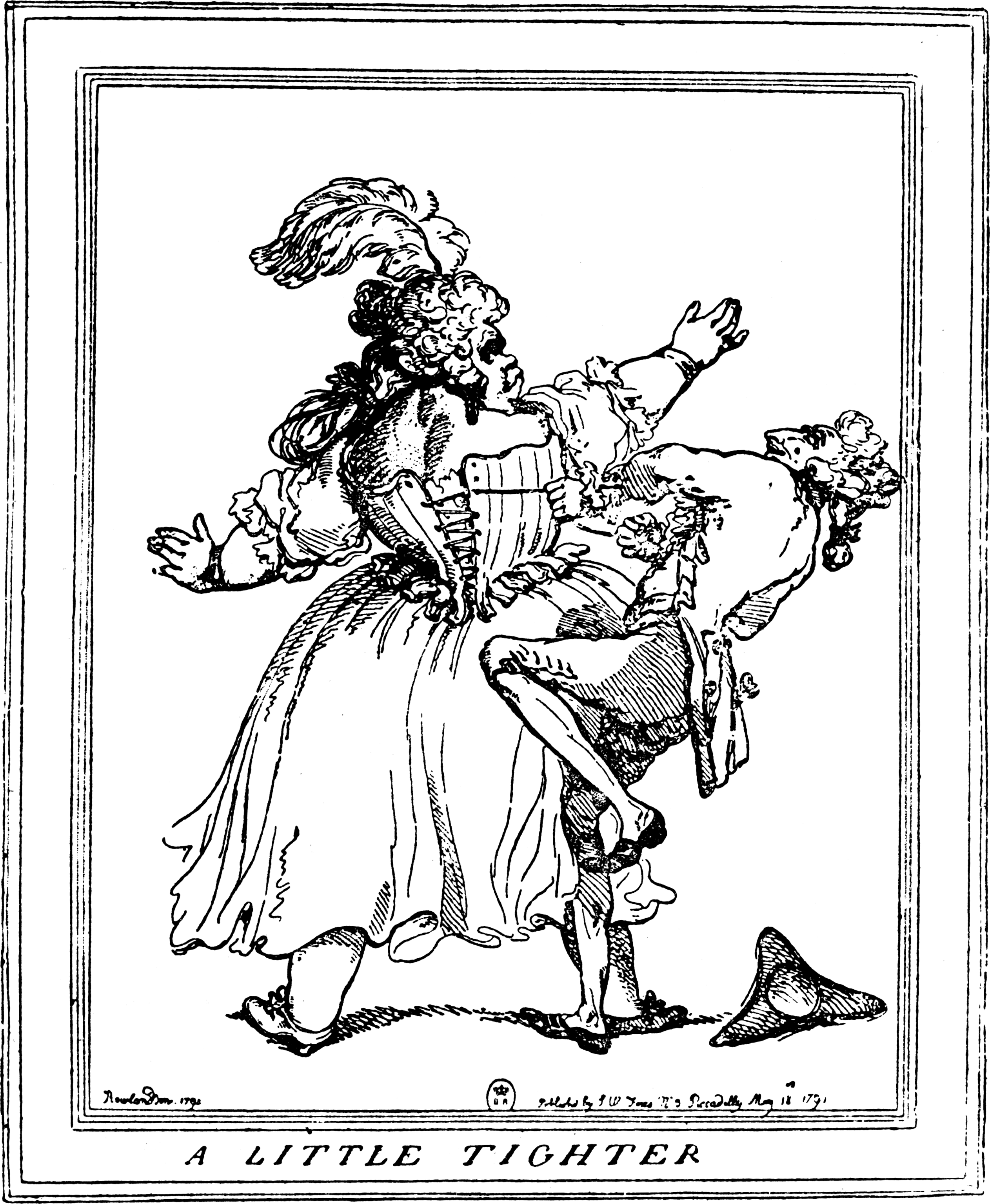
1791

Le XVIIIe siècle connaît dans sa seconde moitié un retour général à des envies de simplicité, de naturel ; les robes se font plus légères, s'inspirent de la mode anglaise fluide et drapée.
Conséquemment, certains philosophes et hygiénistes partent en guerre contre le corps baleiné, Rousseau et Buffon en particulier, le qualifiant de « pressoir à corps ». Celui-ci devient de plus en plus légèrement baleiné, et la mode se développe de ne porter qu'un « blanc corset » (structure de toile rigide mais sans aucune baleine ni busc) lorsque l'on est chez soi ou malade. Certaines aristocrates se mettent à le délacer pour allaiter leurs enfants, ce qui était inimaginable quelques décennies auparavant.
Au XVIIIe siècle, le paraître passe avant le bien-être. Ainsi, les "paniers", sous-vêtements chers à Marie-Antoinette, larges sur les côtés, plats devant et derrière, élargissent visuellement les hanches pour créer l'illusion d'une taille très affinée.
En 1770 est publié un célèbre ouvrage signé Bonnaud, La Dégradation de l'espèce humaine par l'usage du corps à baleines. Ce livre est défini en 1813 comme « un tableau effrayant, et trop réel, des maux produits par les corps baleinés. Ces cuirasses gênent la respiration, déterminent l'afflux du sang vers la tête, causent des hernies et de graves infirmités ».
En 1783, en Autriche, l'empereur Joseph II du Saint-Empire lance une campagne anti corps baleiné et anti-paniers. Un décret impérial interdit « l'emploi des corps quelconques dans les maisons des orphelins, dans les couvents, et, enfin dans toutes les institutions consacrées à l'éducation […] les femmes condamnées, par punition correctionnelle, aux travaux publics, porteraient désormais un corset et des paniers ».
En 1788, le médecin allemand Samuel Thomas von Sömmering publie un ouvrage d'une centaine de pages sur les effets du port du [[corps baleiné]] qui « fait beaucoup de bruit ».

#### XIXesiècle

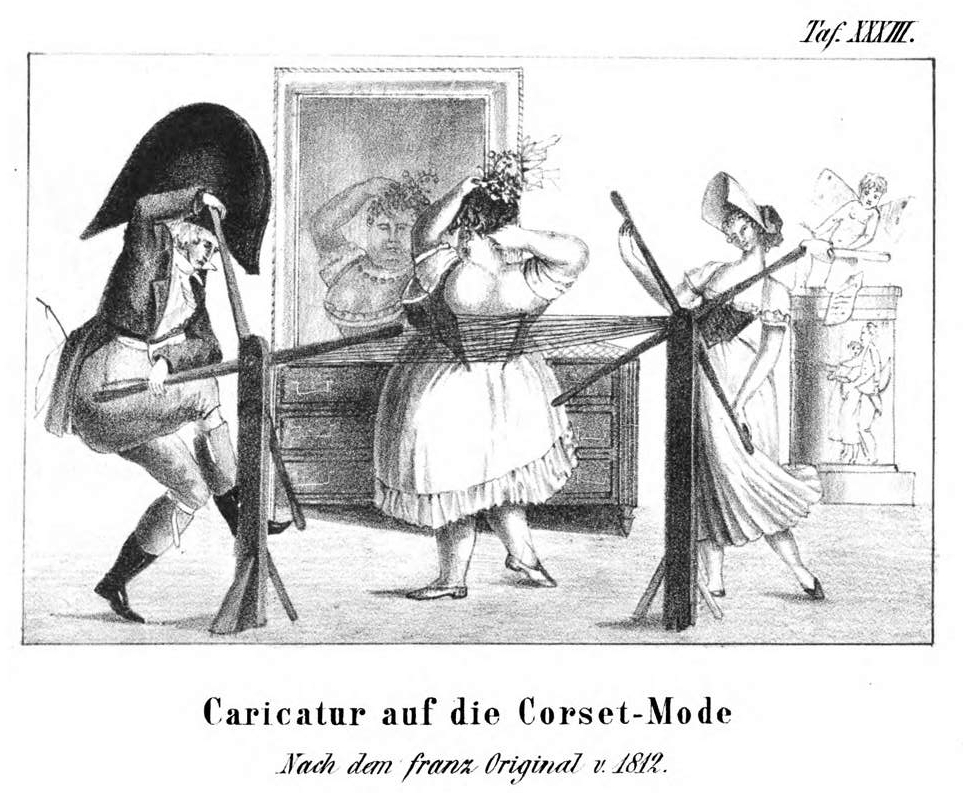
1807

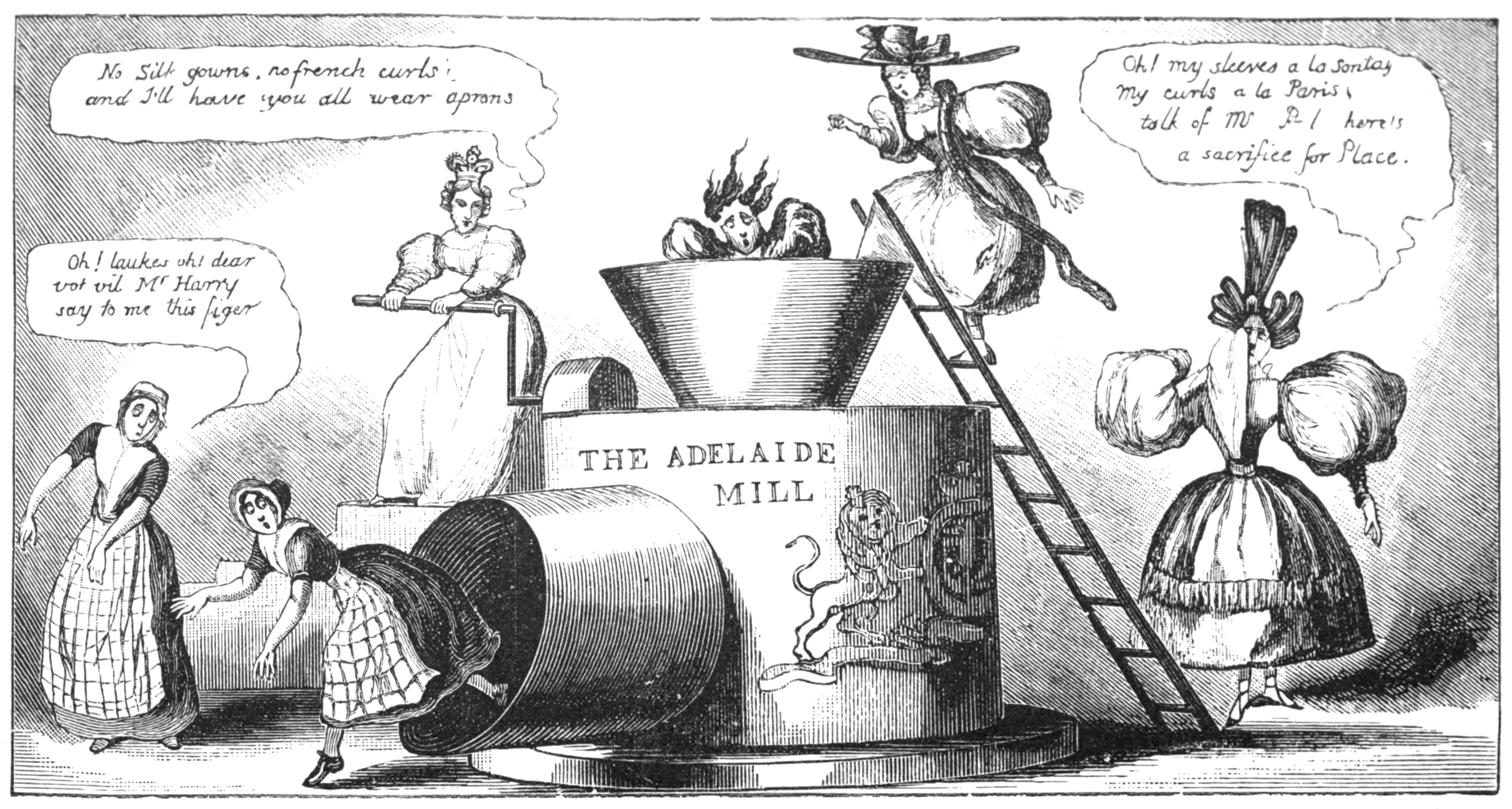
1893

À la Révolution, il est soudainement abandonné pour une mode inspirée de l'Antiquité, et les Merveilleuses se promènent vêtues de voiles de mousseline légère. Le corps (corps baleiné) symbolisait à cette période l'Ancien Régime et les privilèges d'une noblesse oisive. À l'époque, les femmes considéraient comme moderne de pouvoir transporter toute leur garde-robe dans un seul sac. Or, il était impossible d'y glisser un corset puisqu'on ne pouvait pas le plier.
Le retour de l'ordre moral sous l'Empire signe celui du corps. Il revient cependant sous une forme très différente du « cône » qu'il était précédemment : le corset prend alors une forme de sablier, soutenant principalement la poitrine. Ce n'est qu'à partir des années 1830 que, la taille fine devenant un critère important de séduction, le corset est utilisé pour la réduire significativement. Cette mode déchaîne à nouveau les attaques de très nombreuses personnalités, qui n'auront de cesse de lui faire la guerre jusqu'à sa disparition : c'est ce qu'on appelle la « campagne hygiéniste ».
Dans la nouvelle La Mère aux monstres de Maupassant, un ami médecin du narrateur lui parle d'une femme, élégante, d'un milieu aisé, garde son corset pendant toutes ses grossesses, donnant naissance à des enfants souffrant de graves malformations, pour être en permanence belle et admirée. Le médecin ajoute qu'elle y risque également sa vie et qu'elle le sait.

#### XXesiècle
Les ennemis du corset au XXe siècle sont nombreux et très divers : médecins, féministes, réformateurs du costume, mais aussi moralistes et autorités religieuses ou encore mères de famille soucieuses de leur santé et de celle de leurs filles et même corsetiers, comme Inès Gaches-Sarraute, qui créa un nouveau modèle supposé ne pas comprimer les viscères vers le bas en provoquant ptôse et prolapsus. C'est la fameuse silhouette en S de la Belle Époque.
Ses opposants reprochaient notamment au corset la constriction des organes internes. Capacités pulmonaires et stomacales diminuées, ptôse et prolapsus dans les cas les plus graves, étaient selon eux ses inconvénients majeurs.
Ils déploraient également l'atrophie musculaire que le port quotidien du corset pendant des années provoquait, ainsi que les irritations sur les peaux surchauffées par le frottement quotidien et prolongé des baleines.
Certains lui imputaient des maux tels que la tuberculose, le typhus, la cirrhose, les mamelons invaginés, l'hystérie, ou encore le vieillissement accéléré de la peau ou du décolleté[réf. souhaitée]. On sait aujourd'hui que ces maux n'ont aucun rapport avec le port du corset.
Vers 1902, le docteur Maréchal propose en France une loi interdisant le port du corset pour les femmes âgées de moins de 30 ans (mais autorisé pour les femmes de plus de 30 ans si elles ne sont pas enceintes) et qui réglemente leur vente. Les peines prévues sont la confiscation du corset, des amendes et jusqu'à 3 mois d'emprisonnement,. Le journal néo-zélandais, Star du 25 février 1902 précise que la proposition provoque "un amusement considérable". Le projet de loi n'aboutit pas.
En 1904 déjà, les suffragettes se battent contre le port du corset.
En 1910, Madame Doria fonde la « Ligue des mères de famille contre la mutilation de la taille par le corset ».
La mode des danses latino-américaines (tango, etc.), du foxtrot et autres danses supposant souplesse et contorsion, cumulée à la pénurie d'acier après la guerre, ne seront que quelques éléments concrets s'ajoutant aux attaques nombreuses et de plus en plus généralisées que le corset connaissait déjà depuis des décennies et signeront son déclin dans les années 1920.

## Critique du tight-lacing

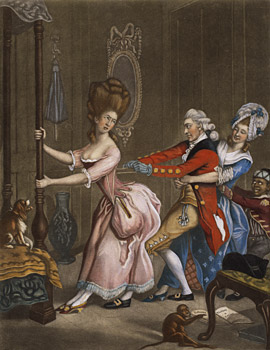
Vers 1770-1775, "Tight Lacing, or Fashion Before Ease" de

Le laçage excessivement serré des corsets est un sujet de discussion datant au moins du XVIIIe siècle. Il est attesté dans les correspondances que l'on s'adonnait à cette pratique même si c'était dans un cercle limité de femmes. Néanmoins, la focalisation des critiques sur le phénomène n'aurait fait que lui faire gagner en ampleur à l'époque, à la manière d'un effet Streisand.

## Quelques clichés
La lecture d'ouvrages de fond sur l'histoire du costume (voir bibliographie), ses significations sociales et ce qui était réellement pratiqué à l'époque, l'intérêt porté à ceux qui aiment mettre des corsets encore aujourd'hui et à leur expérience vécue, le fait de se pencher sur les arts et techniques de la corseterie permettent de distinguer aisément le vrai du faux parmi les clichés les plus courants :
- « Certains médecins enlevaient les côtes des femmes pour qu'elles puissent serrer davantage leur corset. » : il n'existe aucun cas documenté de ce genre, sans compter que cela aurait demandé une technique chirurgicale complexe et que l'anesthésie de l'époque n'était pas anodine.
- « Certaines femmes de 1900 sont mortes à cause d'organes perforés par des côtes écrasées par leur corset. » : encore une exagération majeure. Le seul récit de fait divers dont on ait trace à ce sujet, est l'histoire d'une jeune fille de 16 ou 18 ans ; lors d'un bal (dont la date fluctue entre 1850 et 1910 suivant les sources…), où elle voulait séduire par l'extraordinaire finesse de sa taille, la jeune femme aurait serré son corset bien au-delà de ce dont elle avait l'habitude. Complimentée par tous lors de la soirée, elle aurait en fait souffert le martyre et serait morte quelques jours après. L'autopsie aurait révélé que la perforation du foie par une côte cassée était à l'origine de la mort. Peut-être ce malheureux accident est-il arrivé à une ou deux femmes à l'occasion, probablement fragilisées par une ostéoporose ou autre maladie osseuse, transformant leur cas en un fait divers de journal à sensation ; en aucun cas cela n'a été une chose relativement courante.

Cependant, il est vrai que l'usage du corset dès la puberté provoquait une déformation des côtes assez typique et suffisamment importante pour qu'elles laissent une empreinte sur le foie bien connue des anatomistes jusqu'aux années 1980 (date des autopsies des dernières femmes à avoir porté un corset durant leur puberté).
- « Le record de la taille la plus fine en ce temps était de 16 centimètres (la même taille qu'un cou). » : Les centimètres ont visiblement été confondus avec des pouces anglais (inches) : un cou de femme, même très fin, fait plus de 30 cm de circonférence, voire 35 cm et plus. Il s'agissait donc bien de pouces et non de centimètres. Or 16 pouces font 40,5 cm. Une taille considérée comme déjà trop fine au XXe siècle, au point d'être vraiment vue comme excessive et peu esthétique, même à l'époque, et atteinte par seulement une poignée de femmes qui avaient choisi de s'y consacrer corps et âme et s'en trouvaient très critiquées. Pour plus ample information, le tightlacing (port d'un corset 23h/24 sauf pour la douche, 7 jours/7) est pratiqué aujourd'hui par une petite poignée de passionnés dans le monde, essentiellement aux États-Unis, dans le même type de conditions que les femmes des années 1850-1910 ; ils fournissent ce faisant une quantité énorme de données sur ce qui est possible et ce qui ne l'est pas. La taille la plus fine jamais enregistrée au monde, et qui est une exception considérable, est celle d'Ethel Granger (1905-1982)[29] : 13", soit 33 cm, vers 1938, enregistré au Livre Guinness des records. L'actuelle championne du monde est Cathie Jung, avec une taille de 15", soit 38 cm[30].

## Histoire du corset
Voir aussi History of brassieres (en)

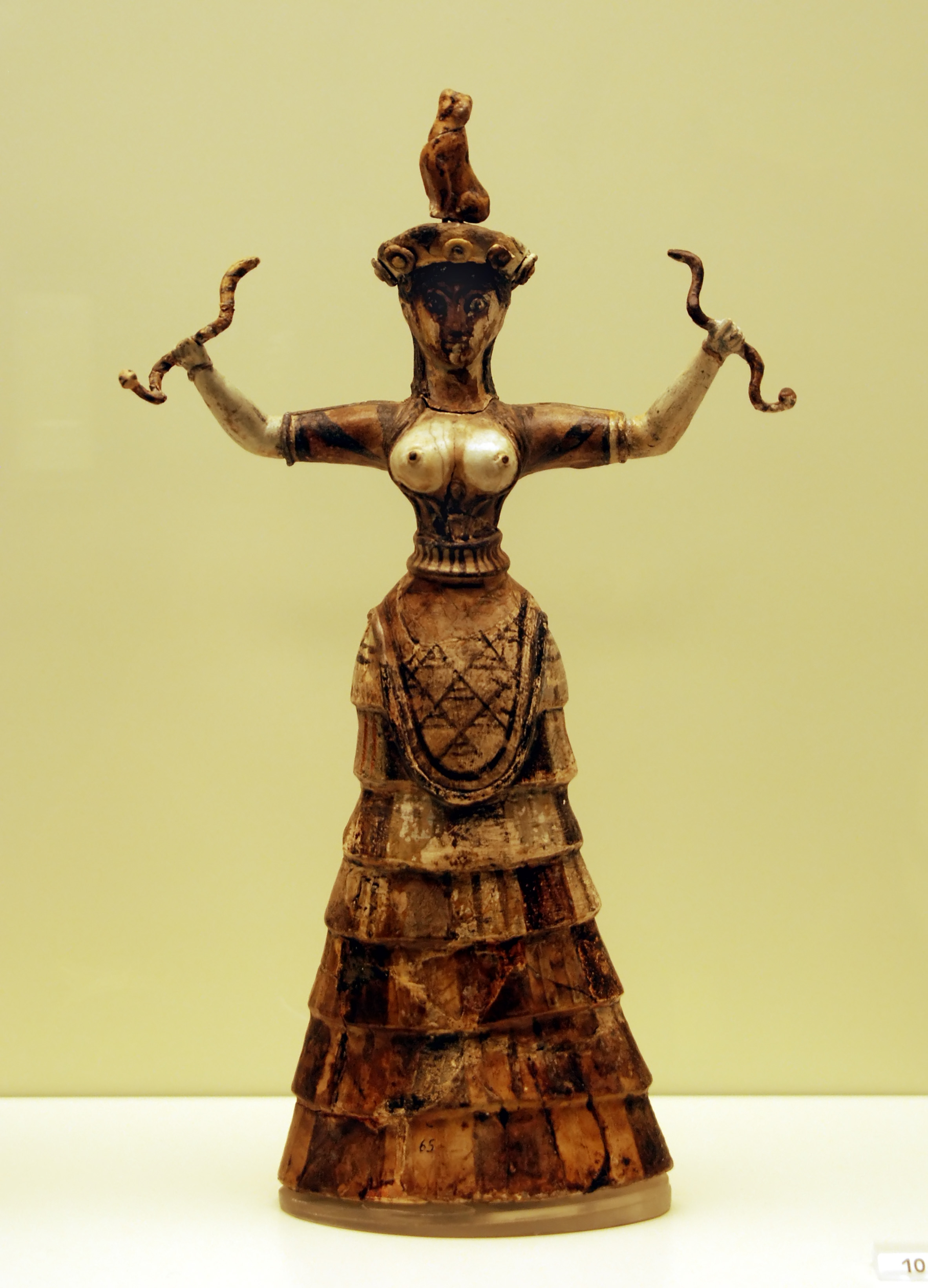
Vers 1600 av. J.-C., la déesse aux serpents, Cnossos en Crète

Malgré de rarissimes incursions très isolées dans l'Antiquité (Crétoises marquant leur taille par des ceintures de cuir serrées), le corset à proprement parler, baleiné et réduisant la taille, n'existe qu'à partir de la Renaissance — et non du Moyen Âge, qui l'ignorait complètement.

### XVIesiècle
Le corset apparaît à la cour d'Espagne au XVIe siècle, puis se répand vite dans d'autres cours d'Europe, le corset modèle d’abord le corps de la noblesse ; il est supposé signifier la « droiture » et la fermeté d’âme et de mœurs de ceux qui se veulent distincts de la société qu’ils régentent. La mode est vite imitée dans les milieux bourgeois ; aux XVIIe et XVIIIe siècles une bonne part de la population en porte, jusqu’aux milieux les plus populaires dans une version plus simple et peu baleinée. Les femmes du peuple qui veulent imiter les grandes dames sont moquées par les caricaturistes, mais socialement acceptées.
Silhouette conique, pointe basse à la taille, poitrine aplatie. Pas ou peu de réduction de taille du XVIe au XVIIIe siècle, plutôt une « mise en forme » conique du buste. Venu de l'univers masculin et militaire, le corset est plutôt perçu comme une « armure » physique et morale réservée à la haute société.

### XVIIesiècle
Silhouette conique, apparition de petits panneaux décoratifs en bas : les basques découpées.

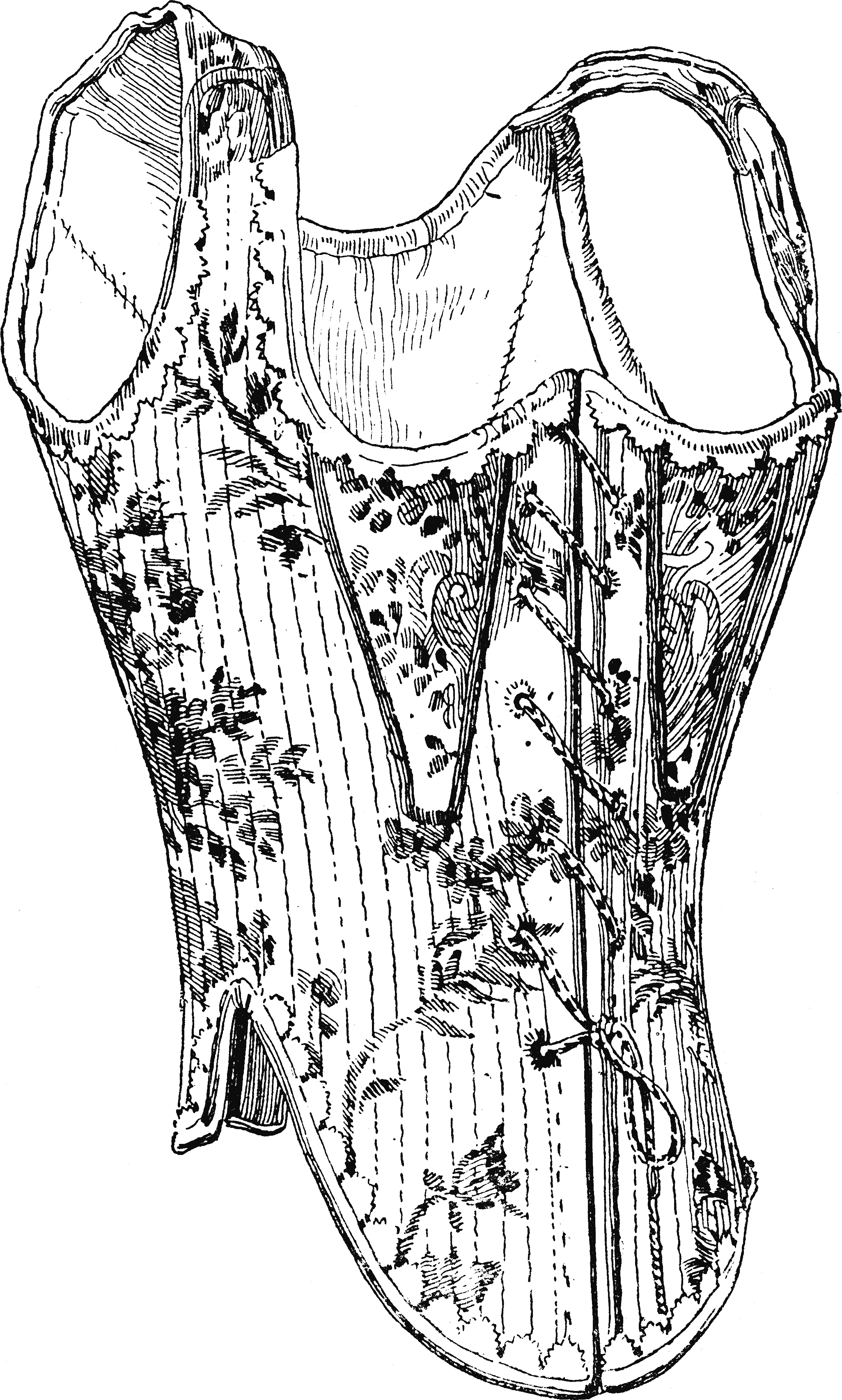
XVII, d'après le livre Le Corset à travers les âges (1893)
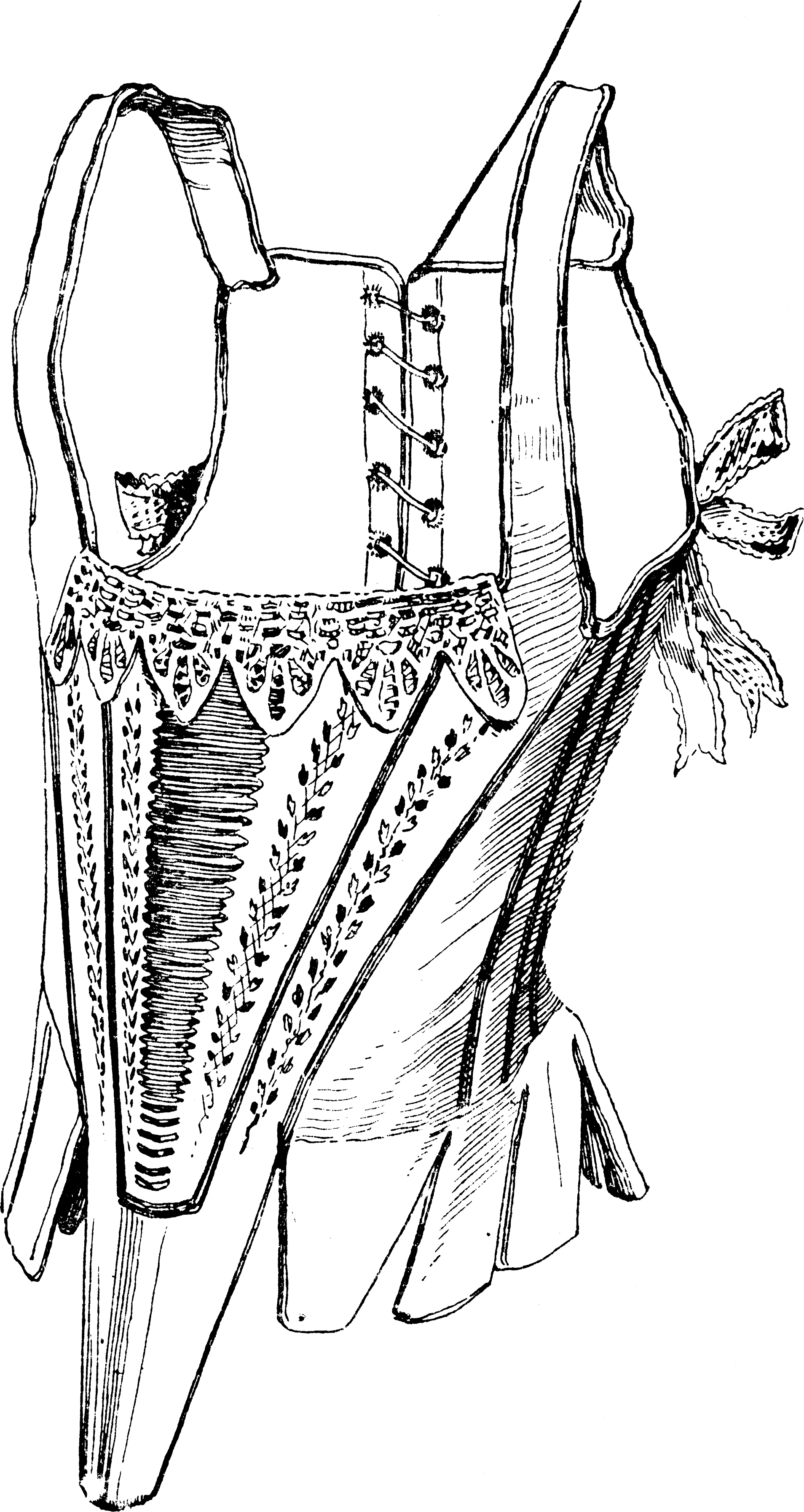
XVII, d'après le livre Le Corset à travers les âges (1893)

### XVIIIesiècle
Silhouette conique, apparition de la Pièce d'estomac, souvent amovible, richement ornée sur le devant. Du XVIe au XVIIIe siècle, le corset est plus fréquemment appelé corps à baleines.

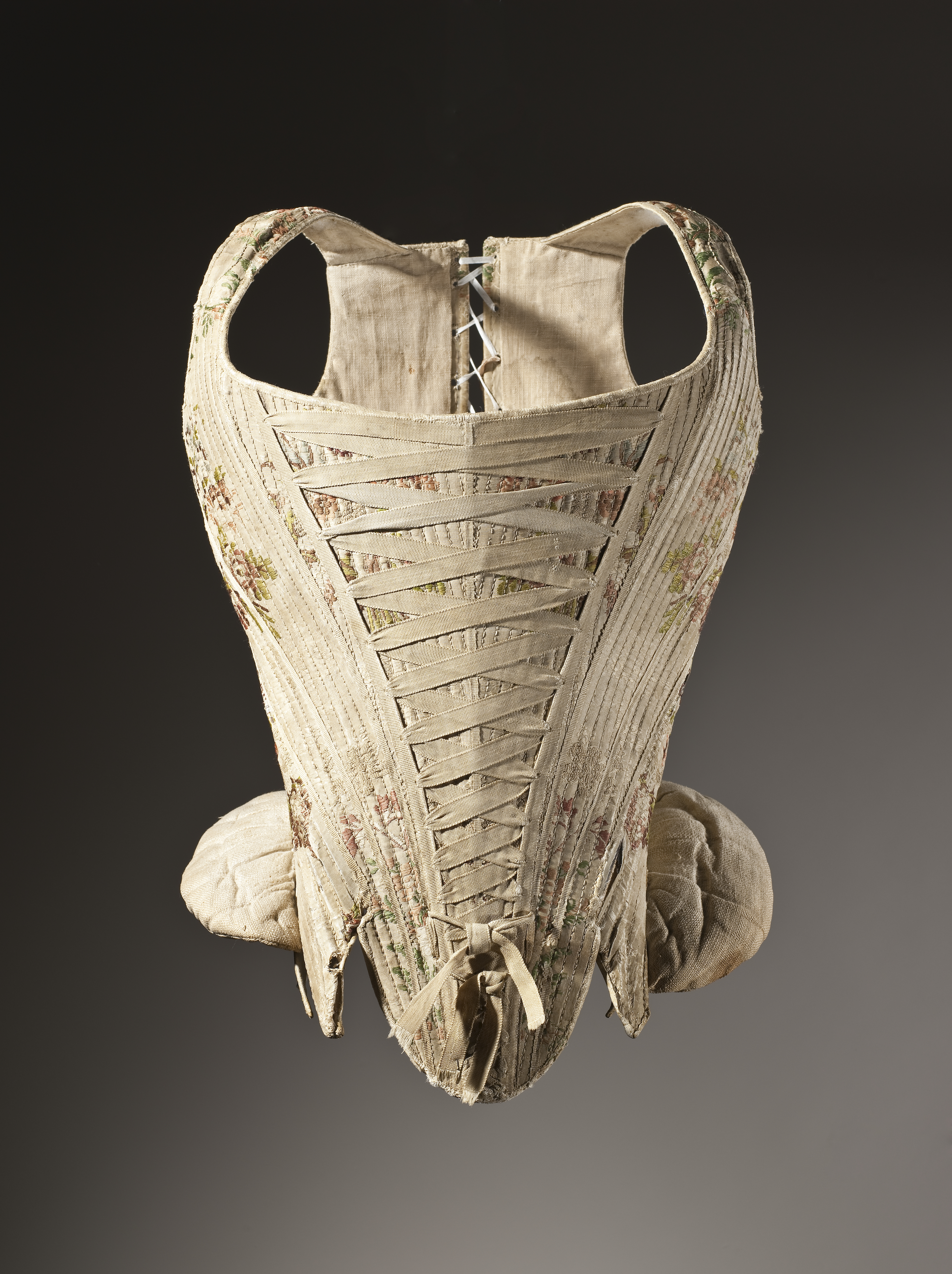
1730-1740, corps en soie
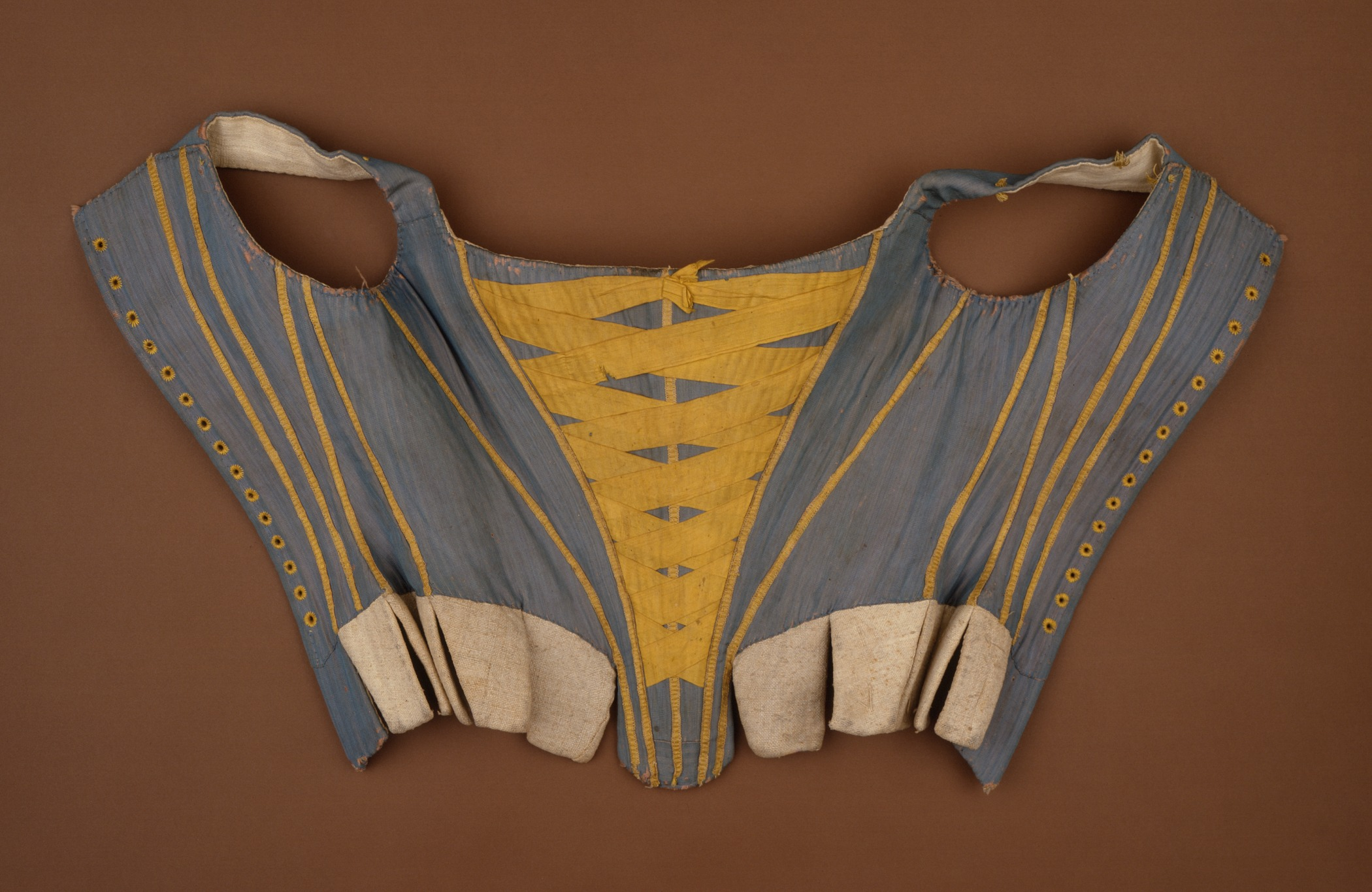
Vers 1750, corps en soie et doublure en lin, Italie
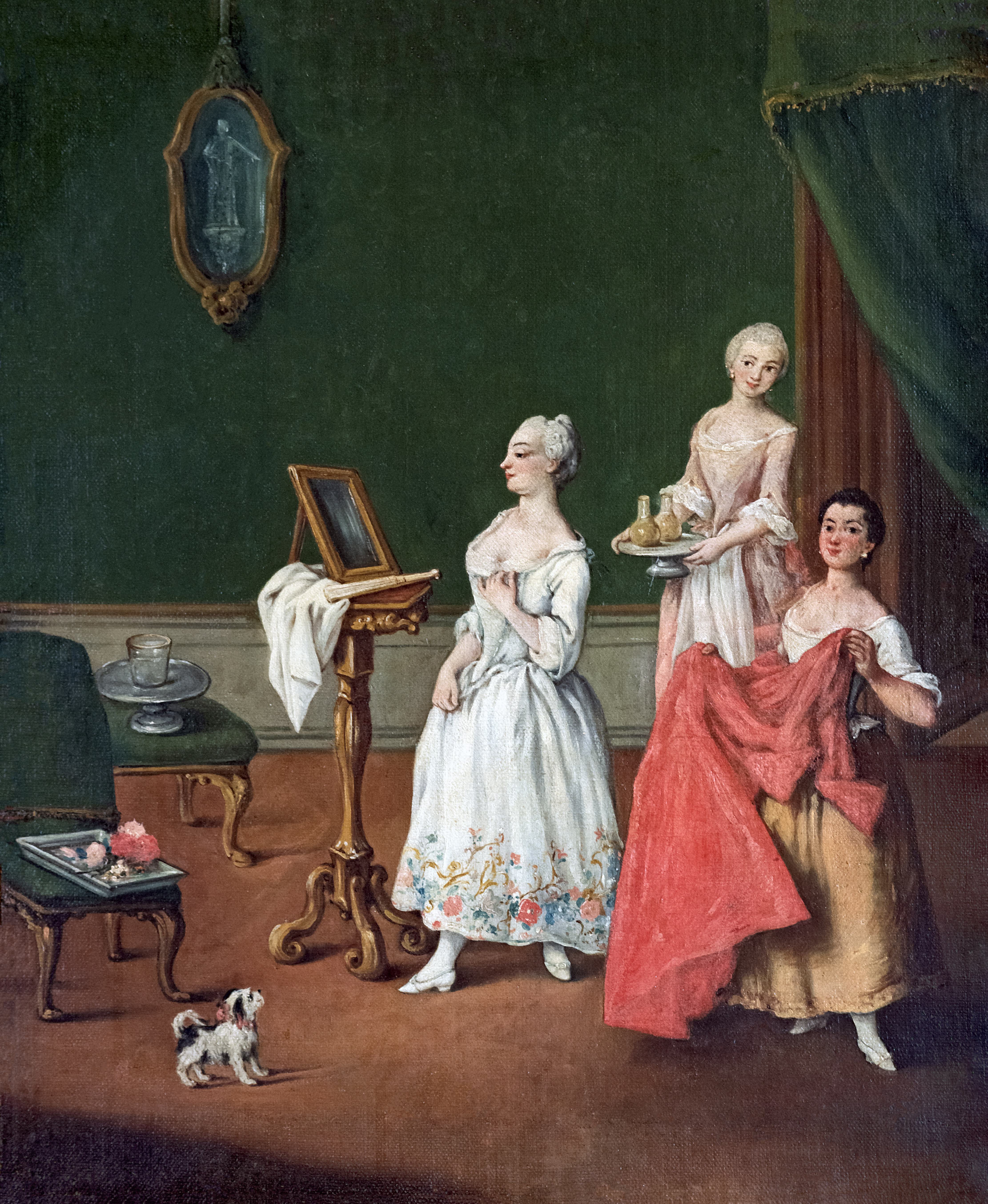
Vers 1760, tableau de Pietro Longhi
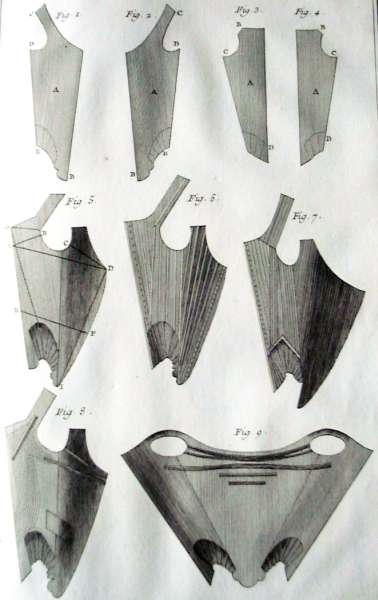
1767, L'art du Tailleur d'habits et de corps. Planche 22 du supplément de planches gravées à l'Encyclopédie de Diderot et d'Alembert.
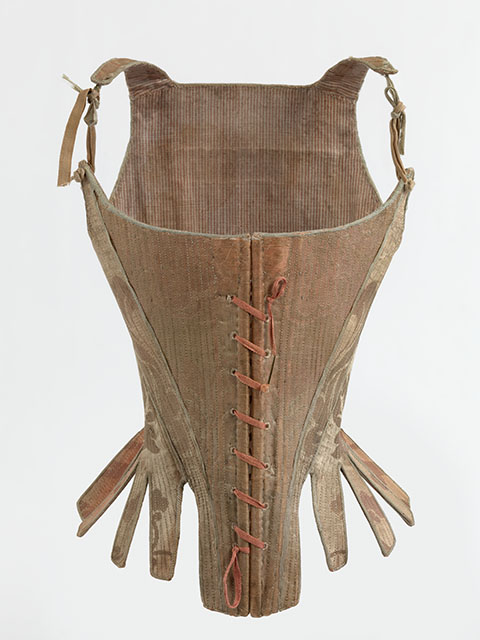
1770-1790
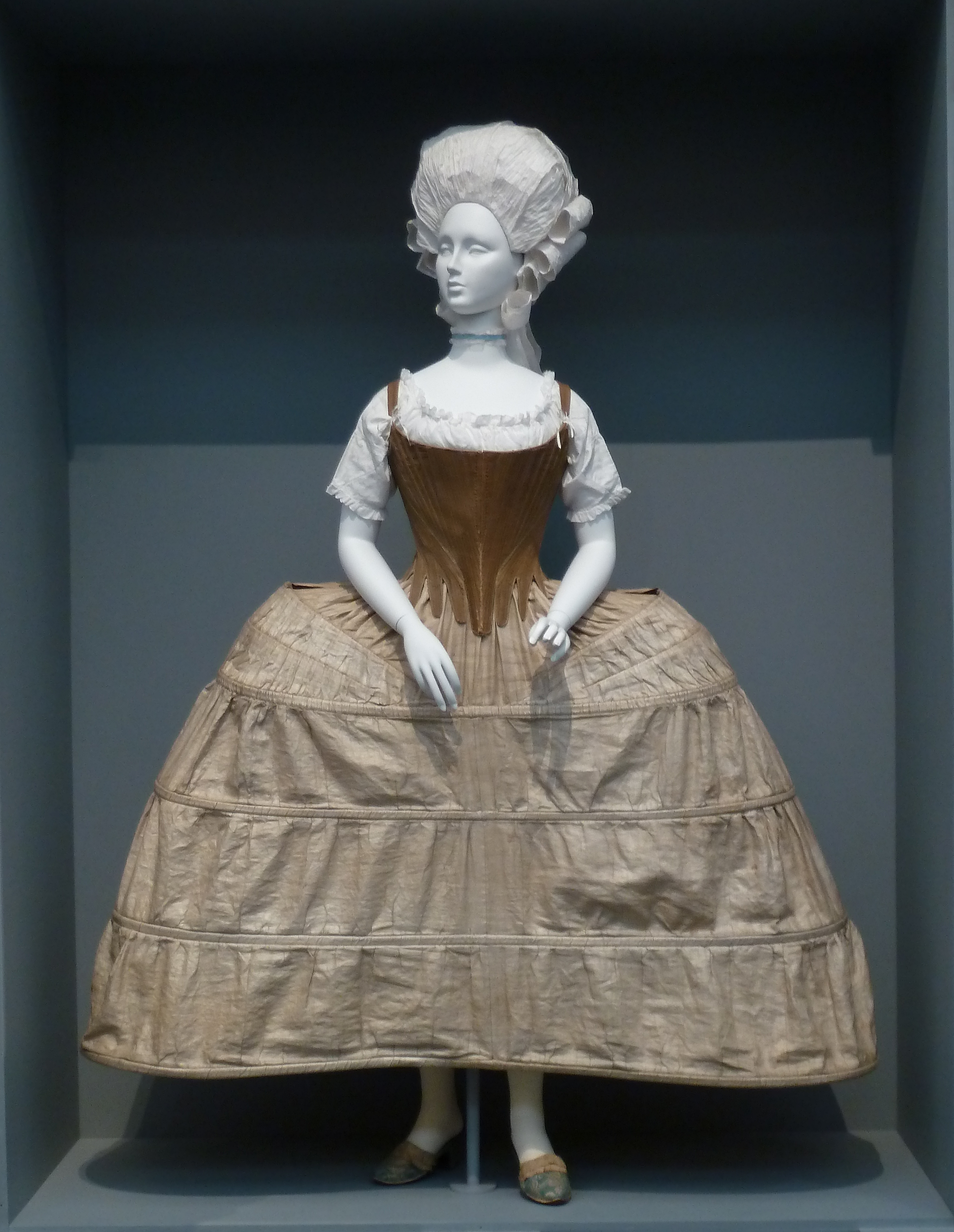
1780, panier et corps (en lin et baleine)
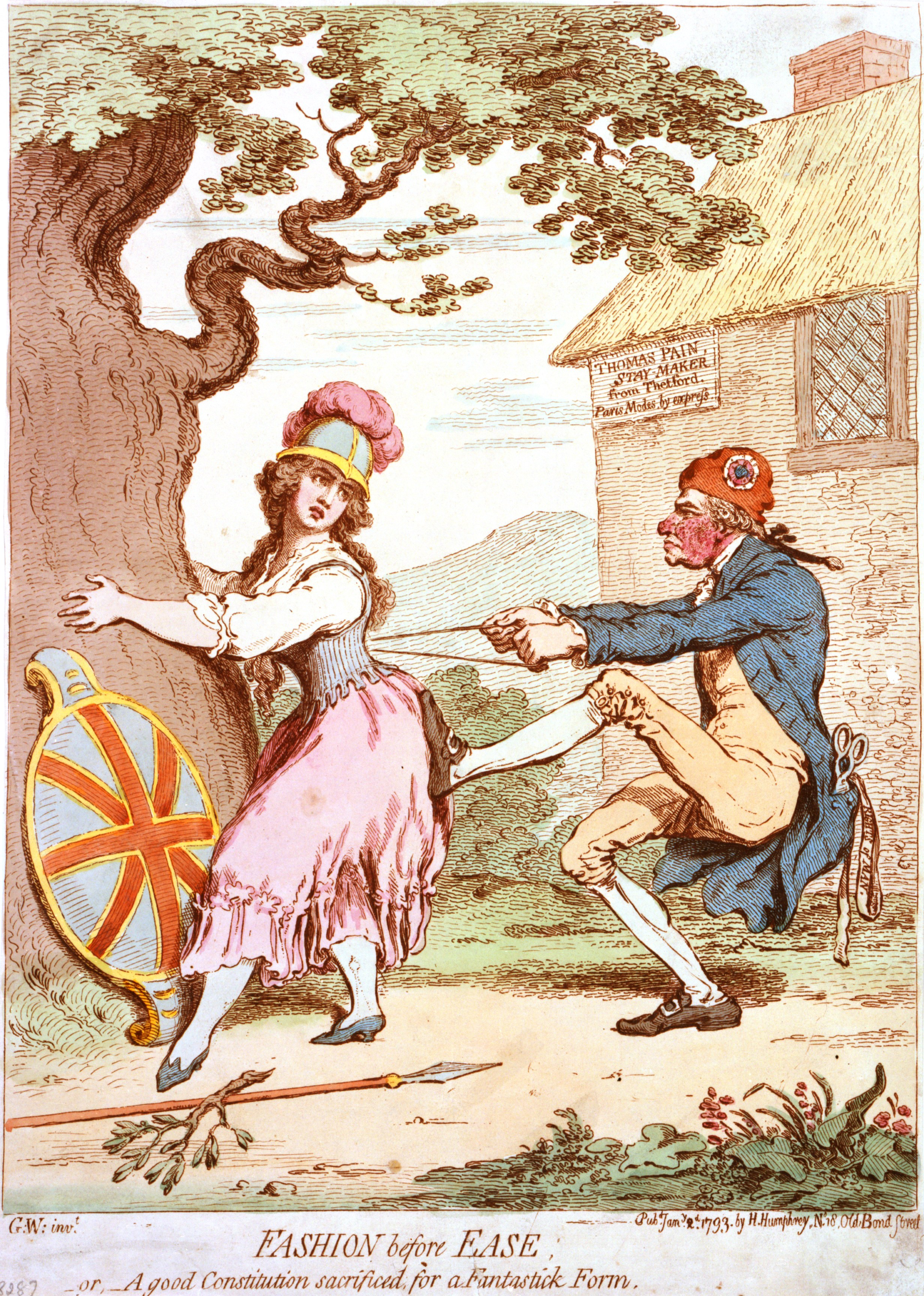
1793, caricature de Thomas Paine

La partie supérieure du « Grand habit » de cour féminin est un corset très serré et rigide nommé le « grand corps », de forme conique et étroite, qui comprime fortement les côtes flottantes (basses), et dont les bretelles projettent les épaules en arrière, rapprochant les omoplates et donnant un dos très droit et un beau port de tête. C'est probablement la forme de corset la plus contraignante à avoir jamais été portée.
Voir aussi :
- Us et coutumes à la cour de Versailles
- Court uniform and dress in the United Kingdom (en)

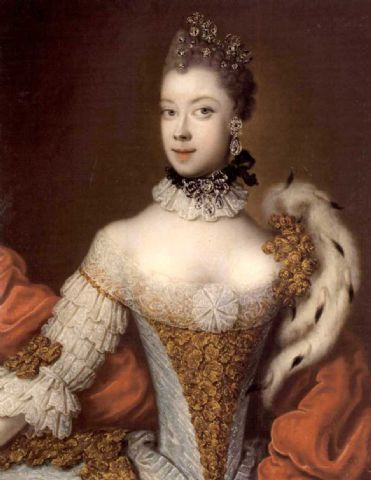
1761, portrait de Charlotte de Mecklembourg-Strelitz en grand habit
1766, Grand corps ayant appartenu à Sophie-Madeleine de Danemark
1766, intérieur du Grand corps ayant appartenu à Sophie-Madeleine de Danemark
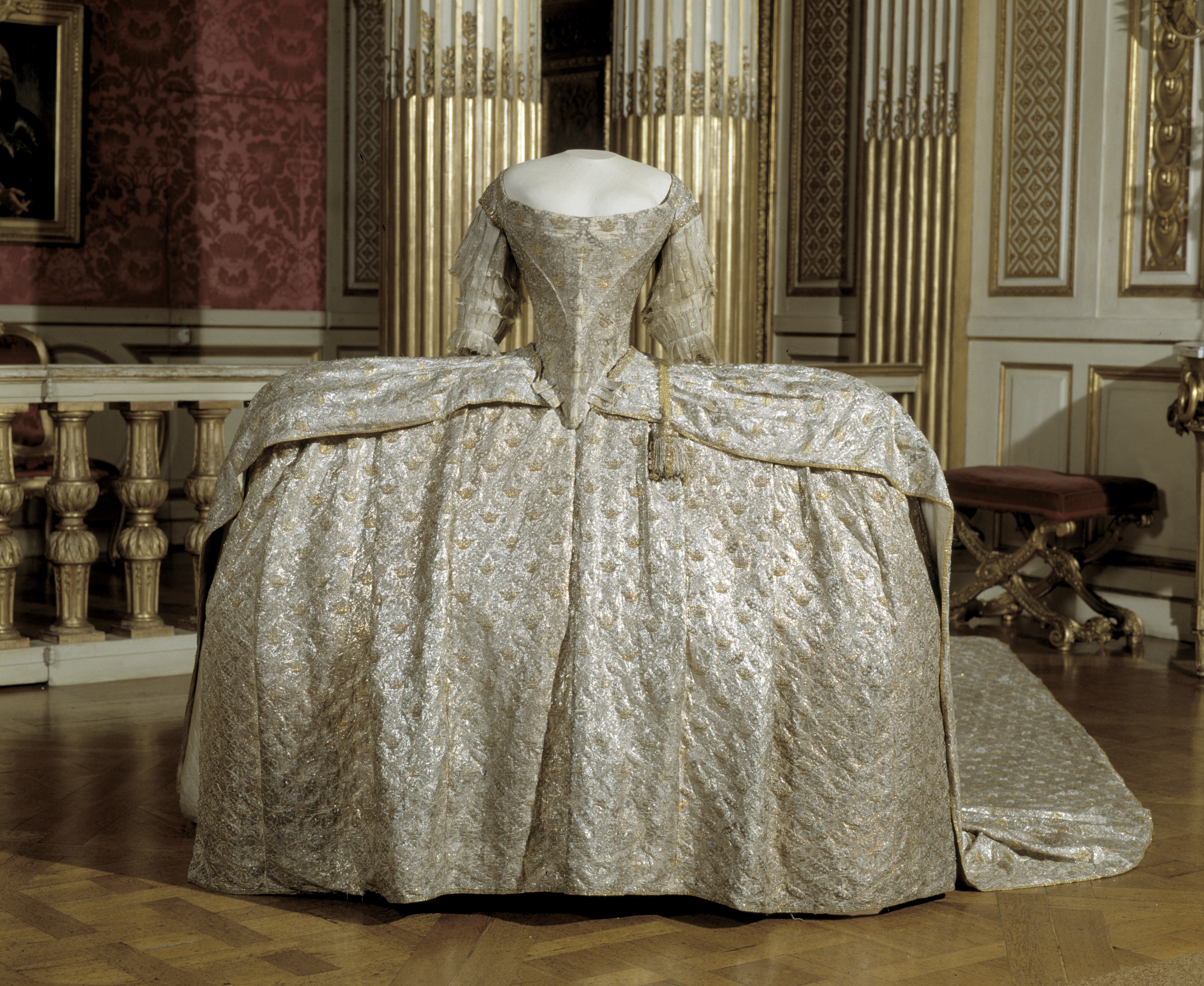
1772, robe de cour de Sophie-Madeleine de Danemark pour le couronnement de Gustave III
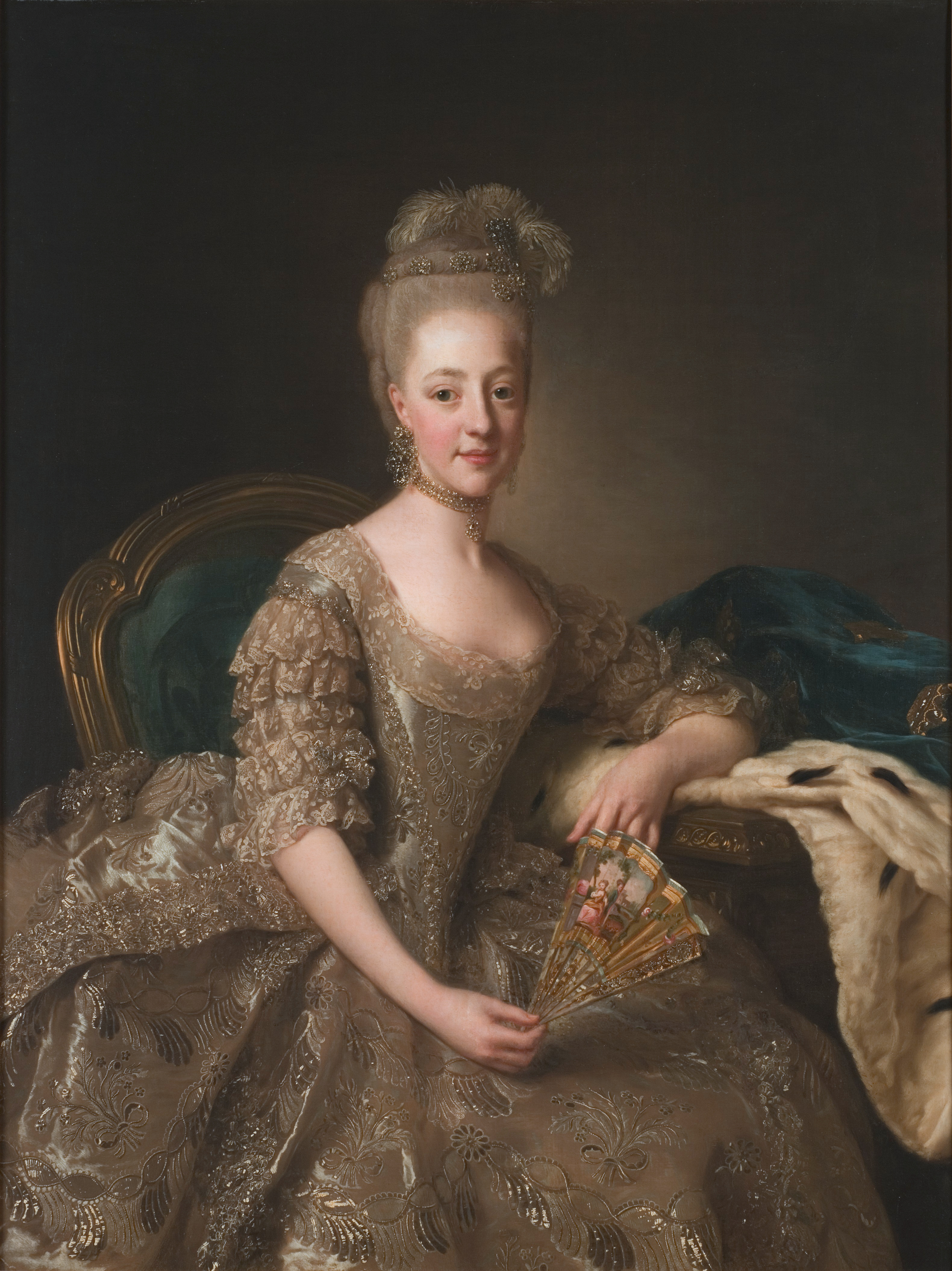
1774, portrait de Hedwige-Élisabeth-Charlotte de Schleswig-Holstein-Gottorp par Alexandre Roslin
1774, Grand corps ayant appartenu à Hedwige-Élisabeth-Charlotte de Schleswig-Holstein-Gottorp
1774, intérieur du Grand corps ayant appartenu à Hedwige-Élisabeth-Charlotte de Schleswig-Holstein-Gottorp
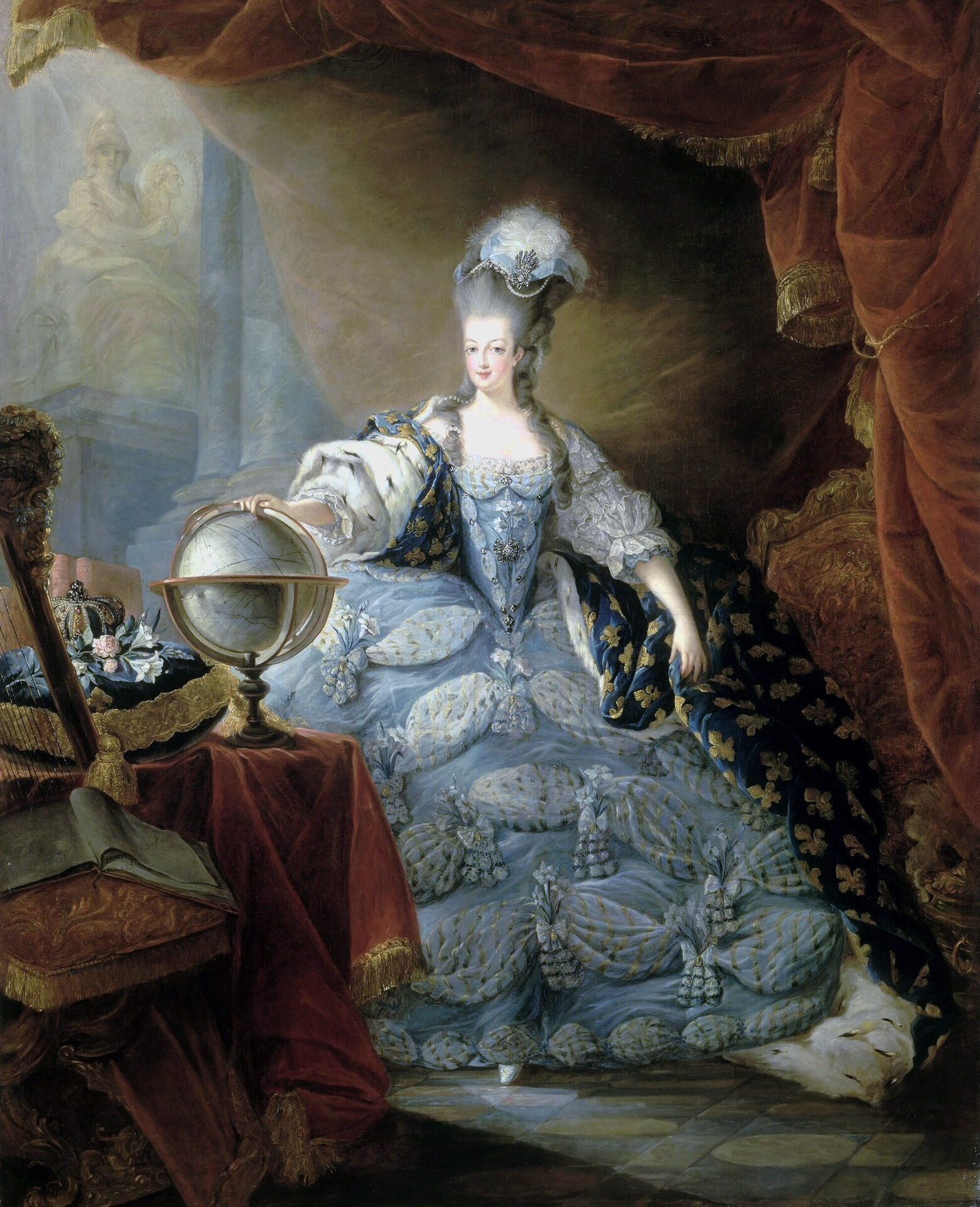
1775, Portrait de Marie-Antoinette en tenue de couronnement par Jean-Baptiste André Gautier-Dagoty

### 1795-1805
En France, à la suite de la Révolution, brève disparition du corset (mode « romaine » puis « taille Empire »).

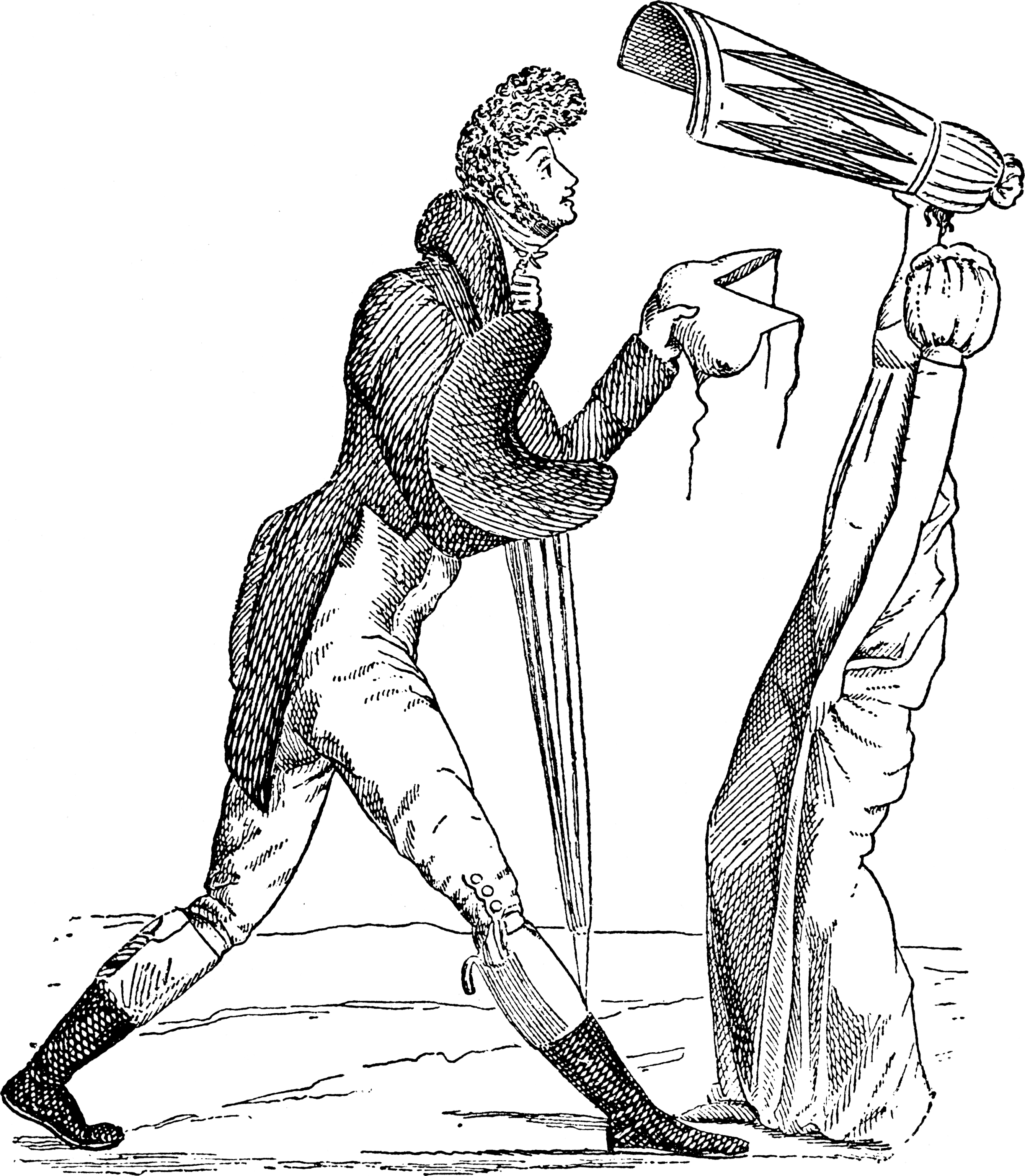
1797
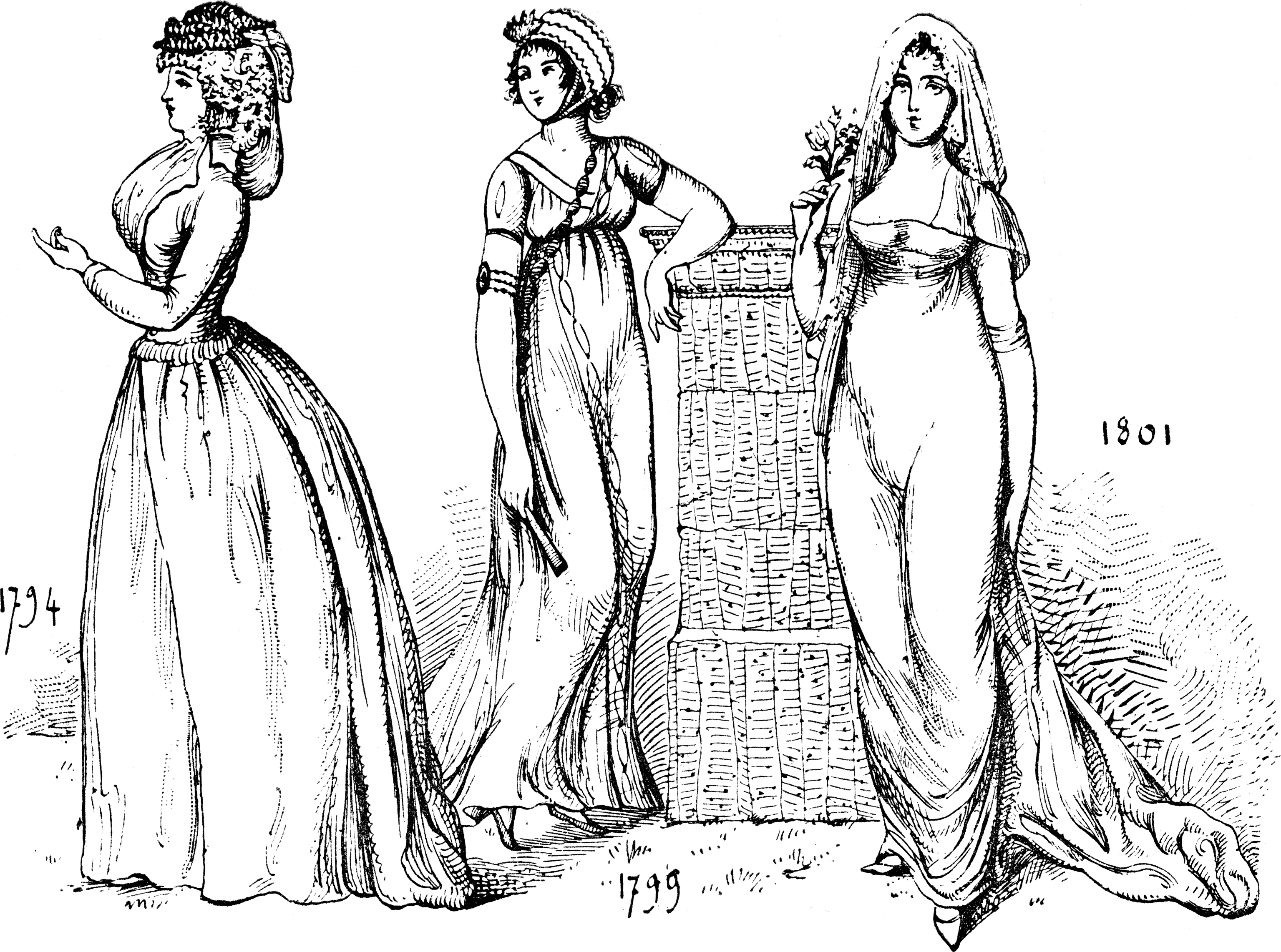
Évolution de la silhouette de 1799 à 1801 d'après le livre Le mannequin (1900)
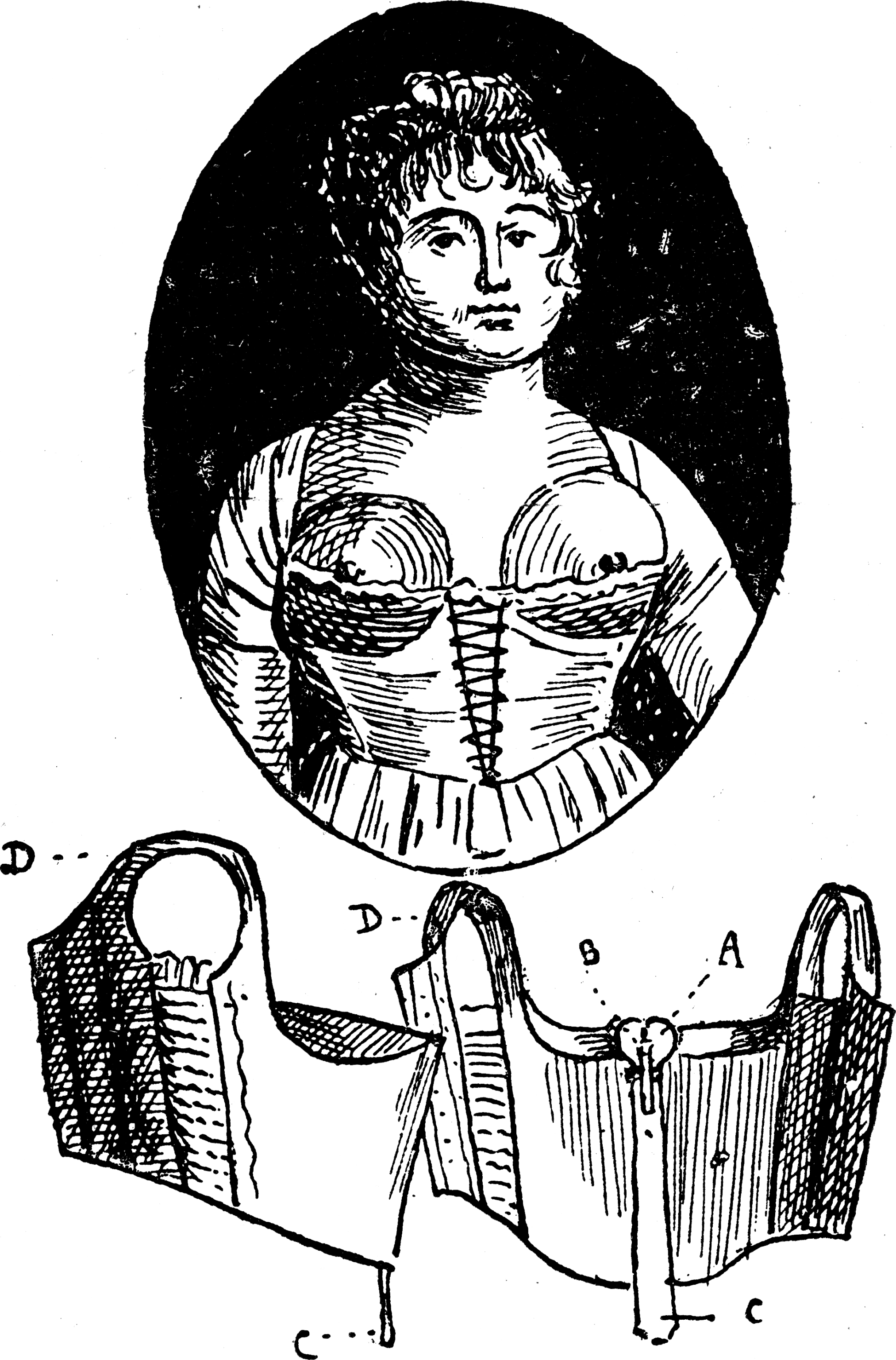
1803, Corset de Moreau de la Sarlhe
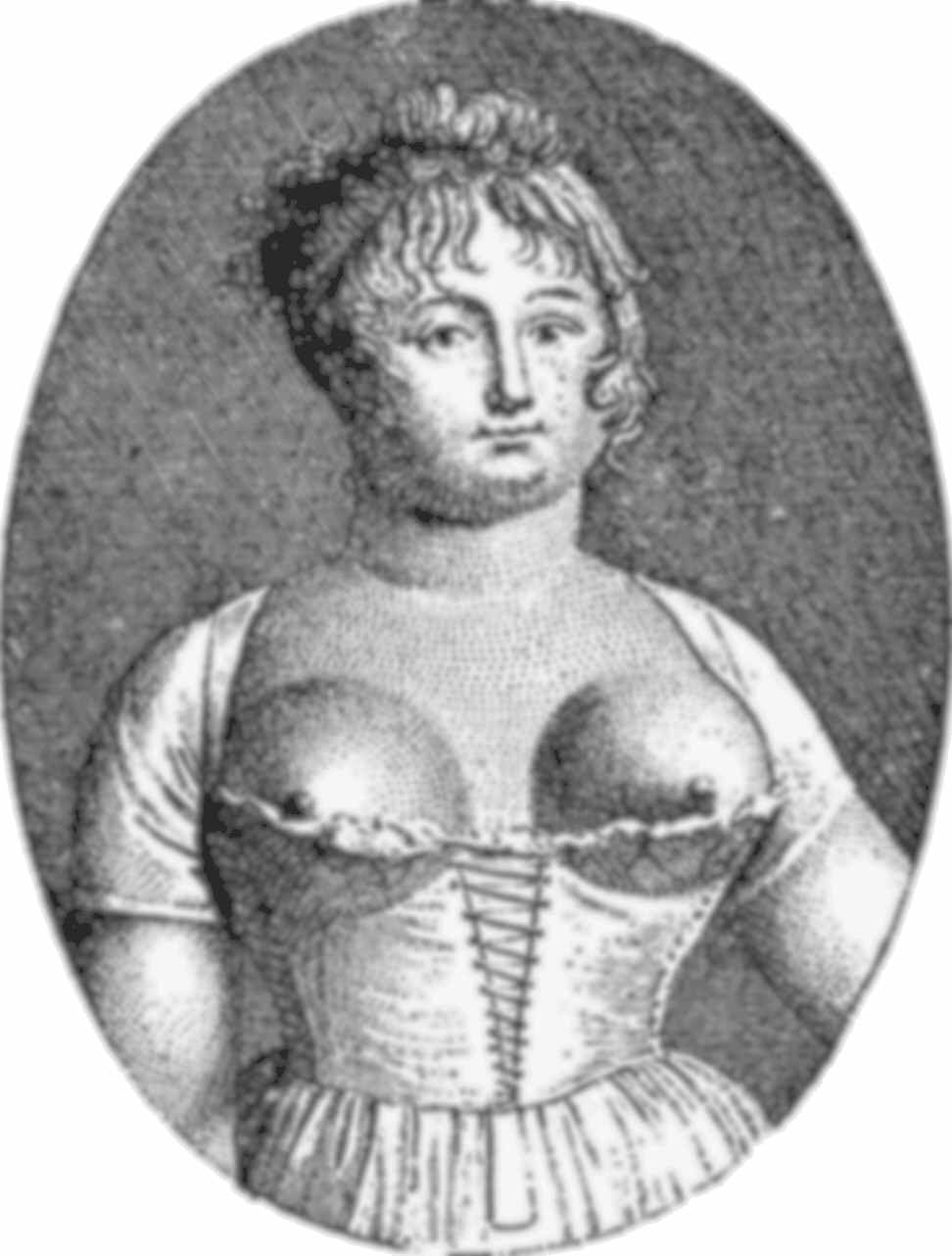
1808
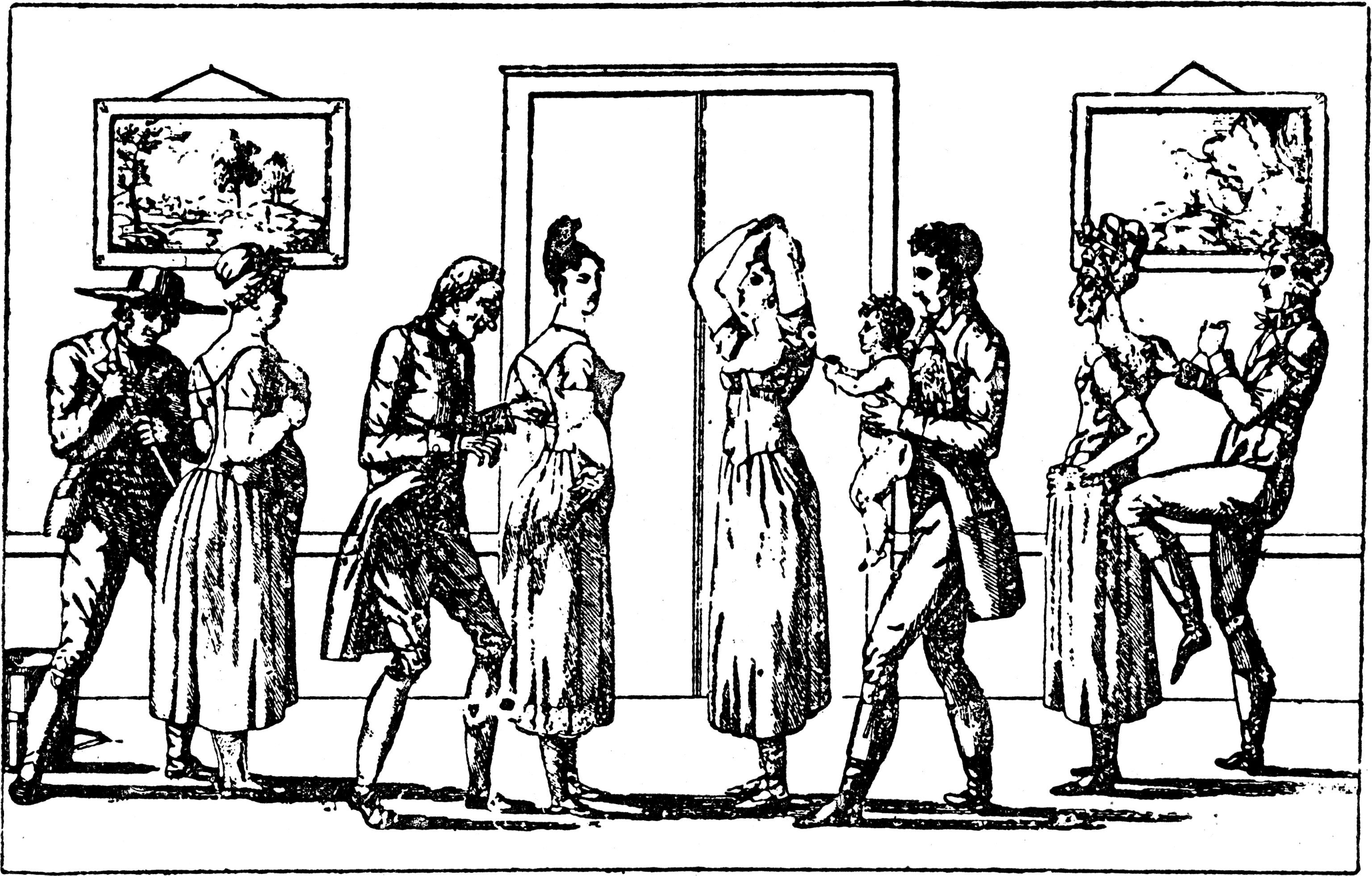
1809

### Années 1810-1830
Retour du corset, de forme foncièrement différente : en "sablier" tout en courbes et non plus conique, réduction de la taille (qui reste assez haute), long sur les hanches, seins non plus écrasés vers le haut mais soutenus et séparés.
Le Dictionnaire des sciences médicales daté de 1813 explique que : « les femmes ne portent plus de corsets baleinés, elles y ajoutant une lame de baleine, le plus souvent d'acier, qu'on nomme busc et qu'on introduit dans une coulisse qui partage le corset en deux, de telle sorte que l'une des extrémités de ce busc sépare, en les froissant, les deux hémisphères de la gorge ».

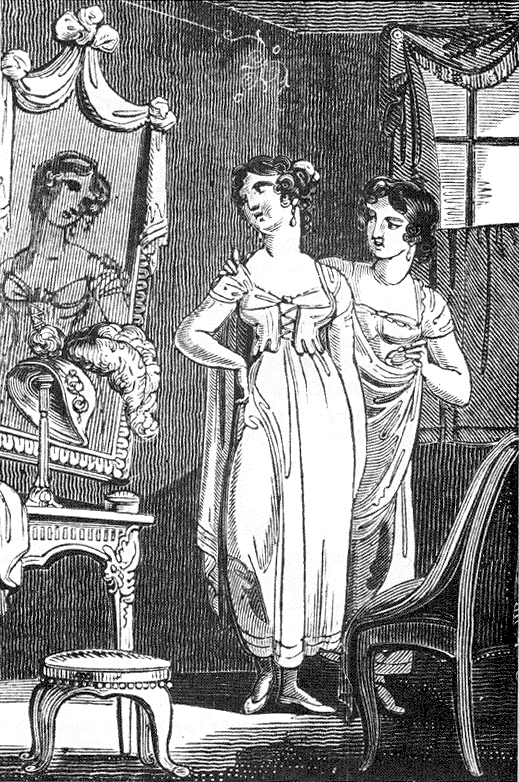
Premier retour du corset, façon brassière, vers 1810.
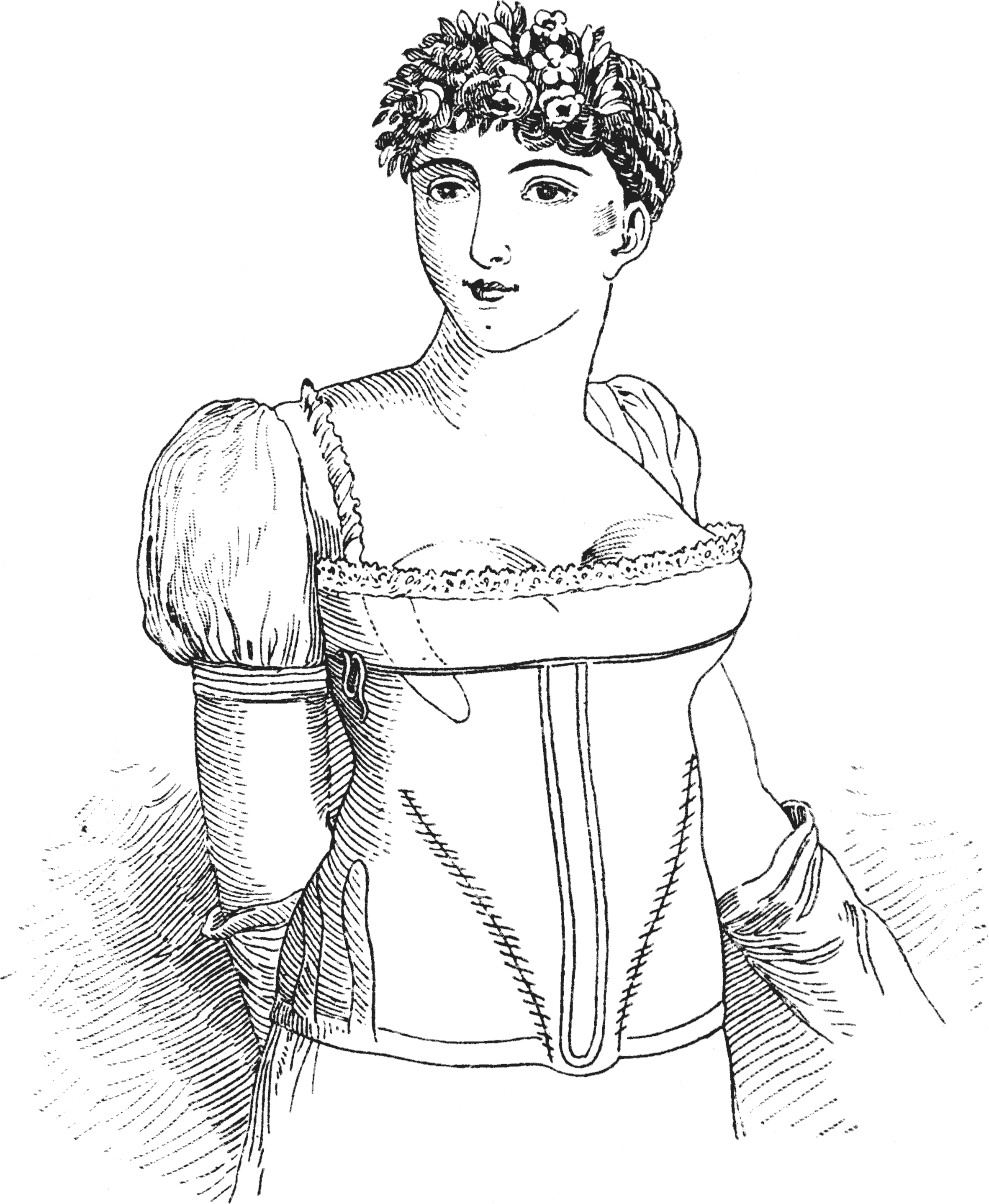
Corset « à la Ninon », vers 1810.
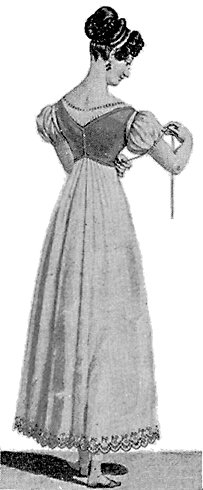
1822.
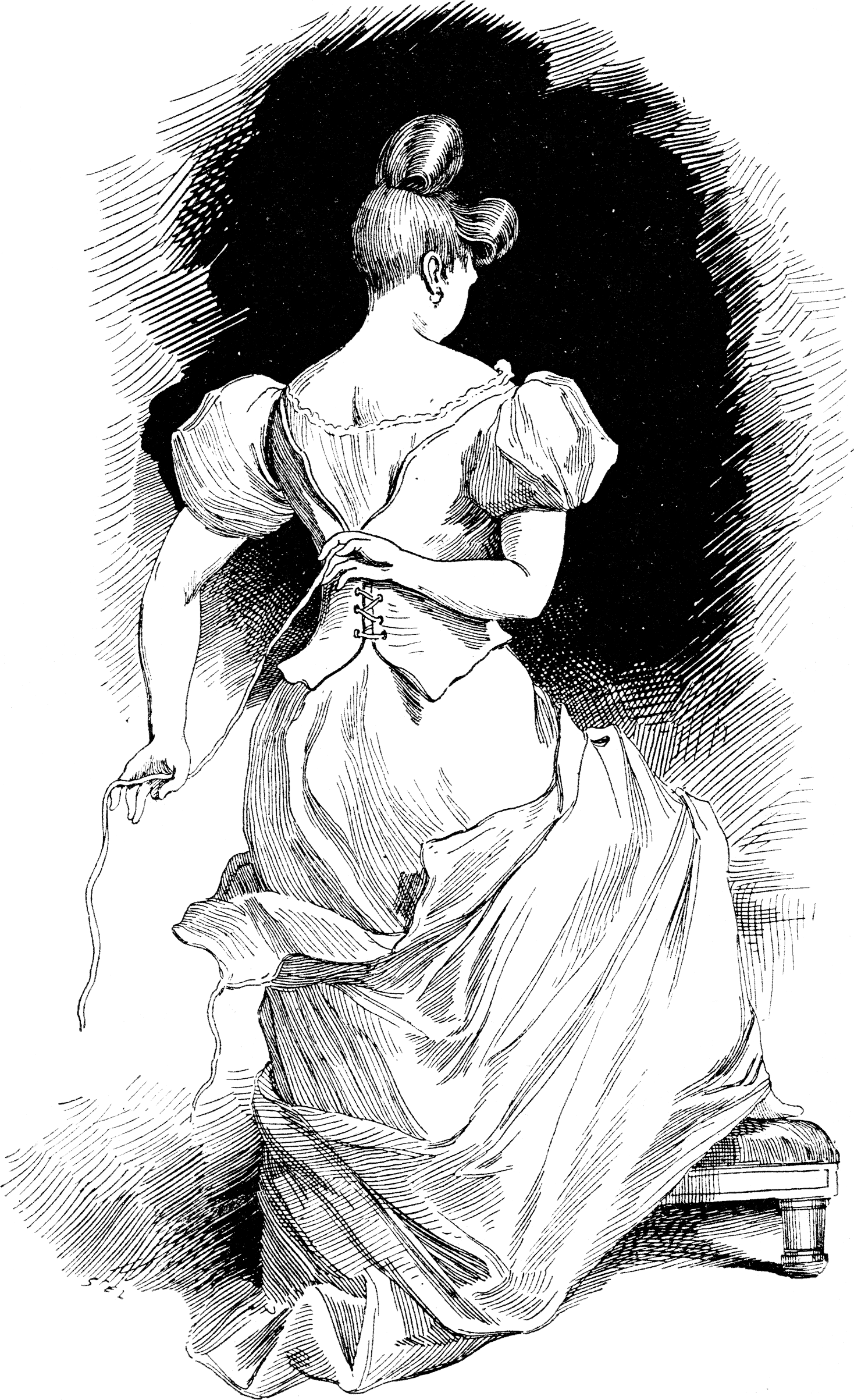
1829, illustration de Achille Devéria
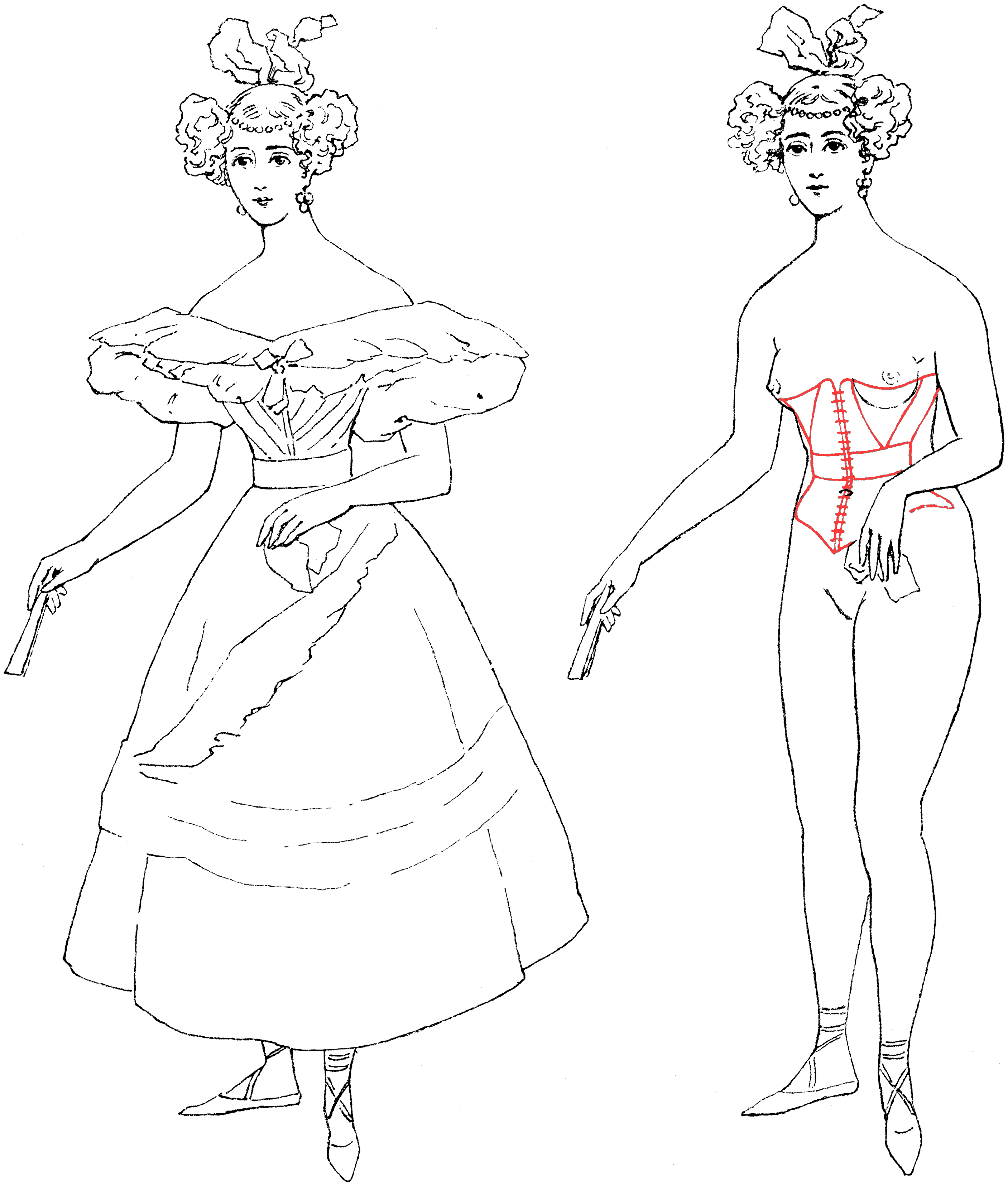
1830
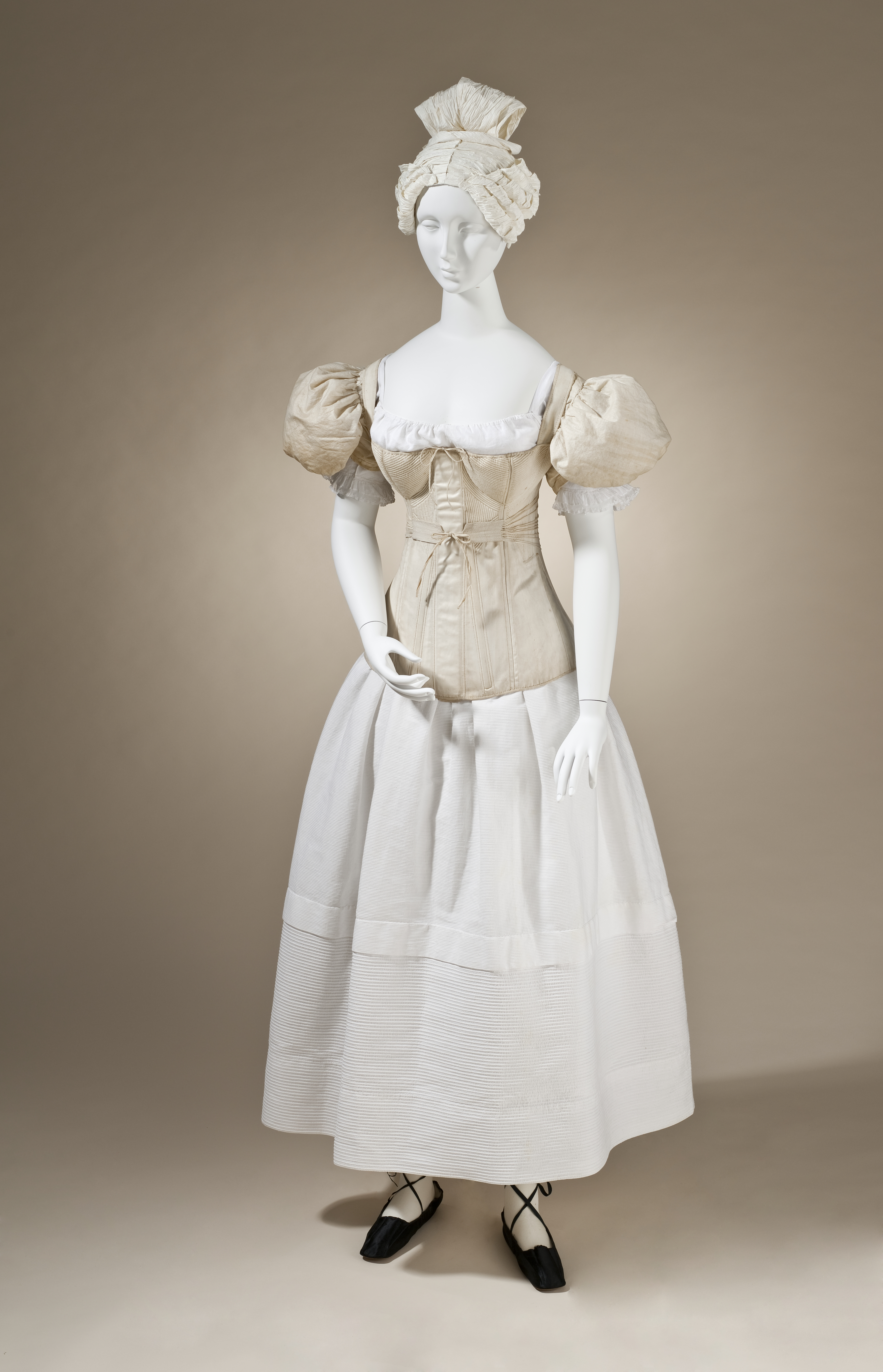
1830-1835, sous-vêtements dont corset en satin de coton matelassé, Europe
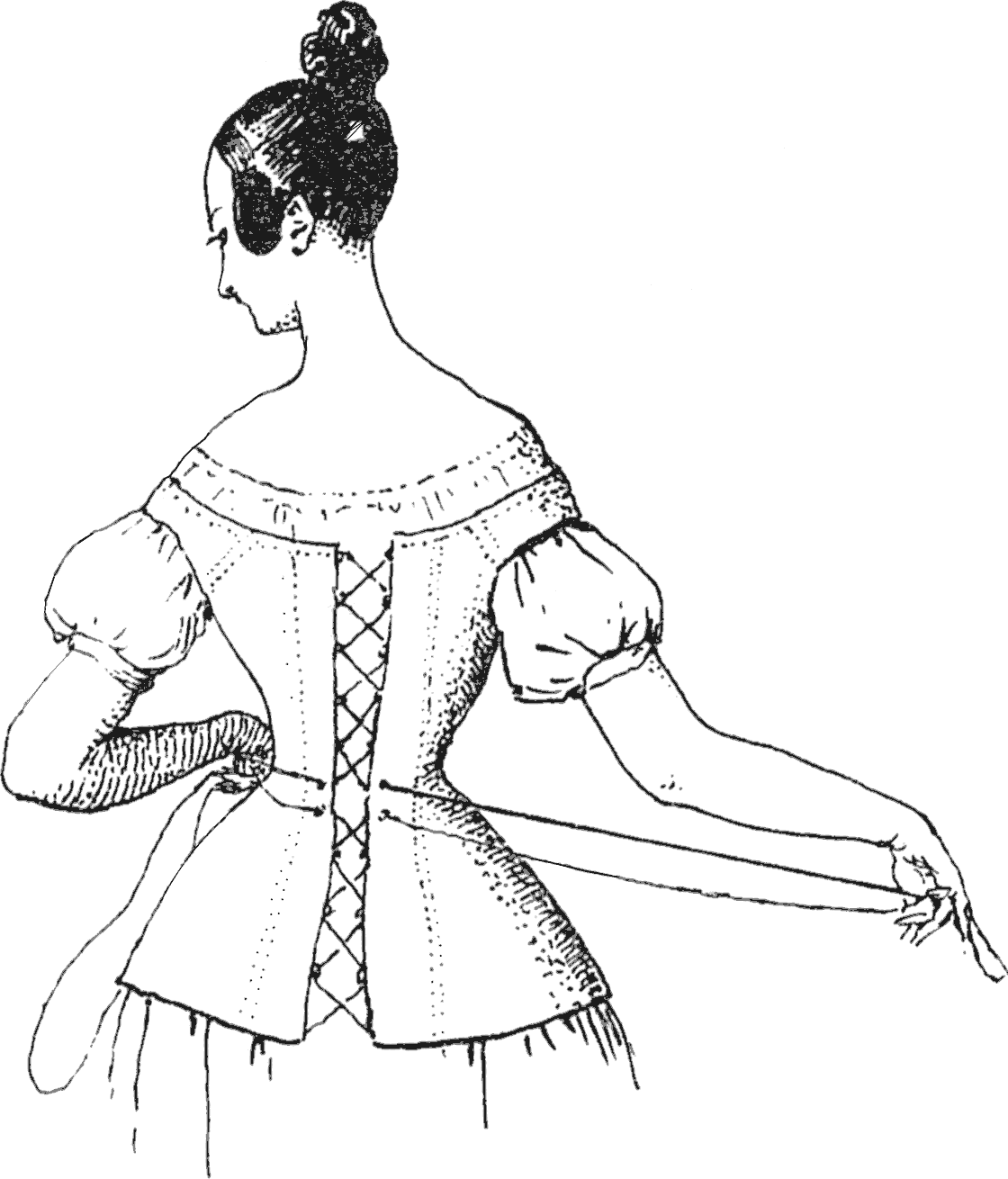
1835.

### Années 1840-1850
Disparition des bretelles, vraie réduction de taille, construction en « bandes » verticales. Apparition du baleinage métallique (et non plus, ou rarement, en fanons de baleines), et des œillets métalliques (et non plus brodés main, plus fragiles). Invention du busc métallique à crochets.

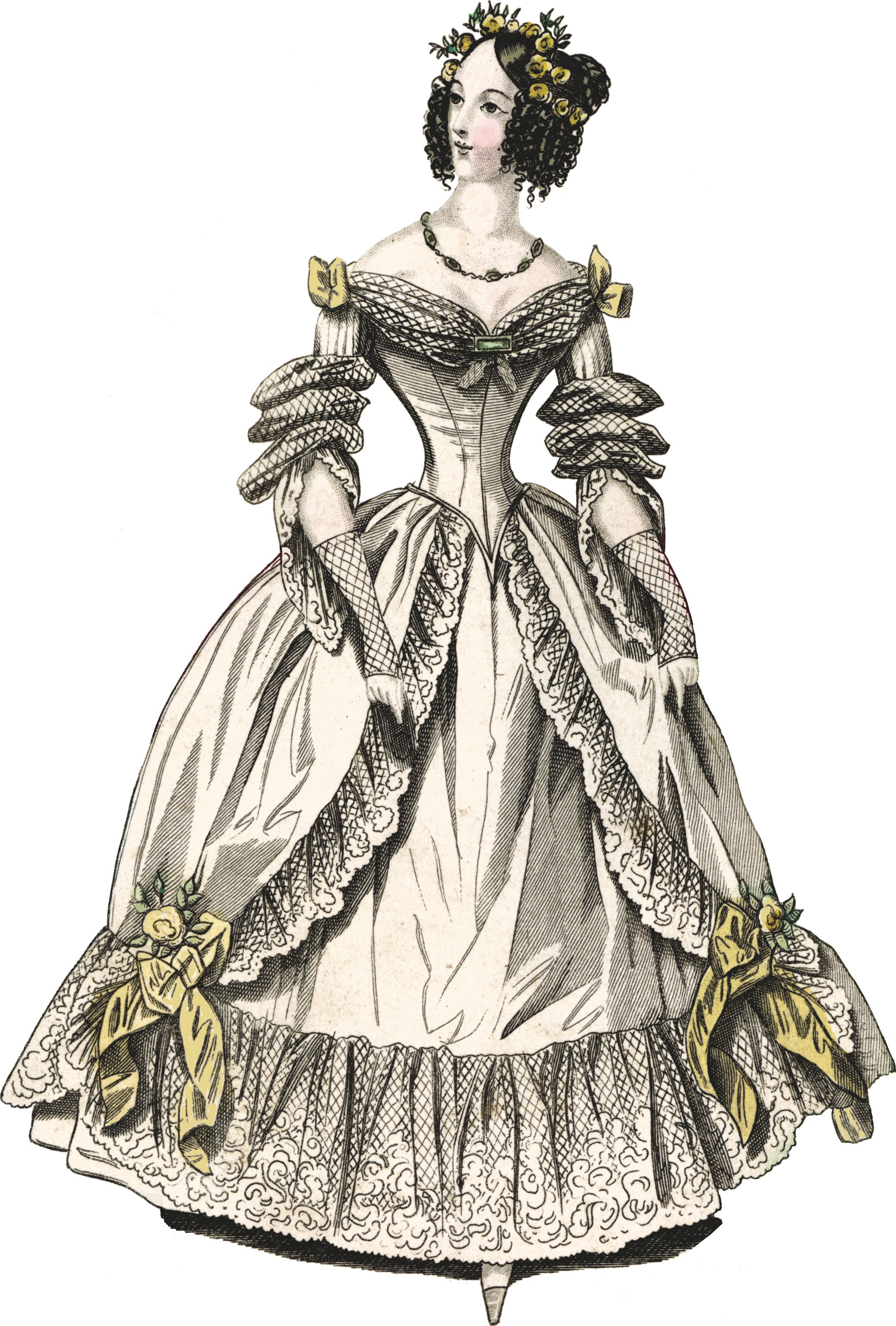
Vers 1840.
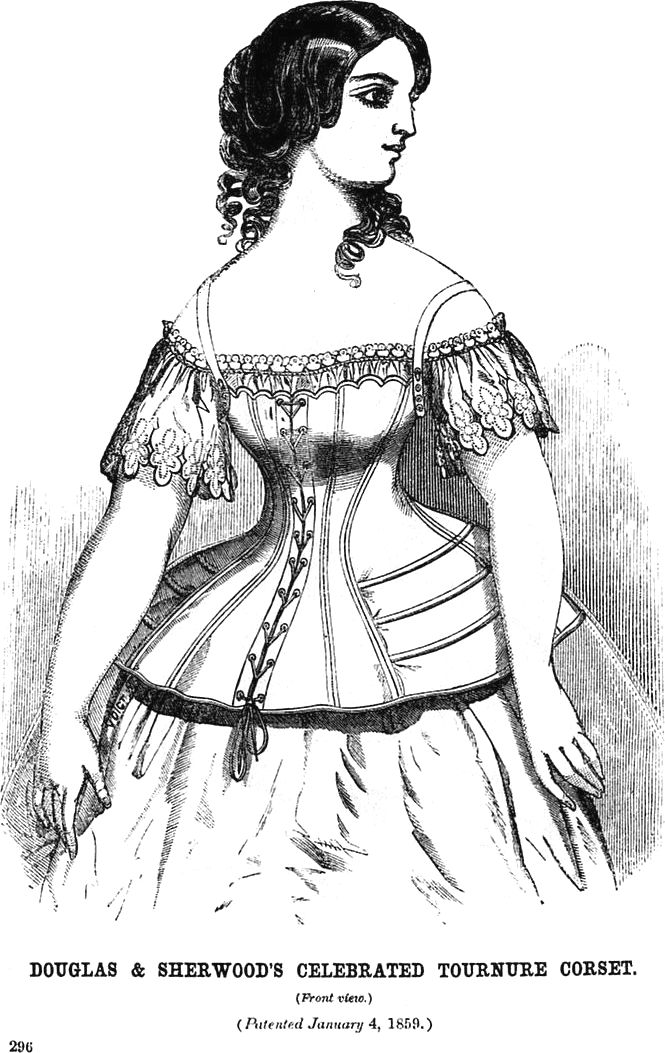
1859

### Années 1860
Le corset est très court, à la fois bas sur la poitrine (il couvre à peine les mamelons, et le sein se porte bas) et sur les hanches. Le corset 1860 décrit une forme de « vasque » caractéristique de cette époque.

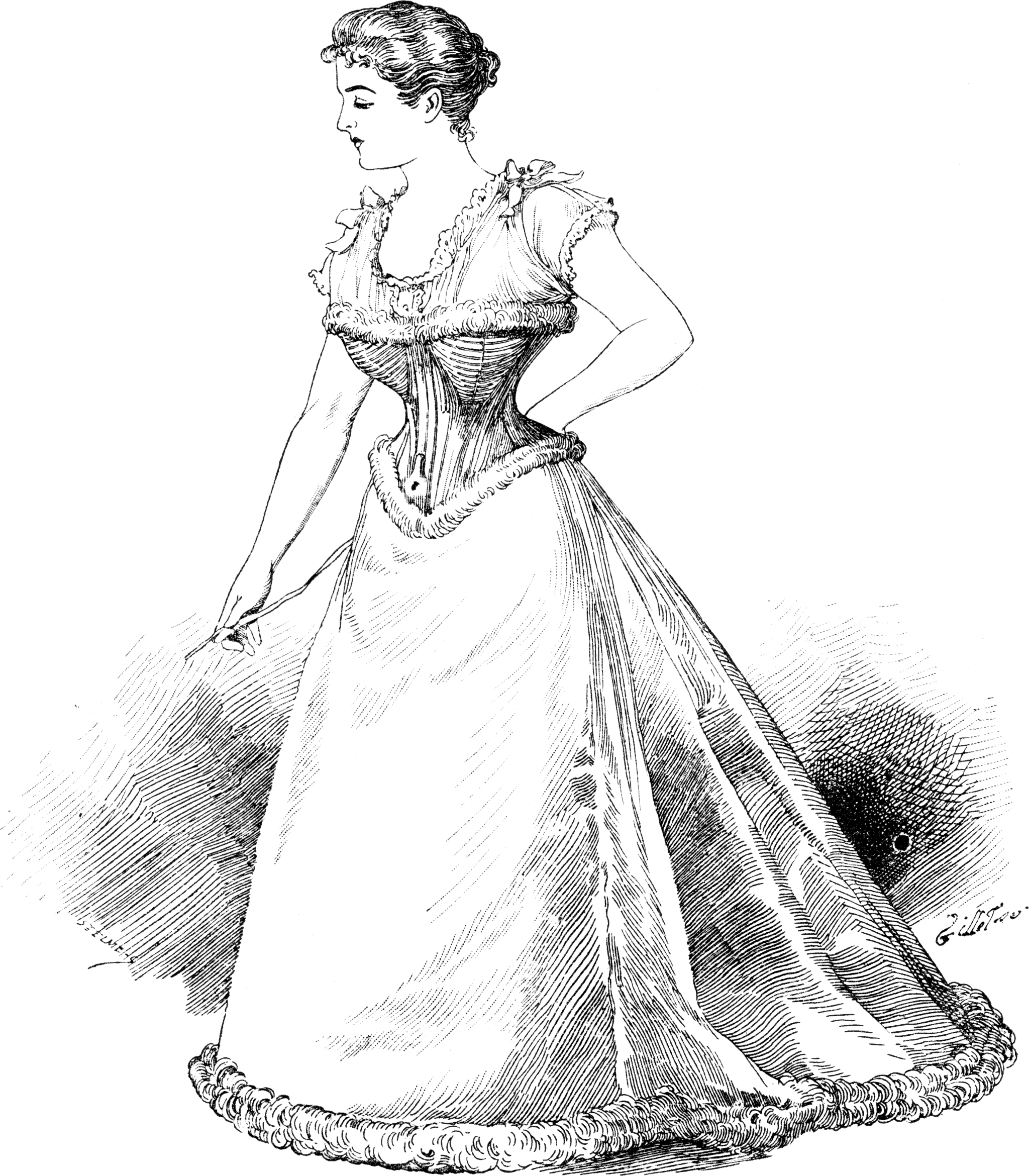
1867
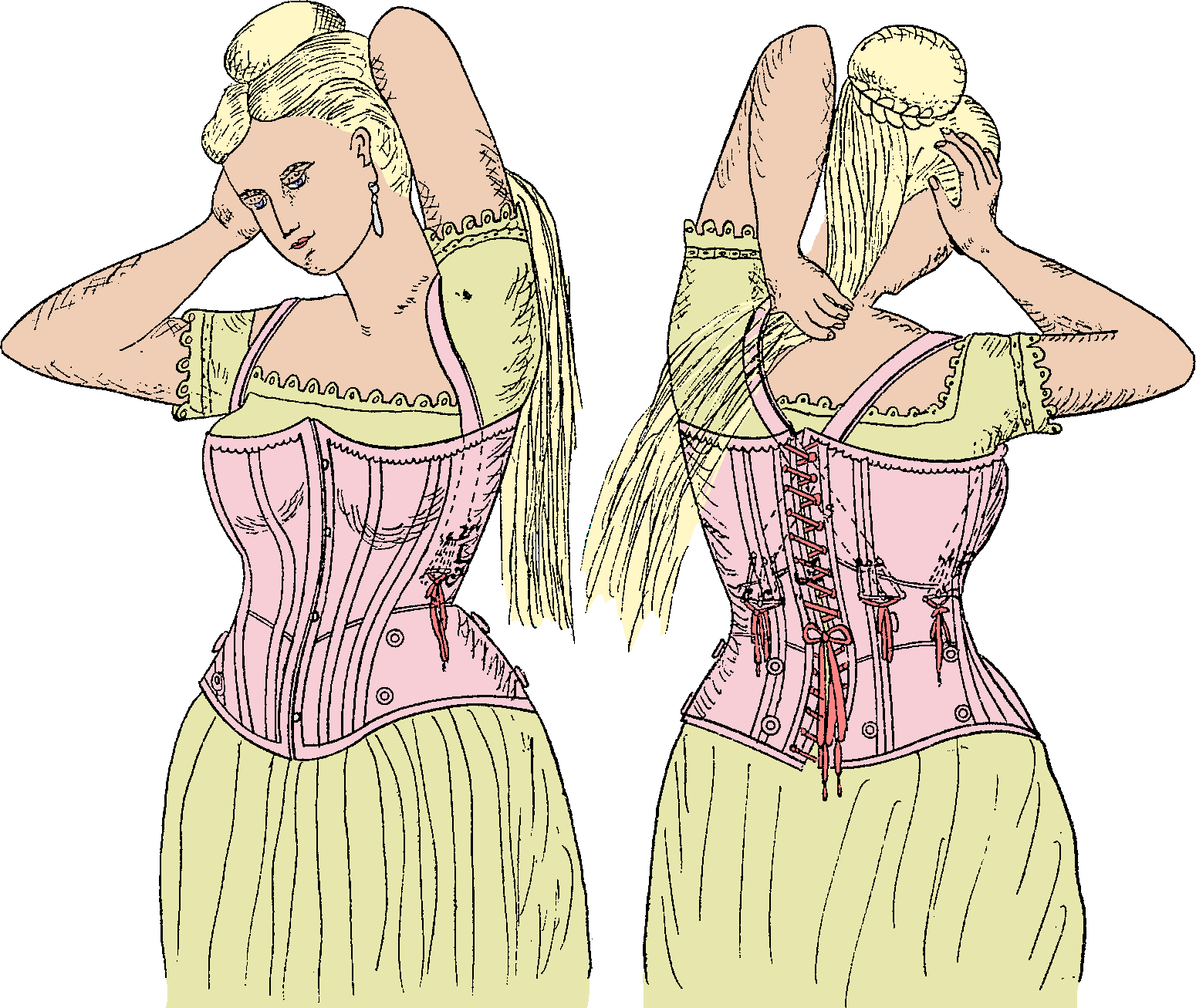
1868
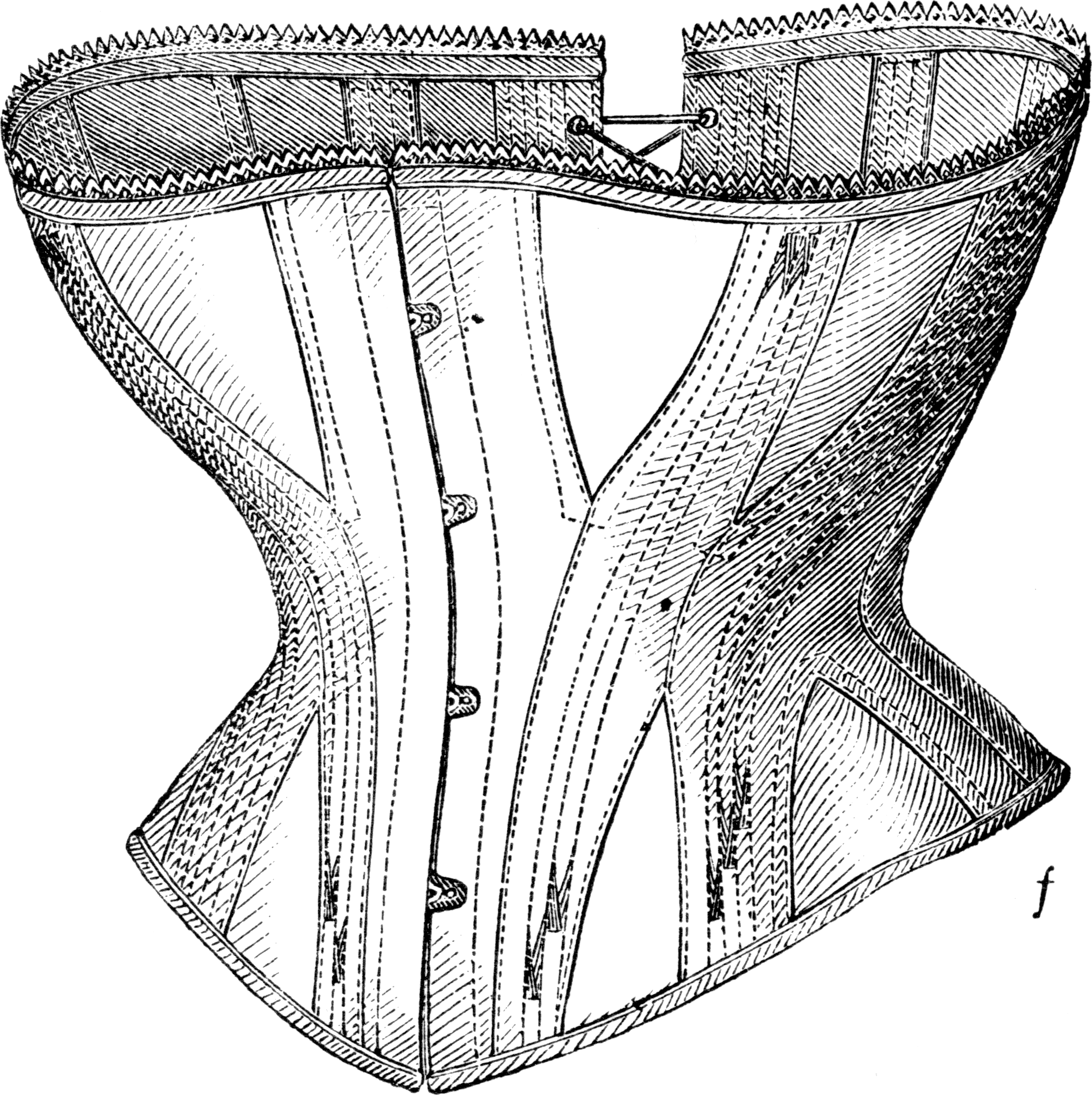
1869

### Années 1870
Le corset s’allonge. Parfois des pièces d’élastique, matériau nouveau, sont insérées sur les hanches. On utilise beaucoup de « goussets » (pièces triangulaires) pour la poitrine et/ou les hanches.

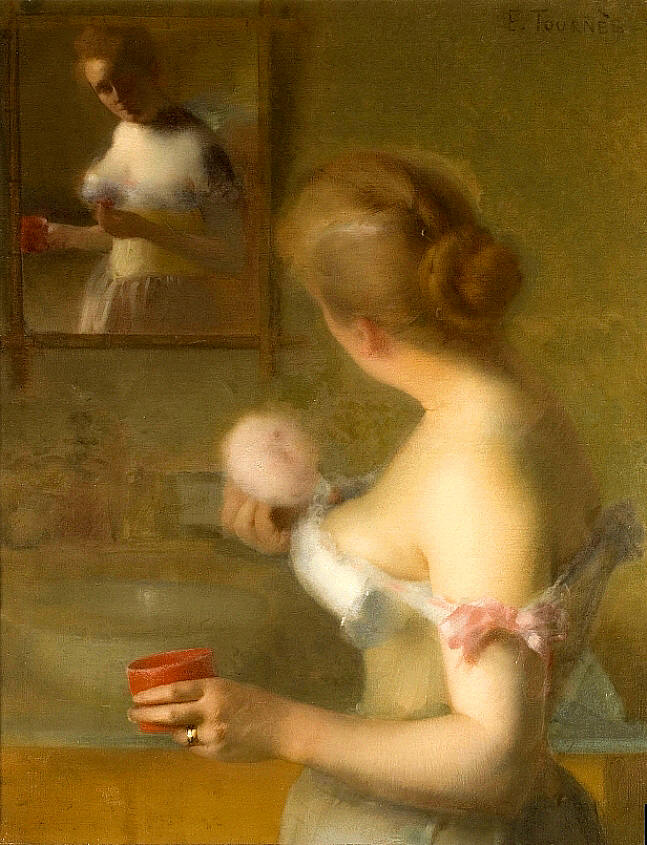
1875, tableau d'Étienne Tournes, La Toilette
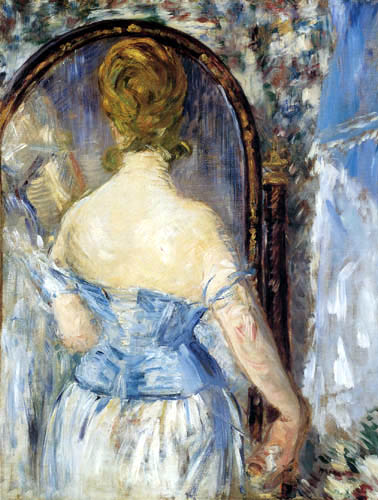
1877, tableau d'Édouard Manet
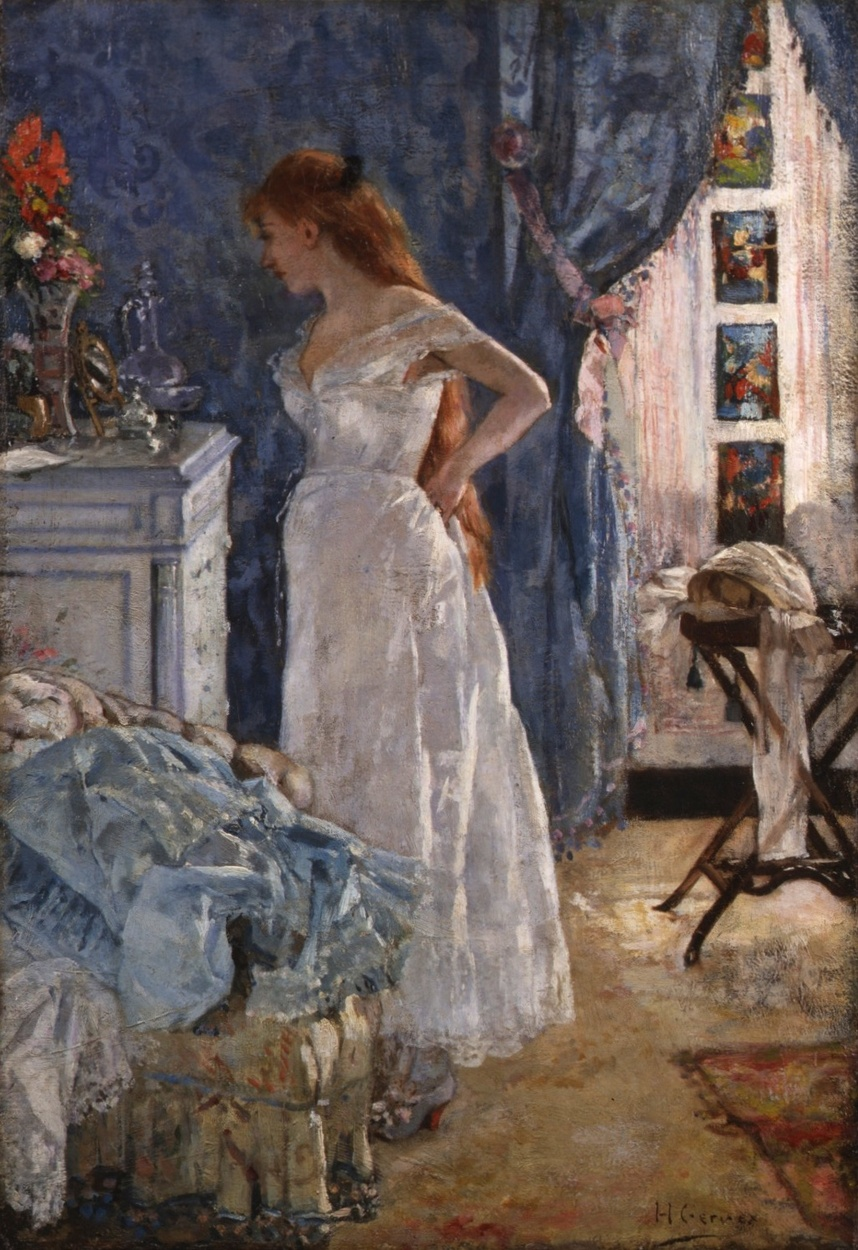
1878, tableau d'Henri Gervex
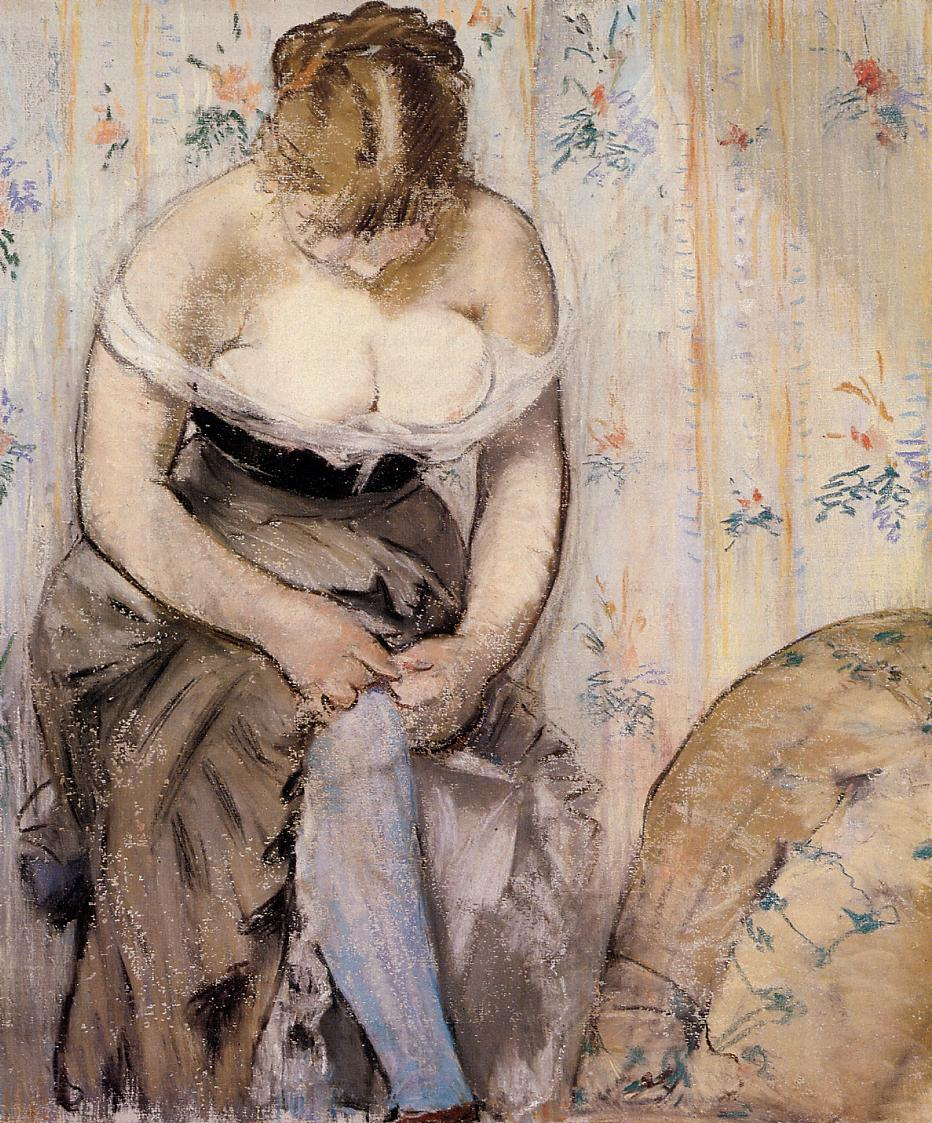
1878-1879, tableau d'Édouard Manet
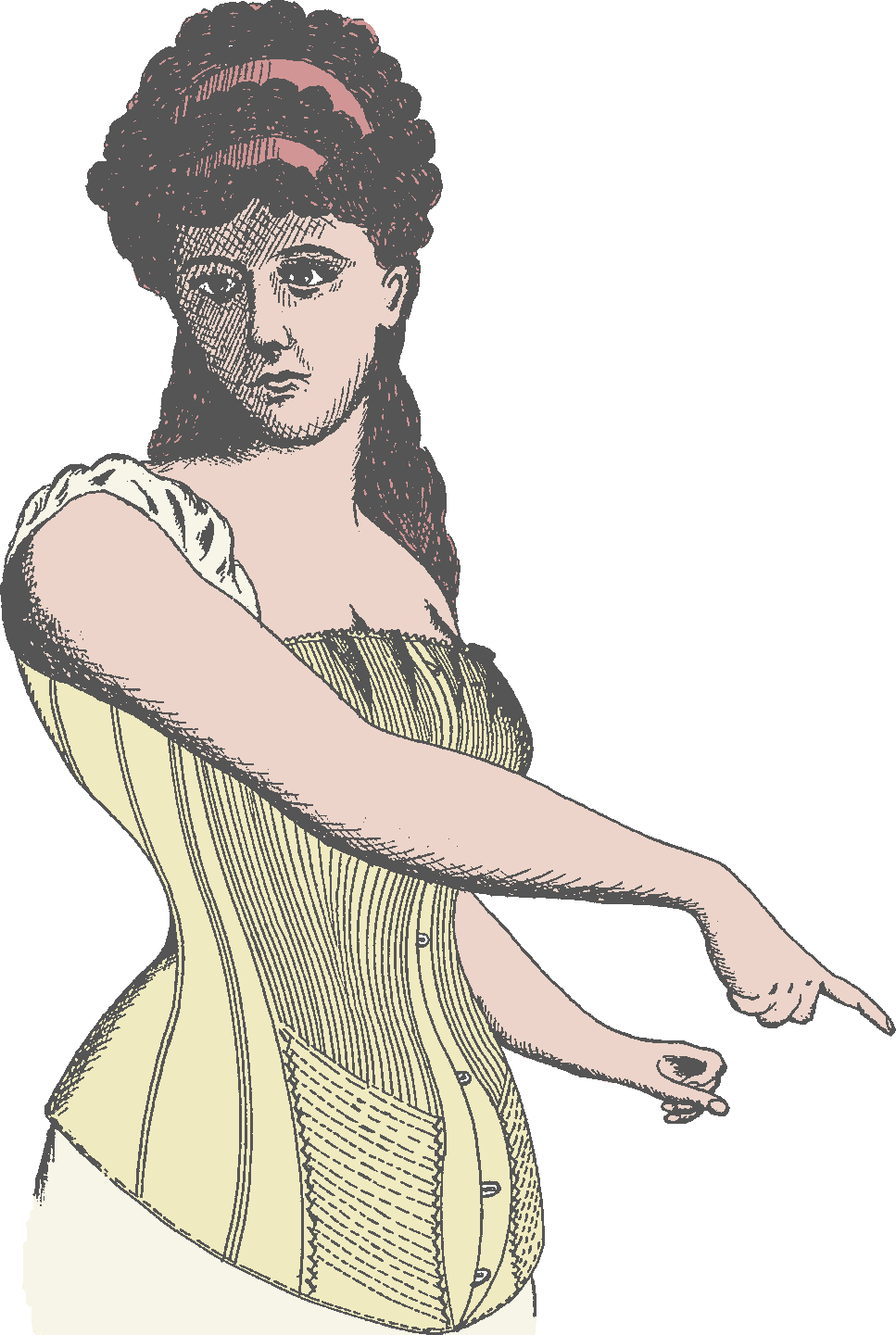
1878.
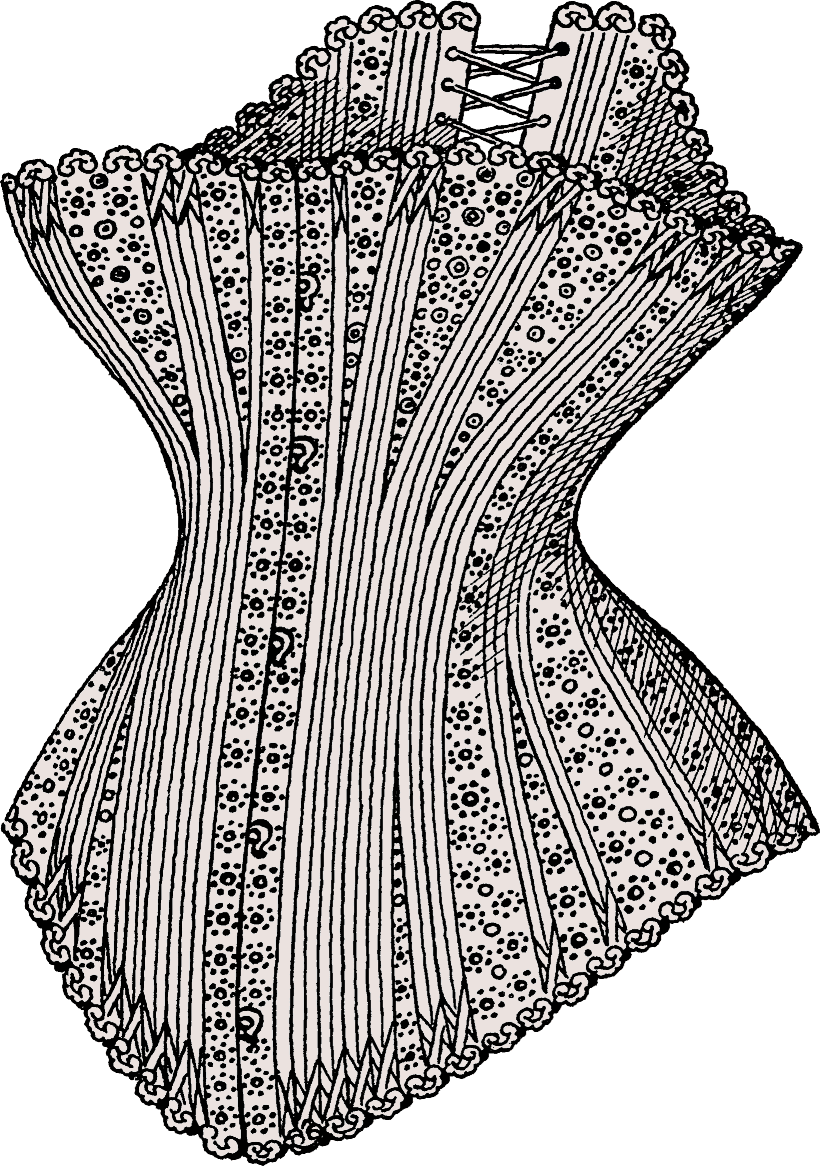
Vers 1880.
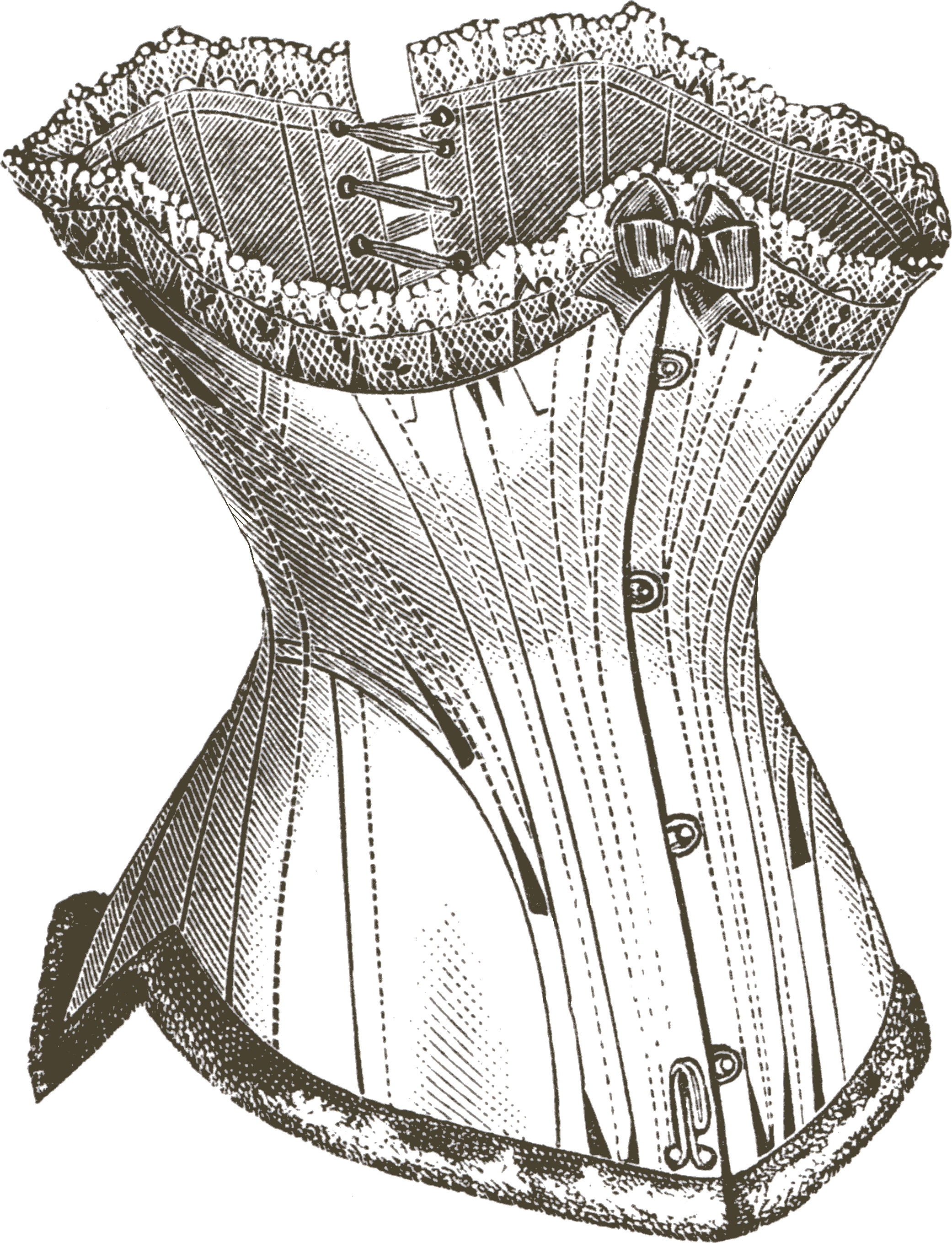
1882.

### Années 1880-1890
Le buste s’allonge encore. C’est l’âge d’or du « busc cuillère », non plus droit mais accompagnant l’arrondi du ventre. La couleur apparaît.

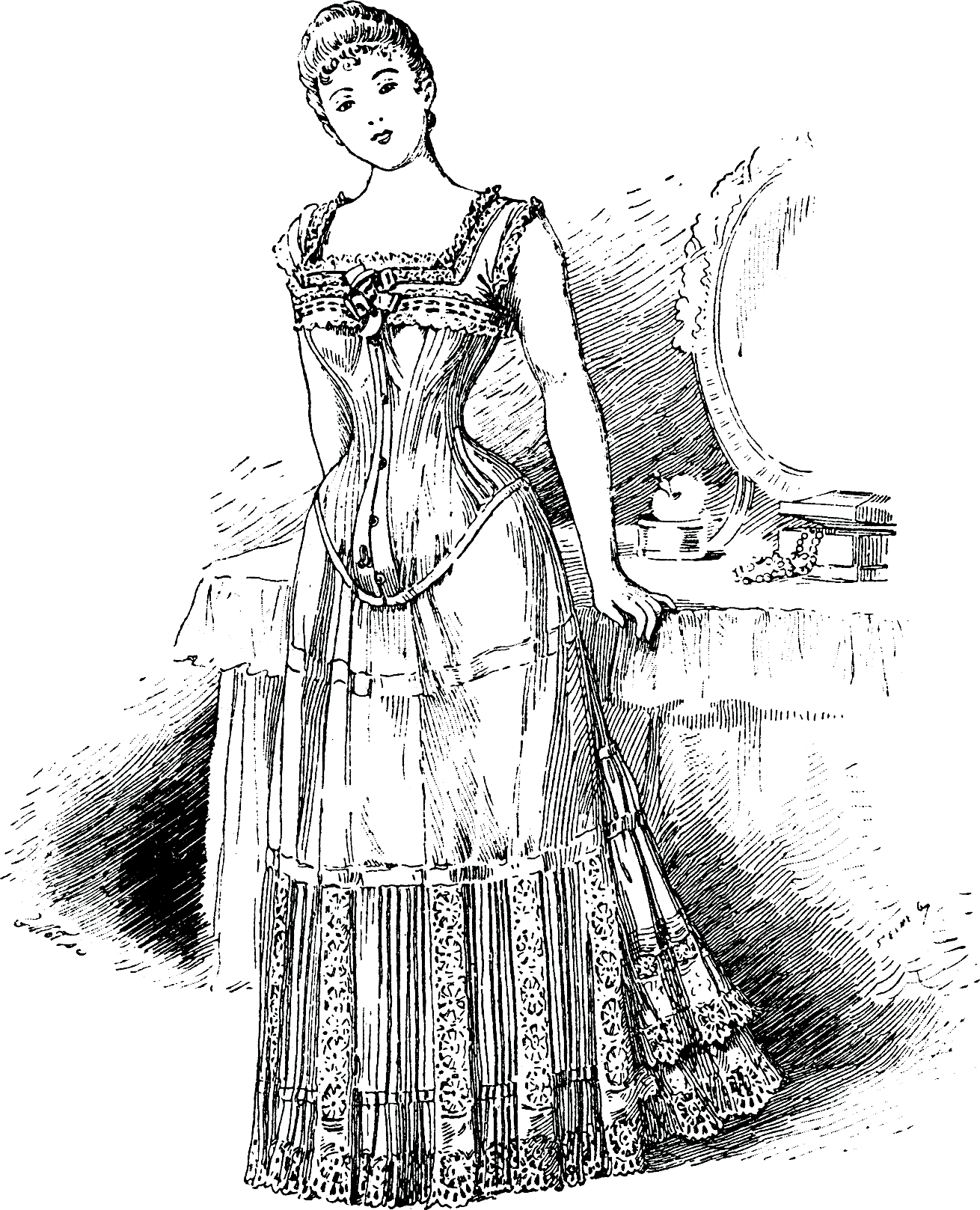
Corset vers 1880, montrant un busc cuillère.
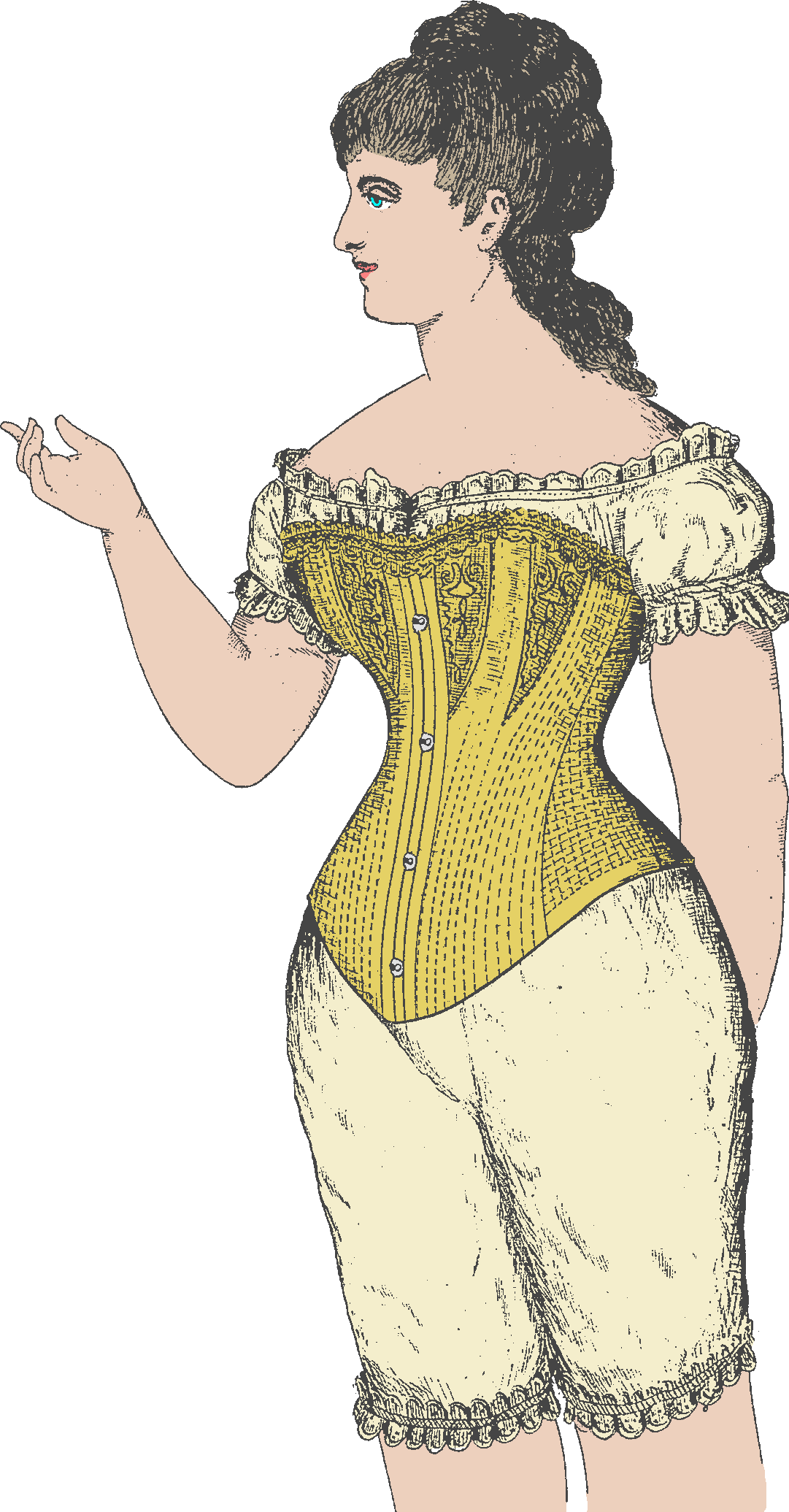
1884
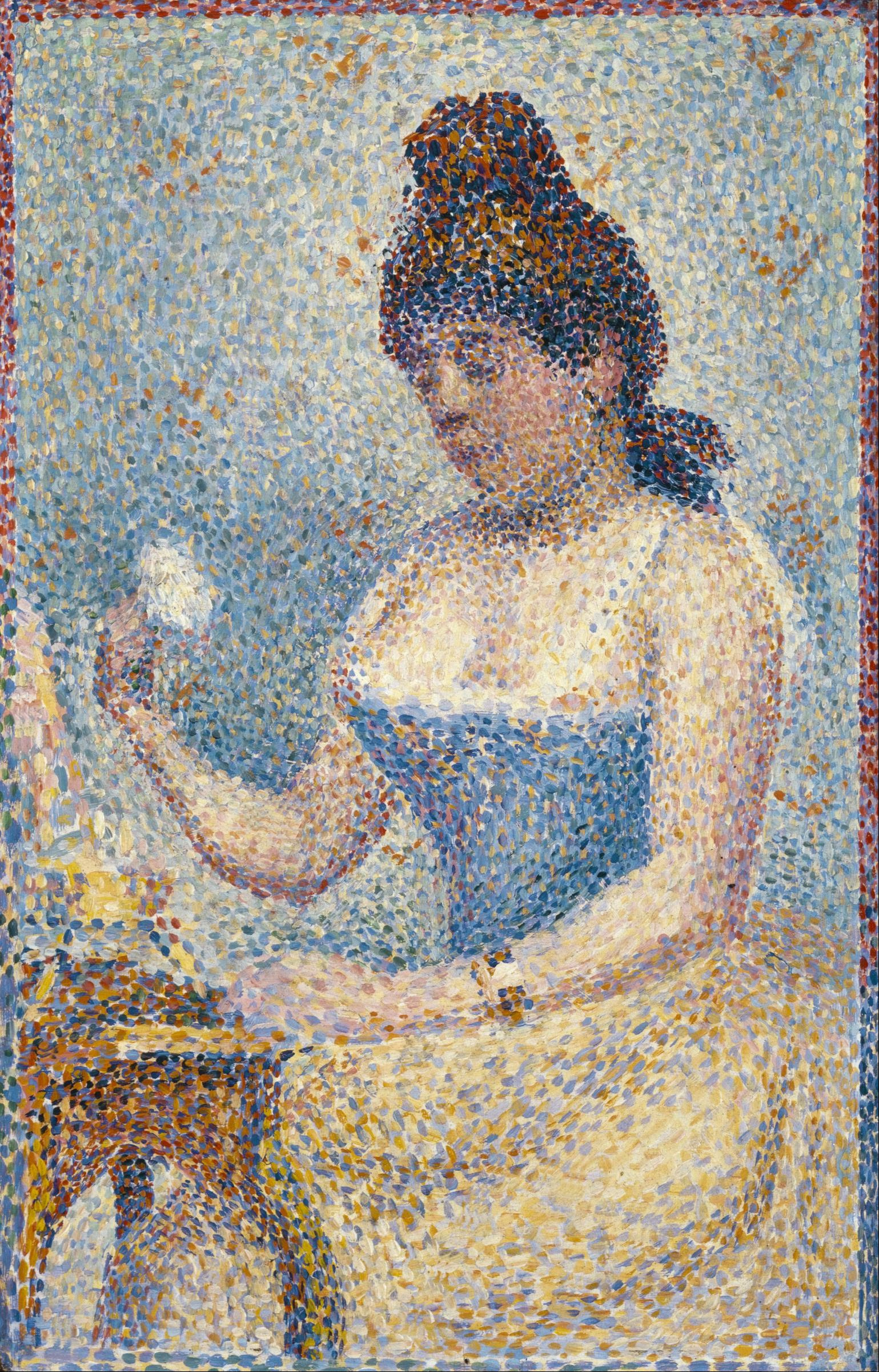
1889, tableau de Georges Seurat
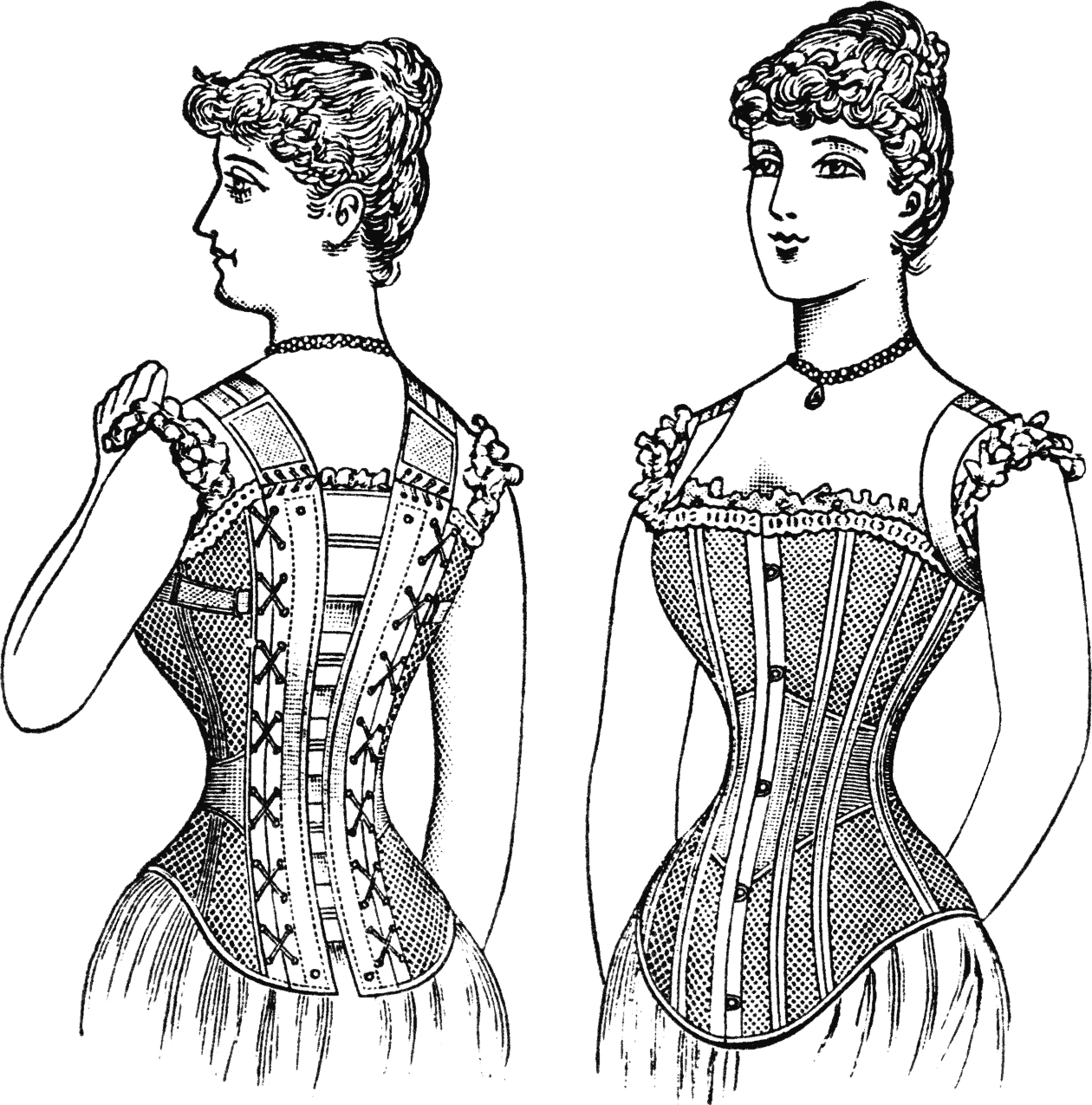
1890
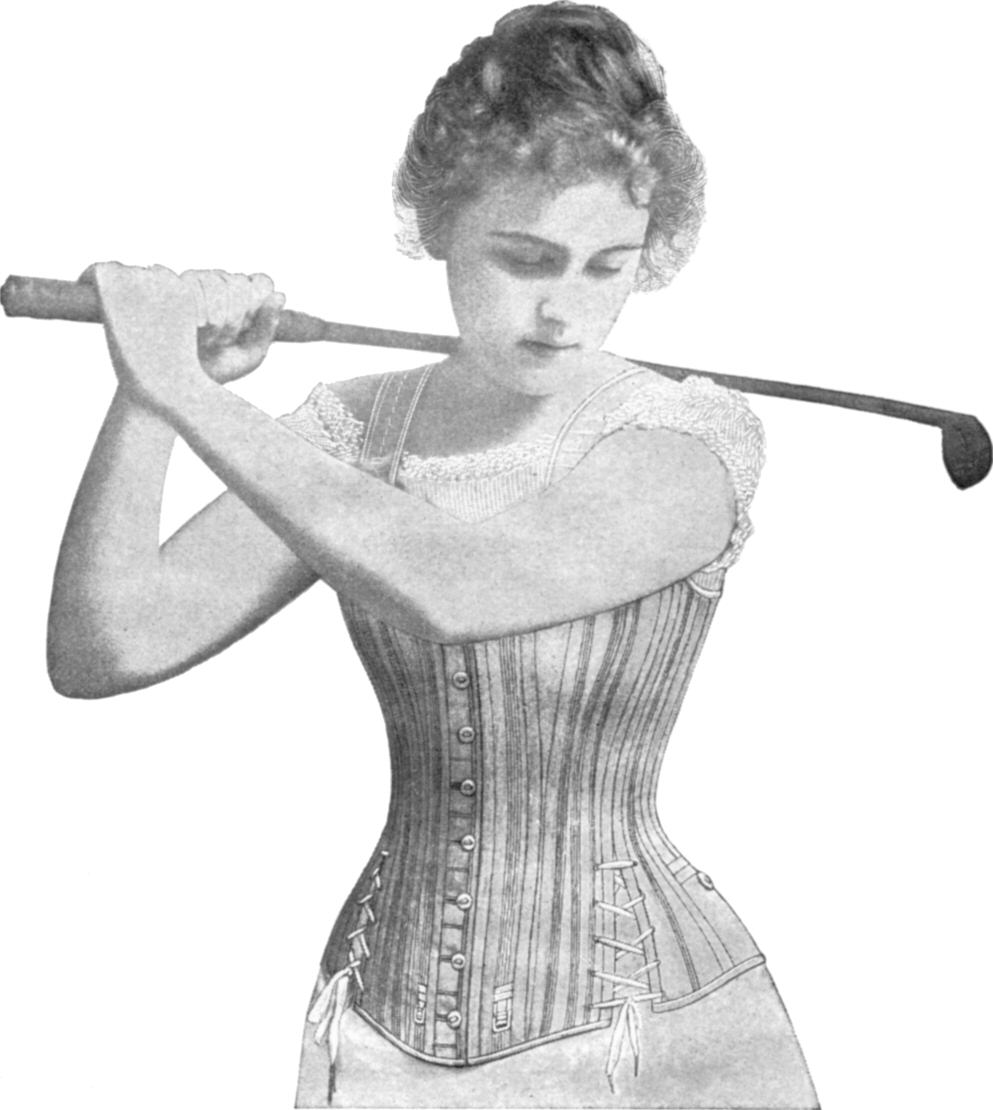
Publicité, vers 1890.
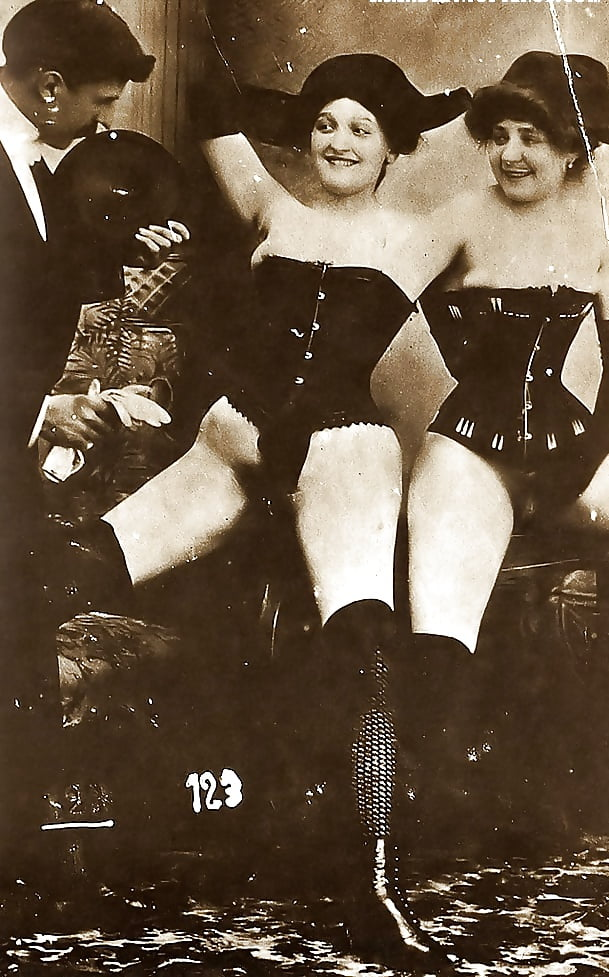
Vers 1890, photographie érotique
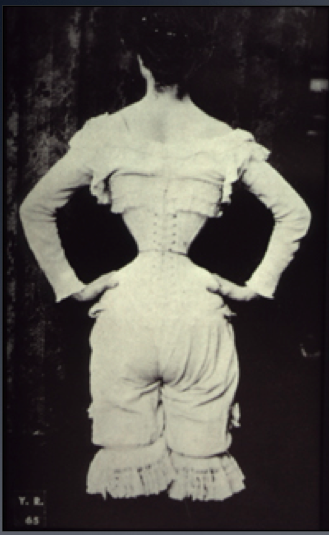
Vers 1890
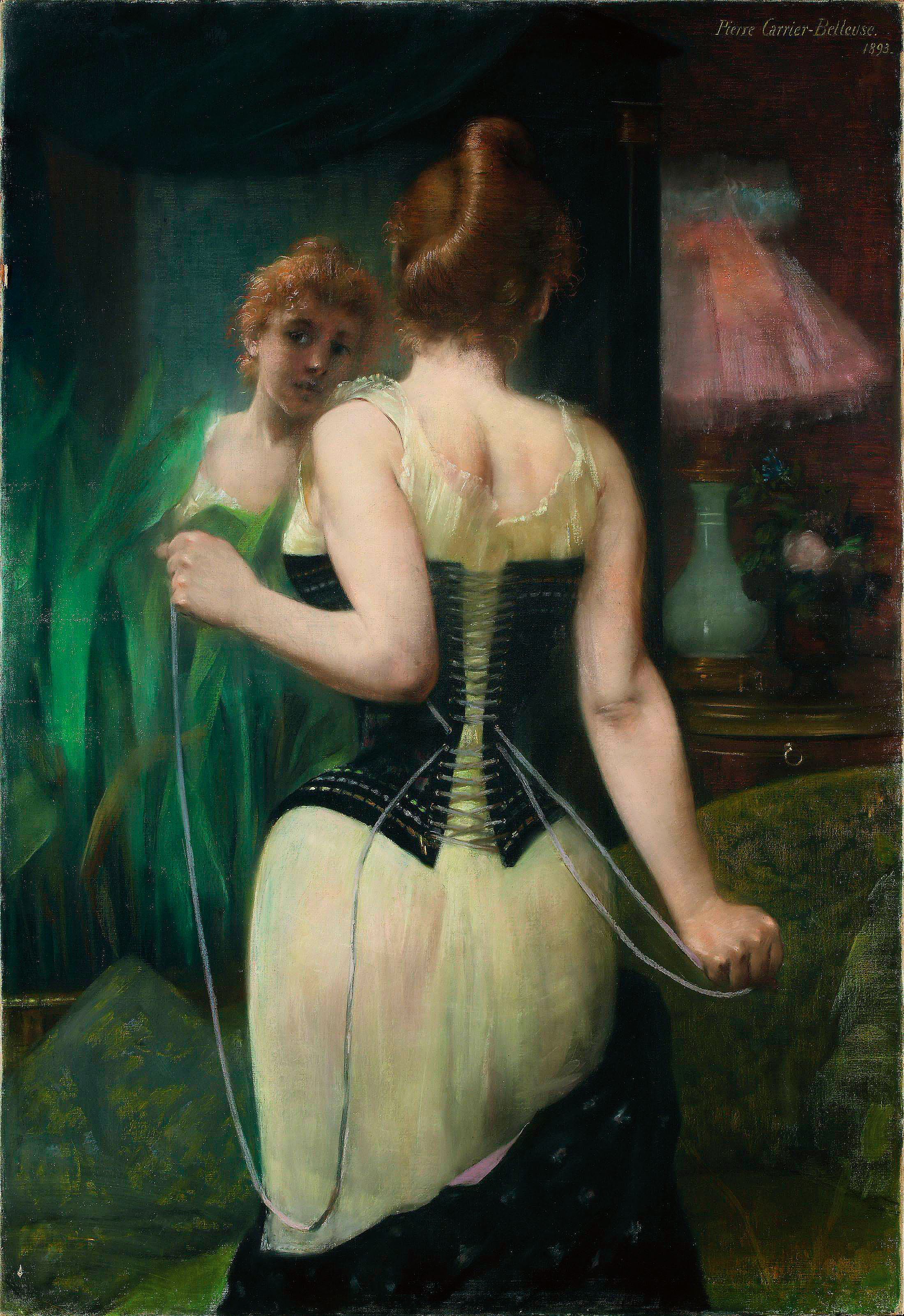
1893, tableau de Pierre Carrier-Belleuse
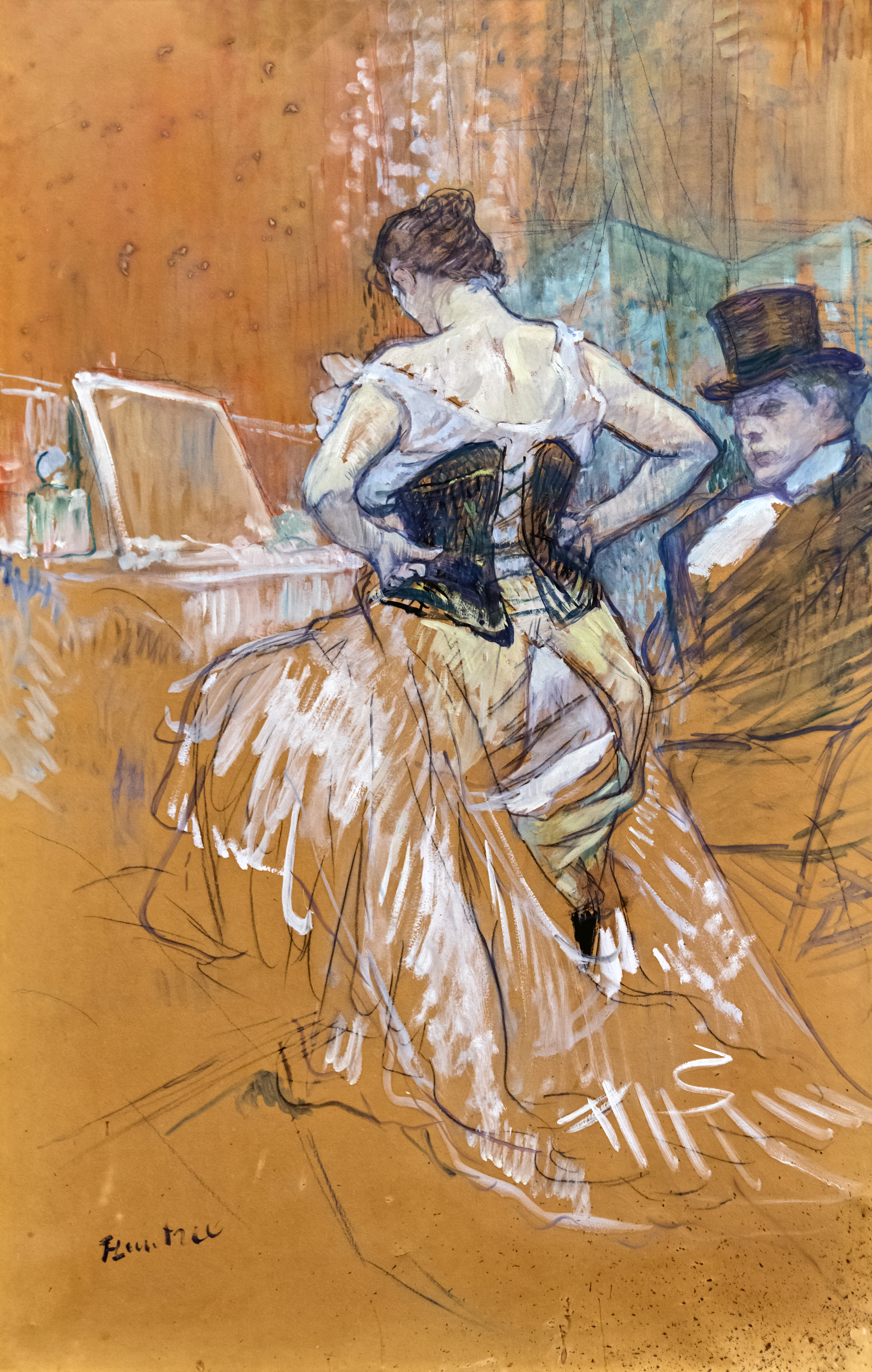
1896, étude préparatoire Conquête de passage du peintre Toulouse-Lautrec
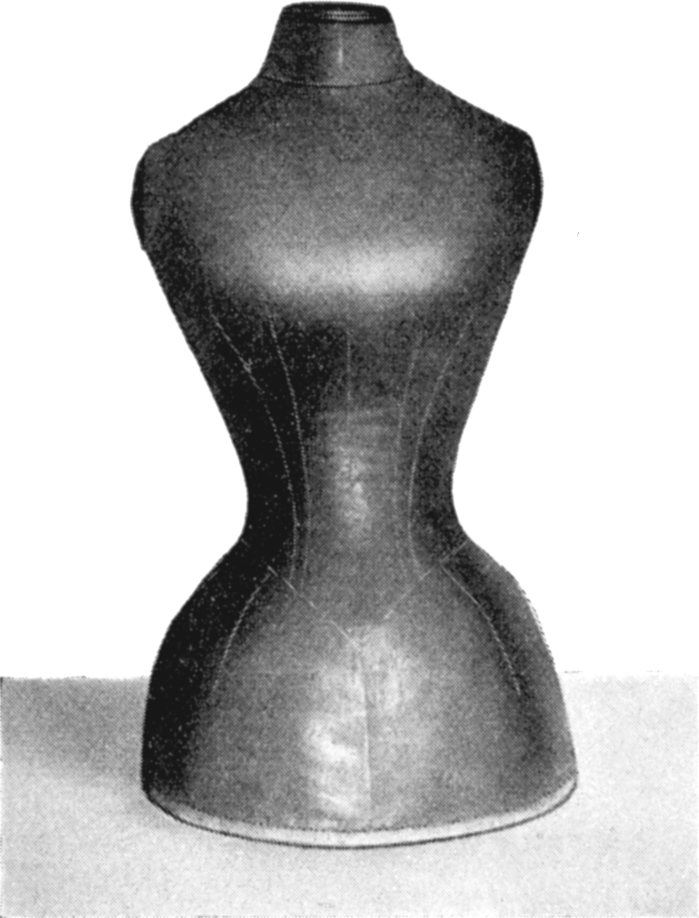
1898, mannequin de couturière de face
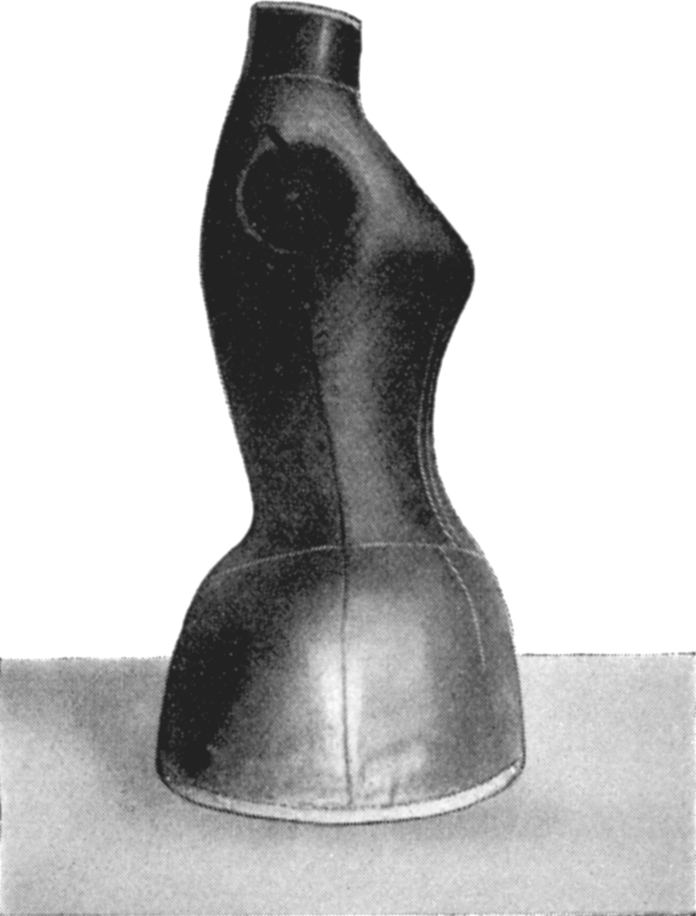
1898, mannequin de couturière de profil
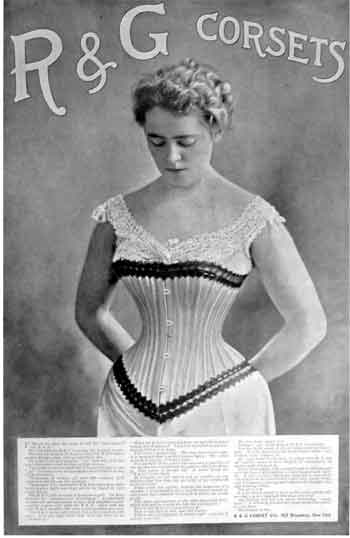
1898, publicité
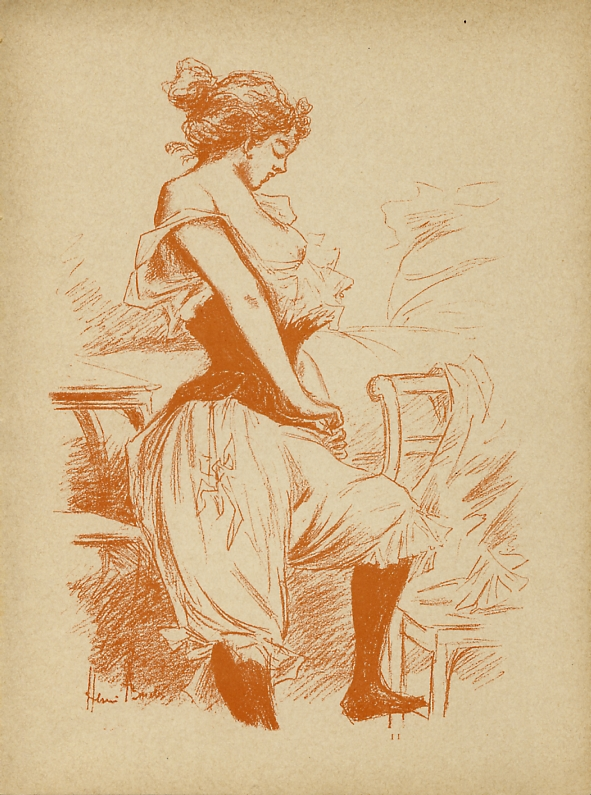
1899, dessin d'Henri Boutet

Ce sont les corsets de cette période (la seconde moitié du XIXe siècle) qui se sont le plus imprégnés dans l'imaginaire collectif et viennent immédiatement à l'esprit quand on parle de corset - bien que ceux-ci aient pu prendre des formes très différentes à d'autres époques. Ils ont la fameuse forme « en sablier ».

### Belle Époque
Pour un article plus général, voir Mode en 1900.
Changement important de forme : le busc (fermeture à crochets devant) devient très droit, très rigide et plus large, le ventre ne fait plus aucun arrondi, les pièces du corset sont taillées très différemment. Les fesses sont projetées en arrière, très cambrées, les hanches larges. La poitrine est basse. C'est le nouveau corset dit « droit devant » ou corset abdominal, inventé par Inès Gaches-Sarraute. Ce corset est parfois nommé « corset Louis XV ».
Madeleine Vionnet est alors la première styliste, avec Paul Poiret, à abandonner le corset.

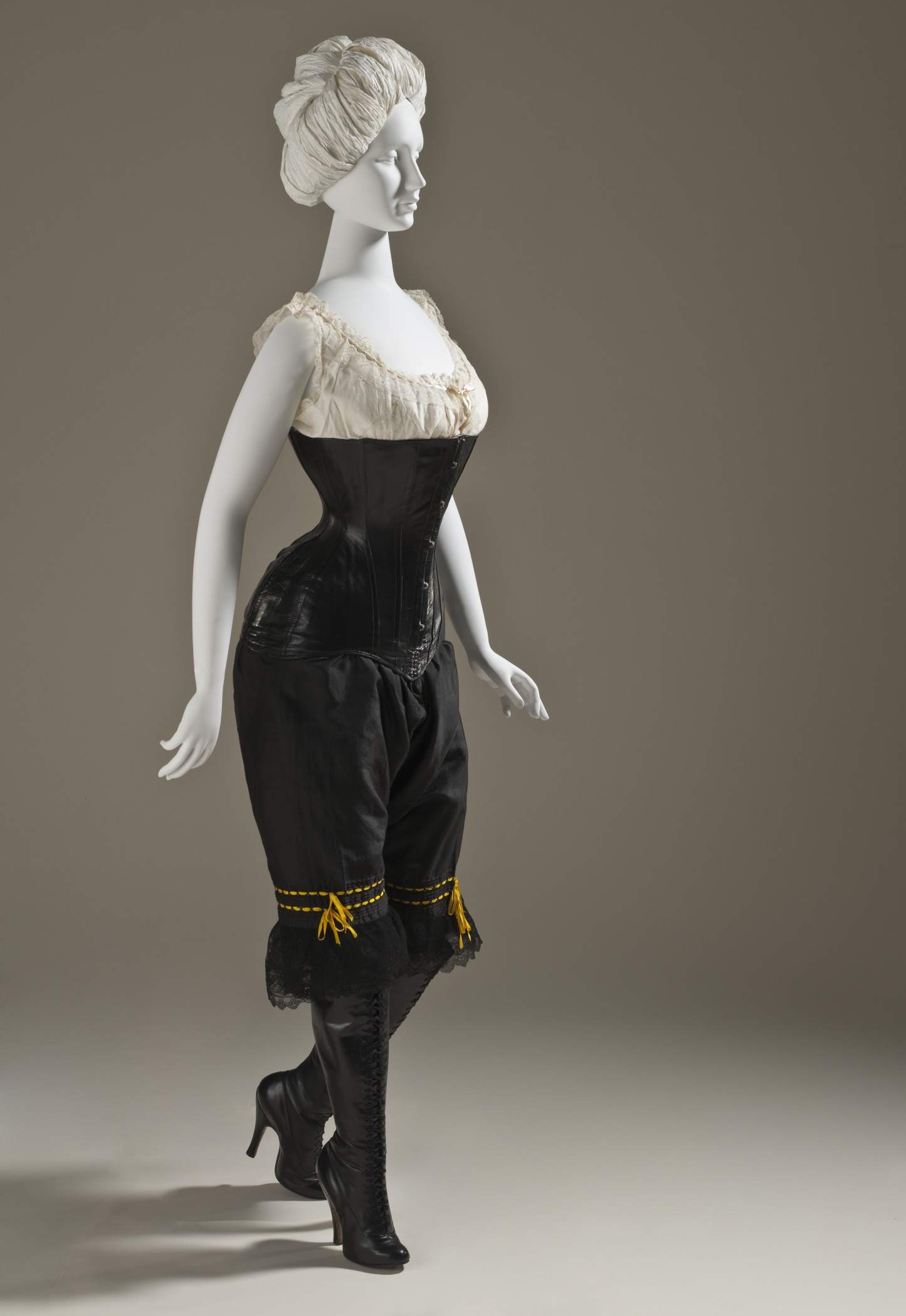
Vers 1900, corset en cuir, Angleterre
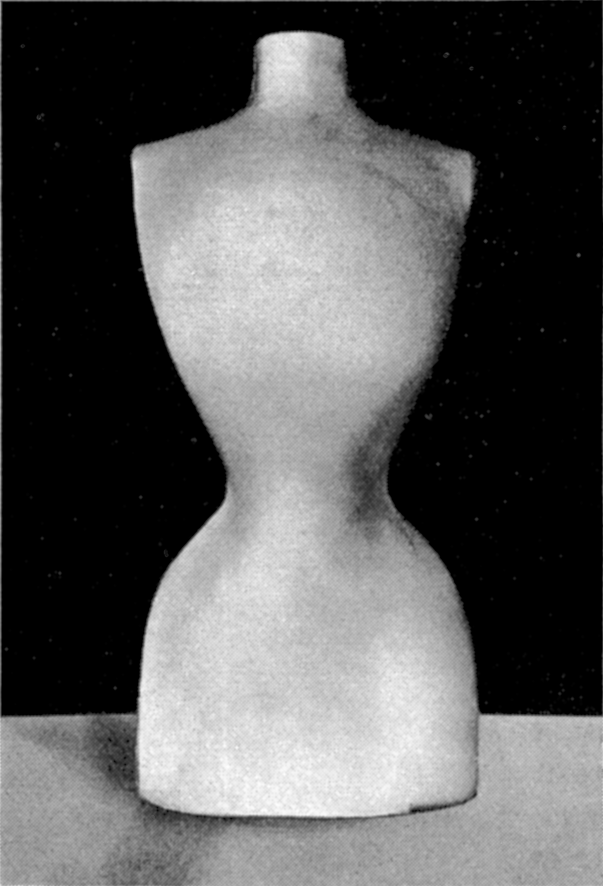
Vers 1900, la silhouette à la mode
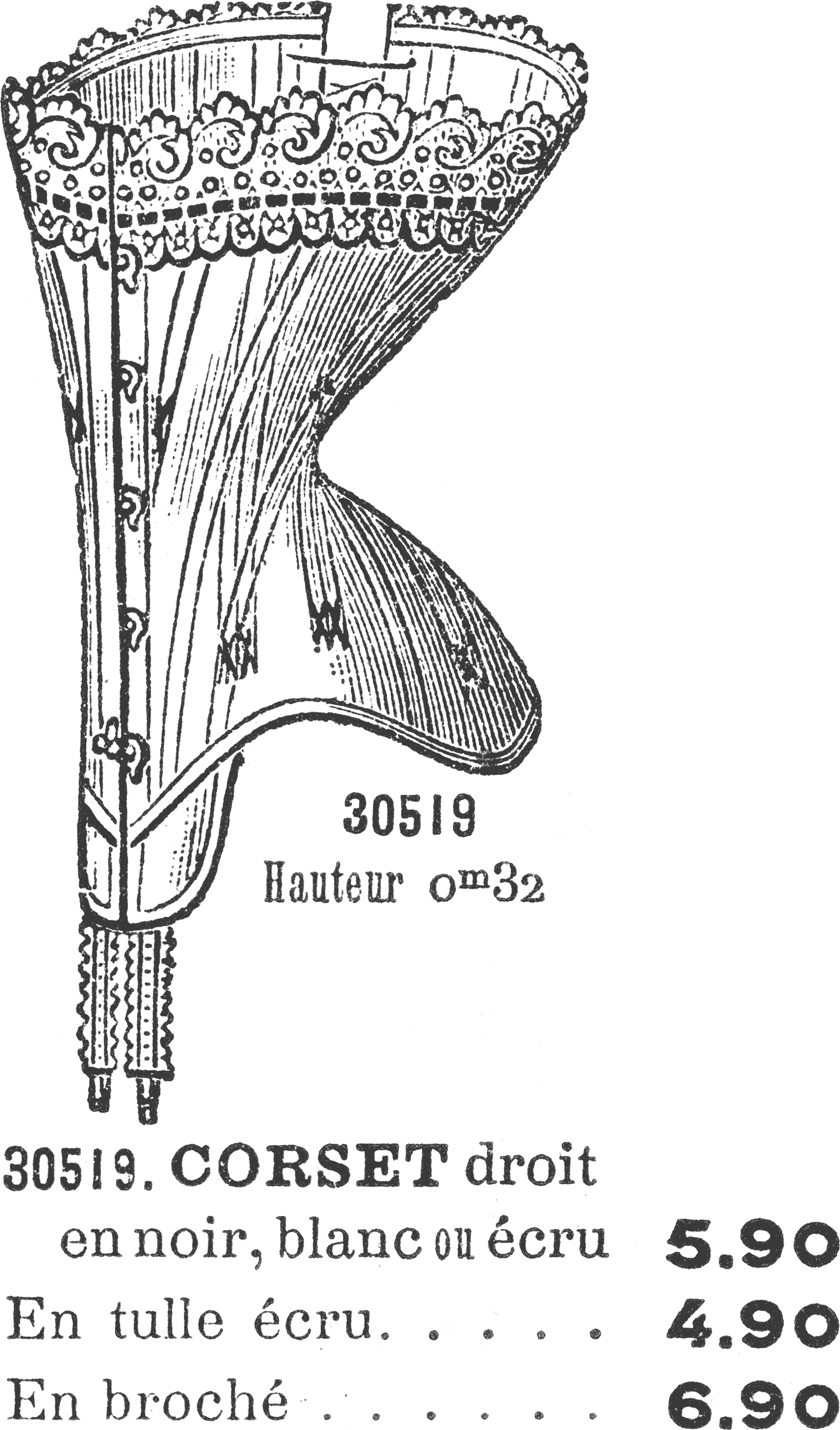
Corset Belle Époque ou « droit devant » (1908).
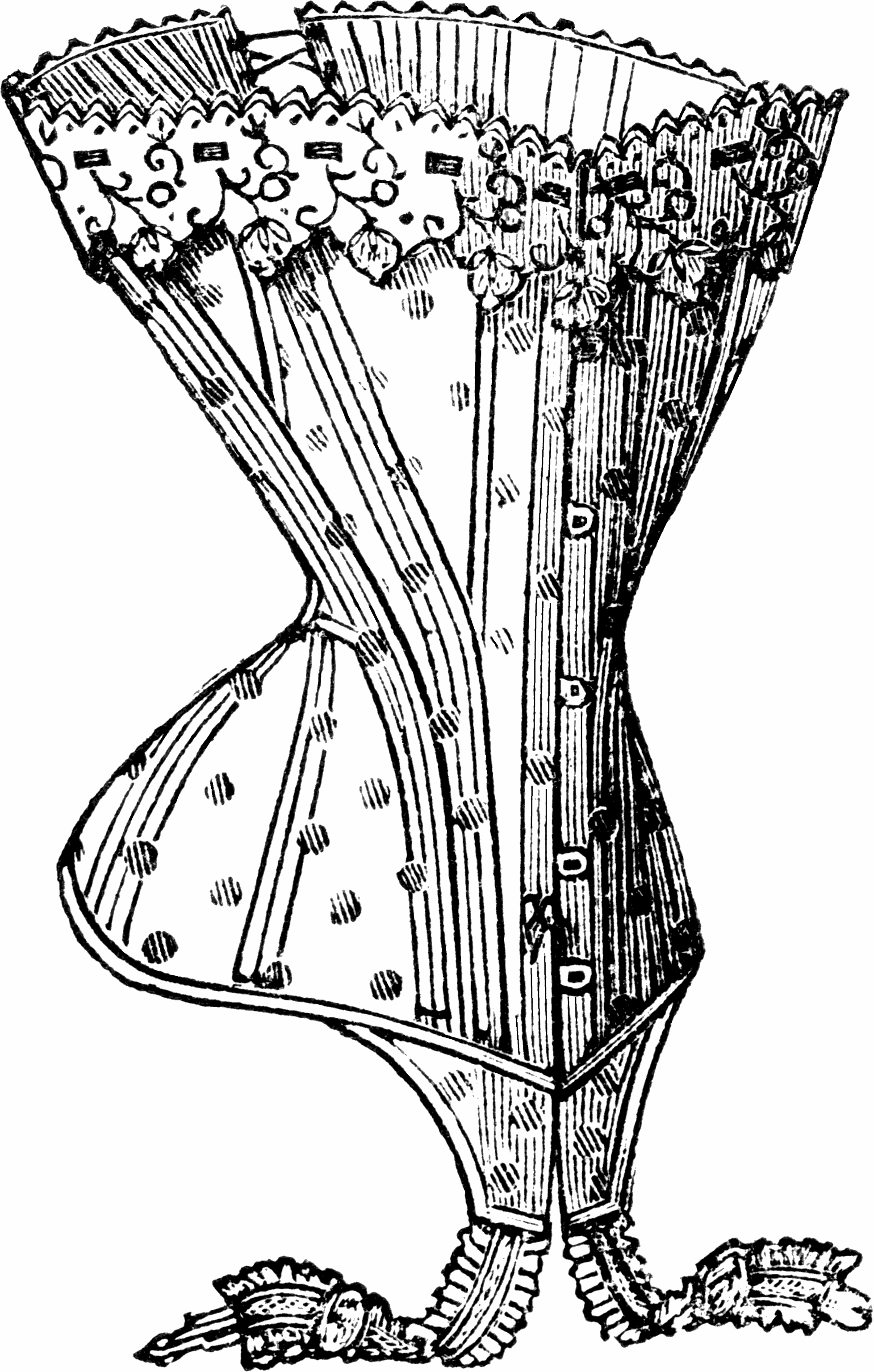
Corset, Paris, 1905.
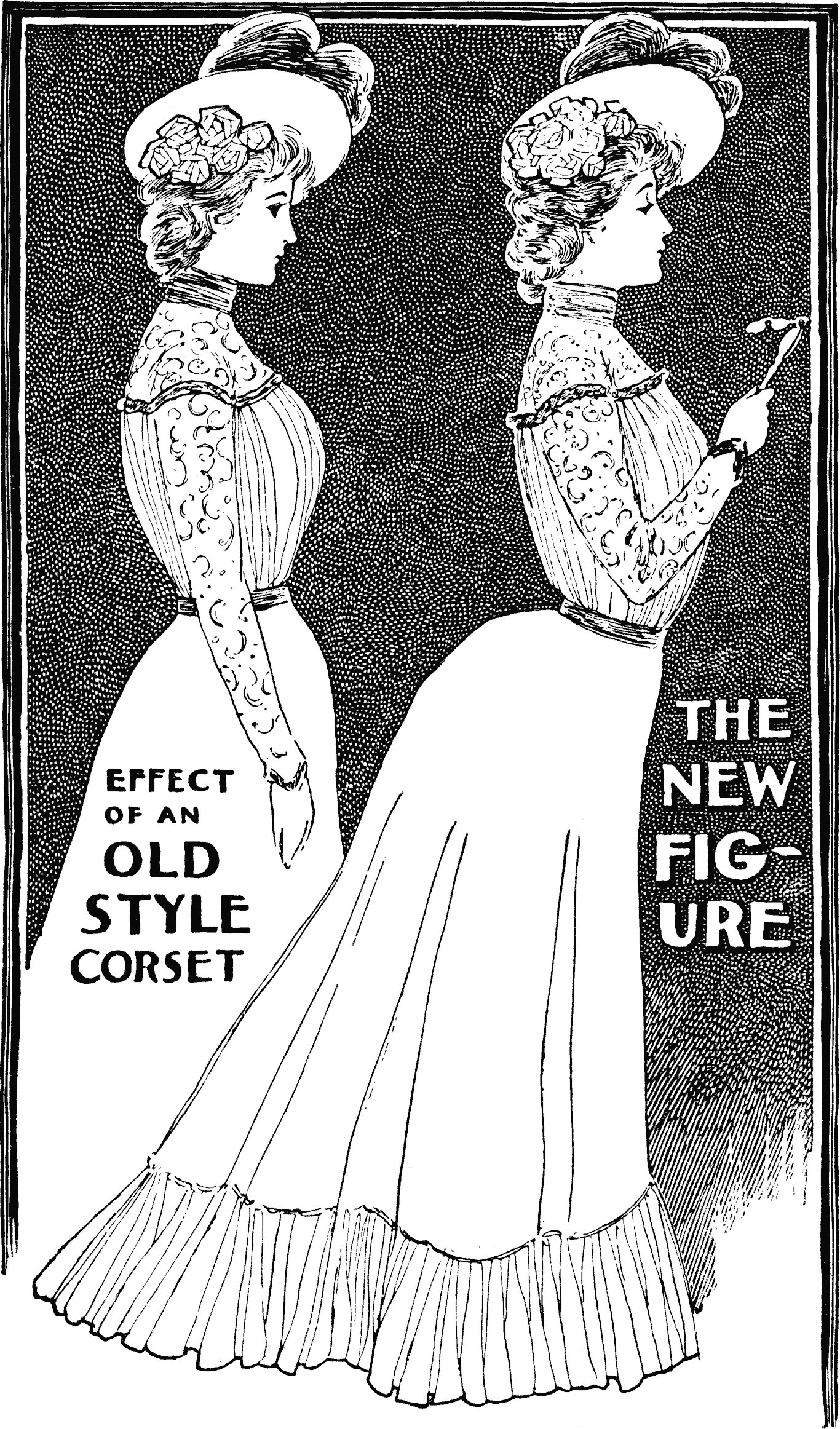
Illustration de 1900 montrant la différence entre l'ancienne silhouette en sablier et la nouvelle silhouette Belle Époque en S.
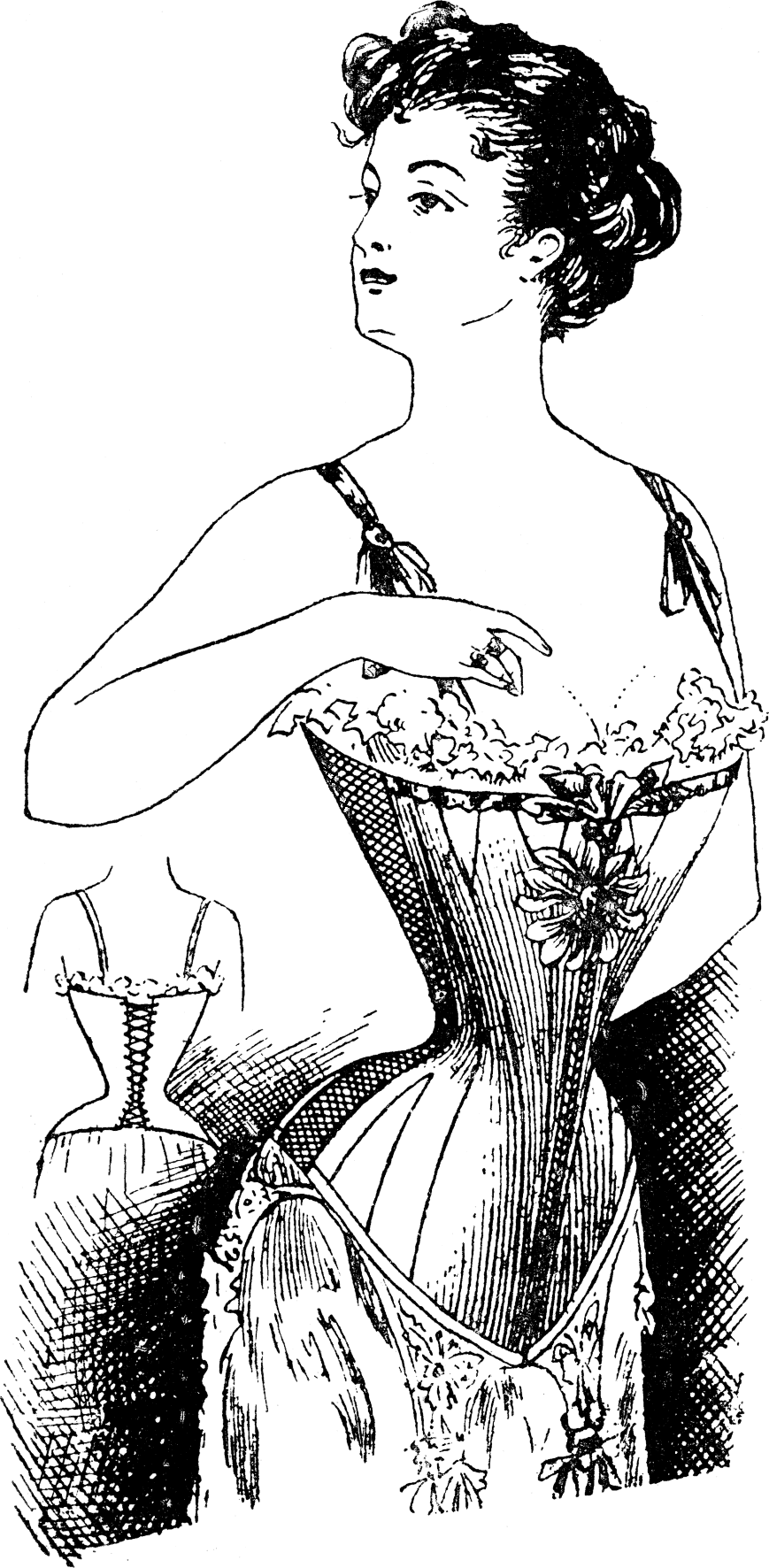
1904.
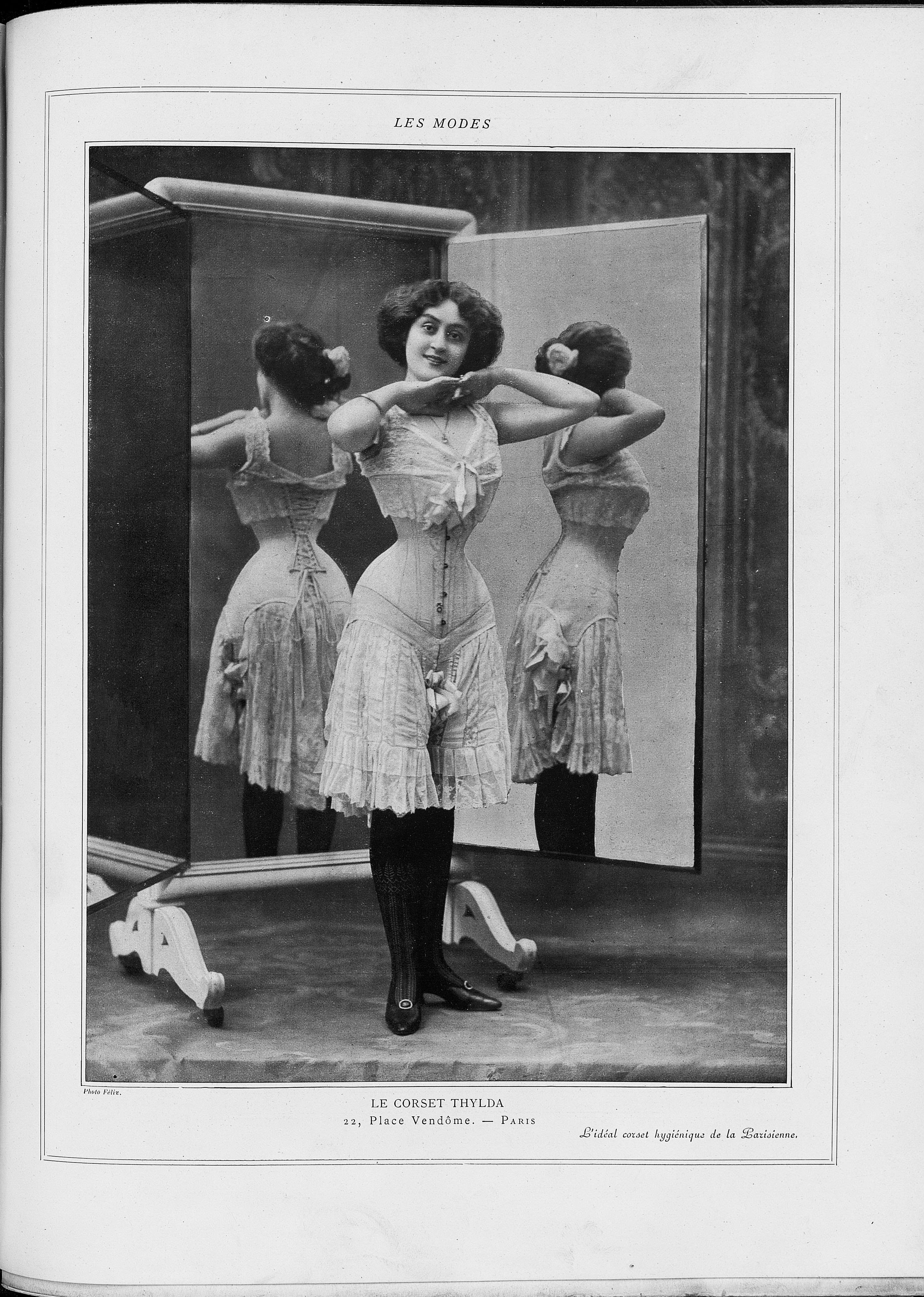
Corset Thylda publié dans Les Modes en octobre 1908.
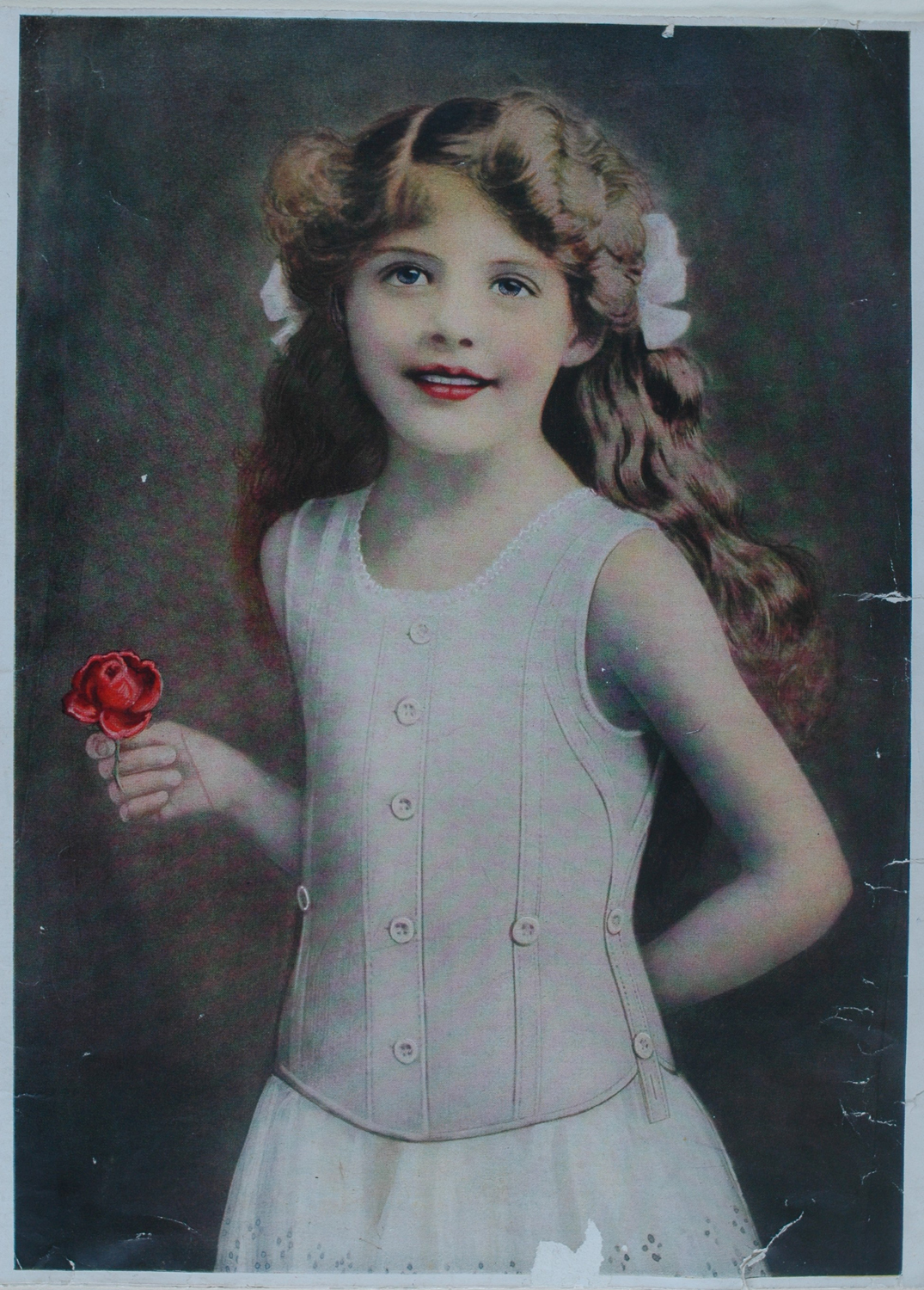
De 1908 à 1910, publicité pour un liberty bodice (en)

### Corset-rubans
Variante éphémère et légère, vers 1900, destinée à faire du sport (équitation, etc.). Peu restrictive.

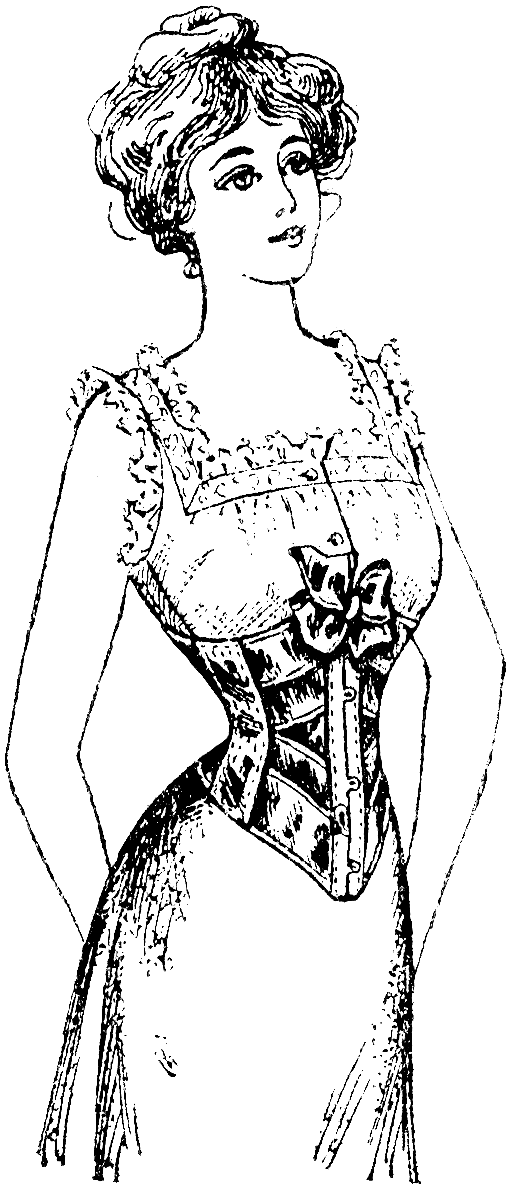
1901
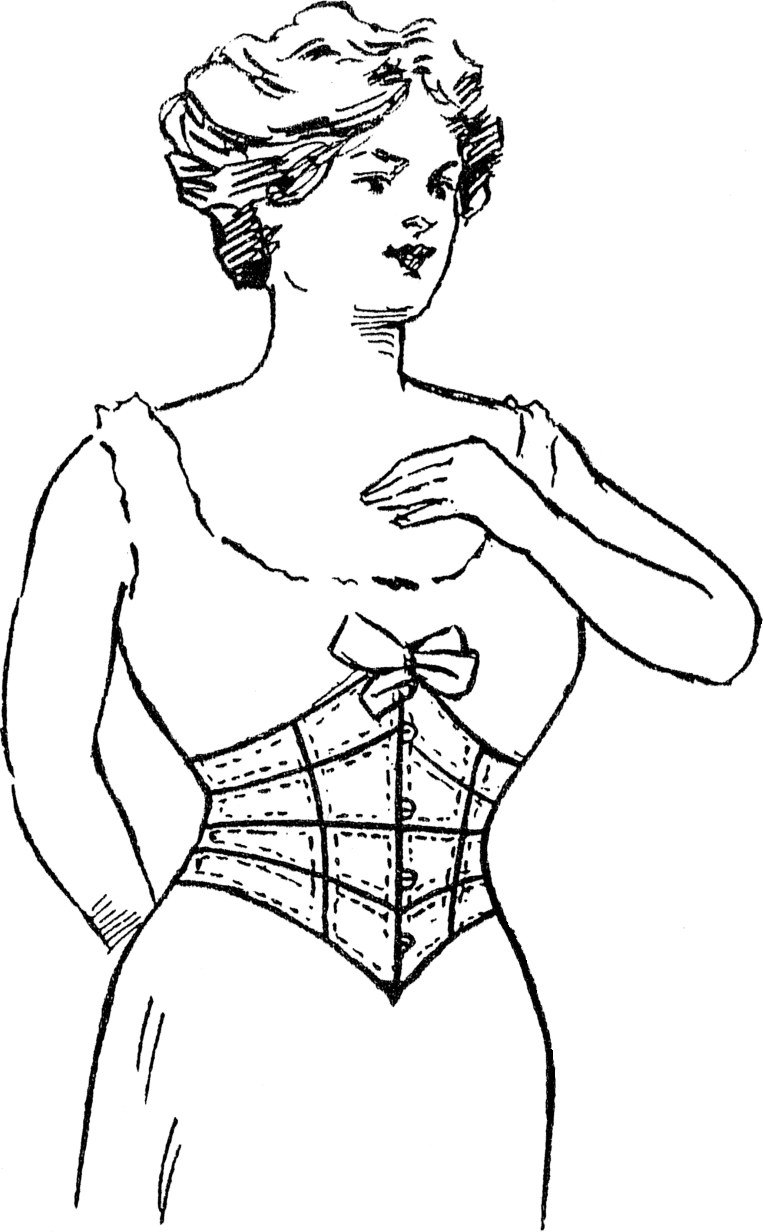
Corset-rubans décrit comme permettant la pratique du cyclisme

### Années 1910
La ligne de poitrine n’en est plus une, puisque le haut du corset est tombé au niveau du foie ; le bas s’allonge sensiblement.
Pendant la Première Guerre mondiale, aux États-Unis, dans un contexte de mobilisation de l’économie pour la guerre, et alors que l'industrie de la corseterie consomme 8 000 tonnes d'acier par an dans le pays le War Industries Board (en) interdit la fabrication de corsets à baleines métalliques.

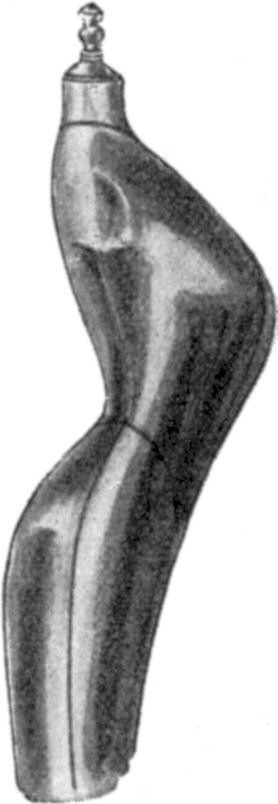
Mannequin montrant la nouvelle silhouette aux hanches très étroites, vers 1908-1910.
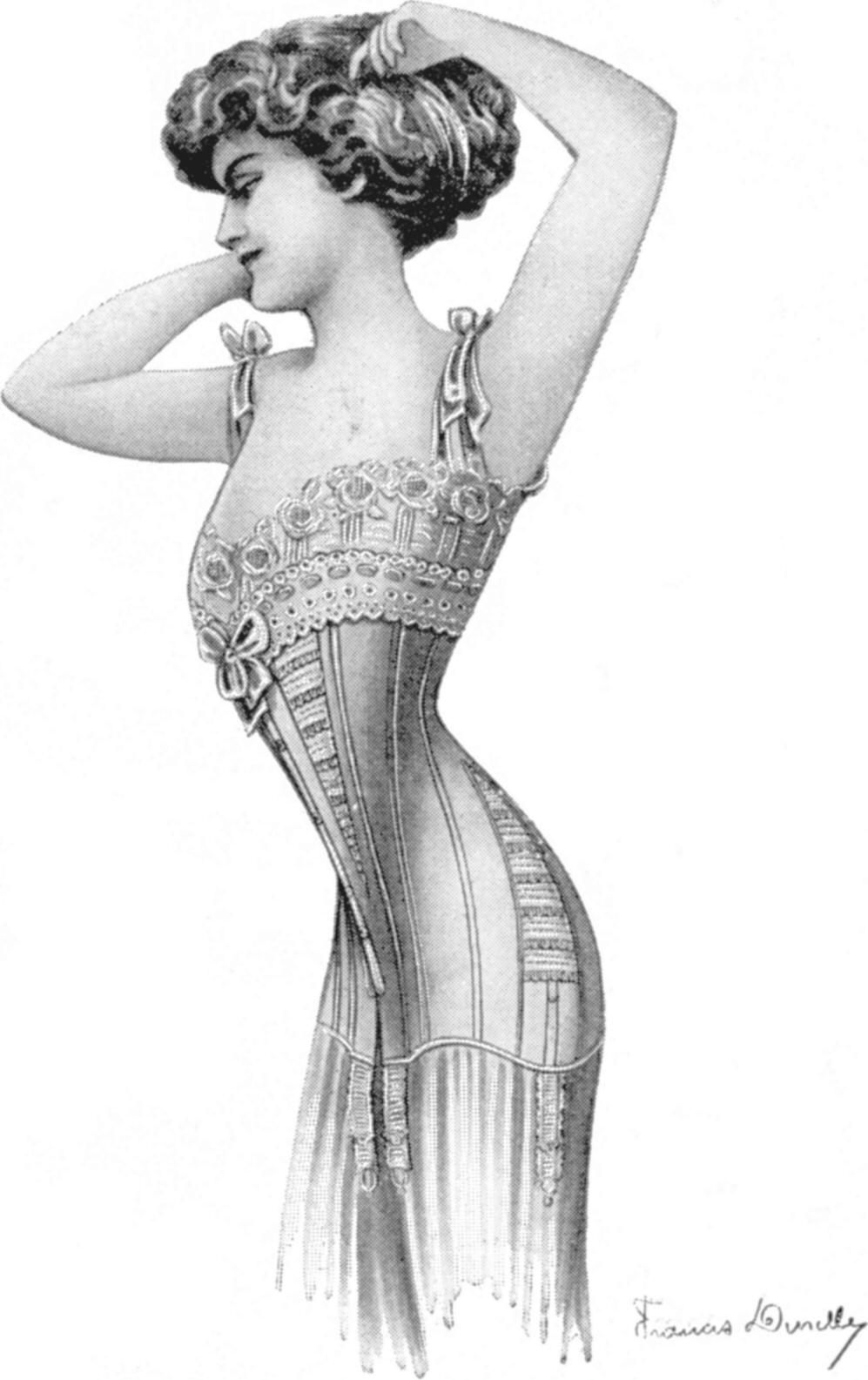
1910
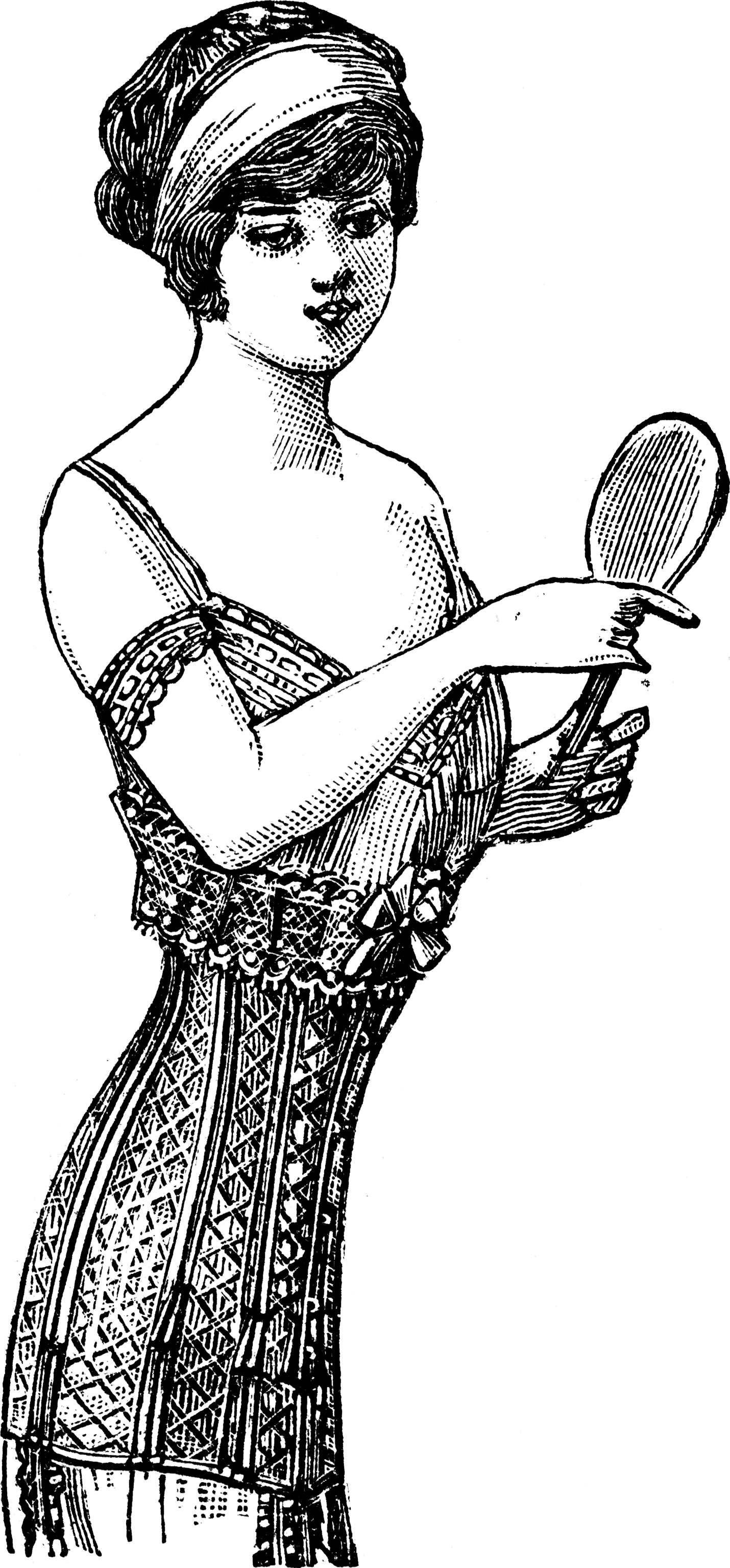
1910
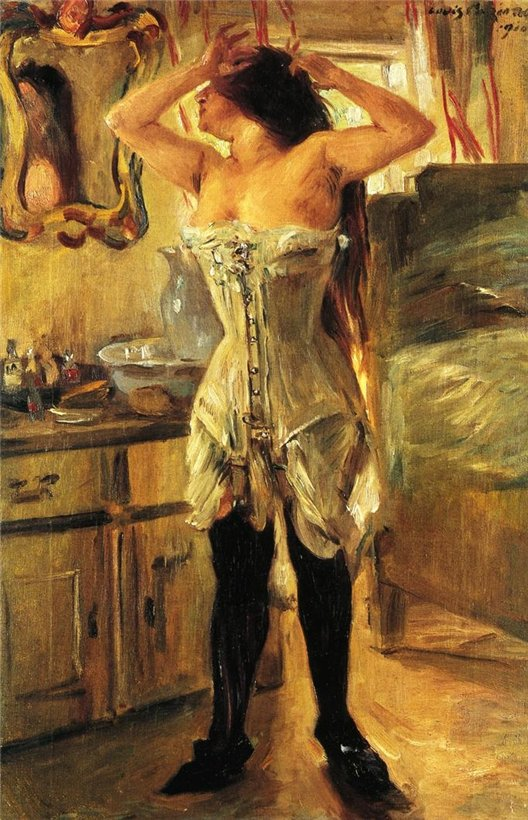
1910, tableau de Lovis Corinth

### Années 1920
Le corset continue de « tomber » pour évoluer vers la gaine. La taille n’est presque plus marquée tandis que les hanches et cuisses sont écrasées, pour satisfaire au look « tubulaire » des années 1920.

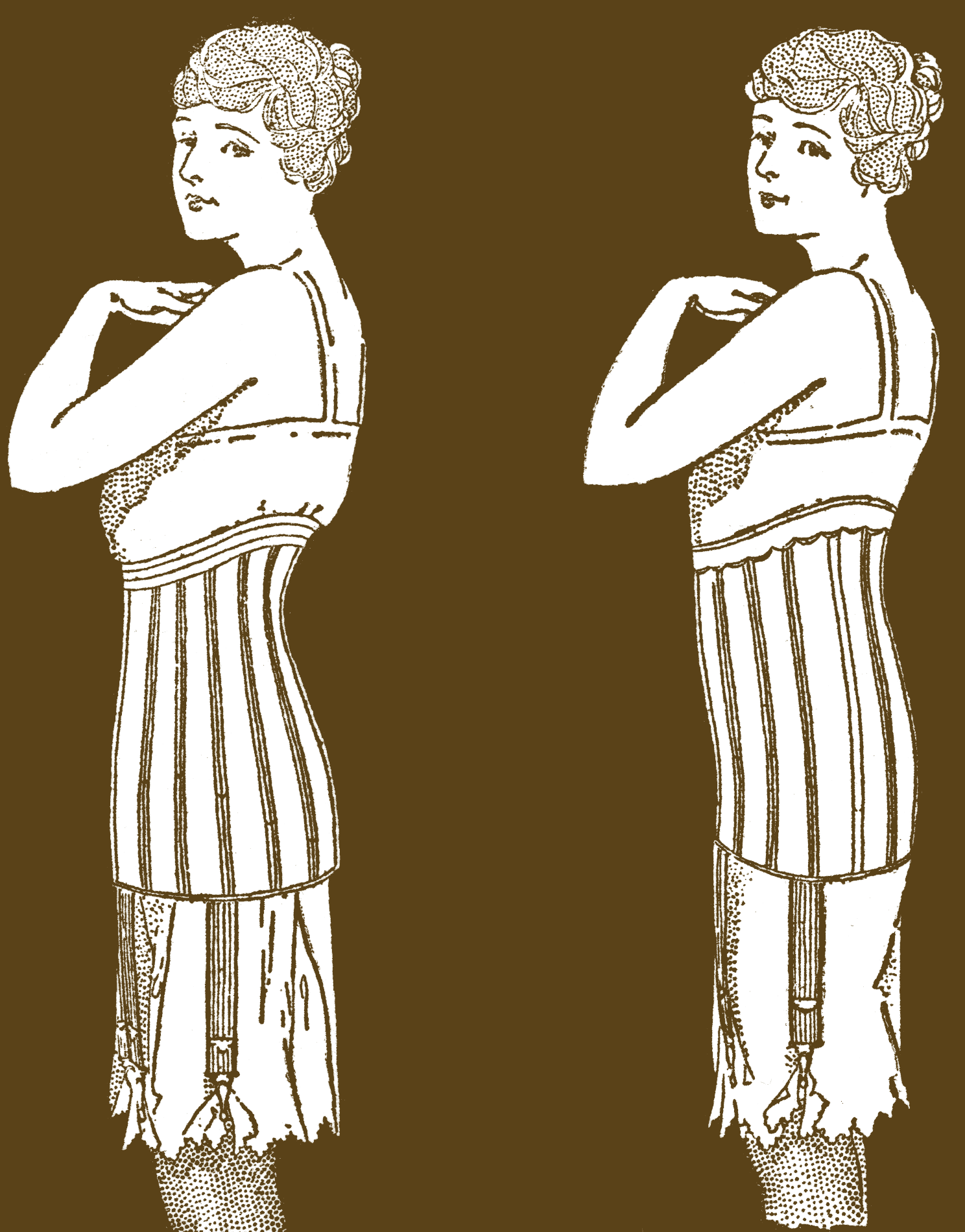
Comparaison de la silhouette 1910 et 1920.
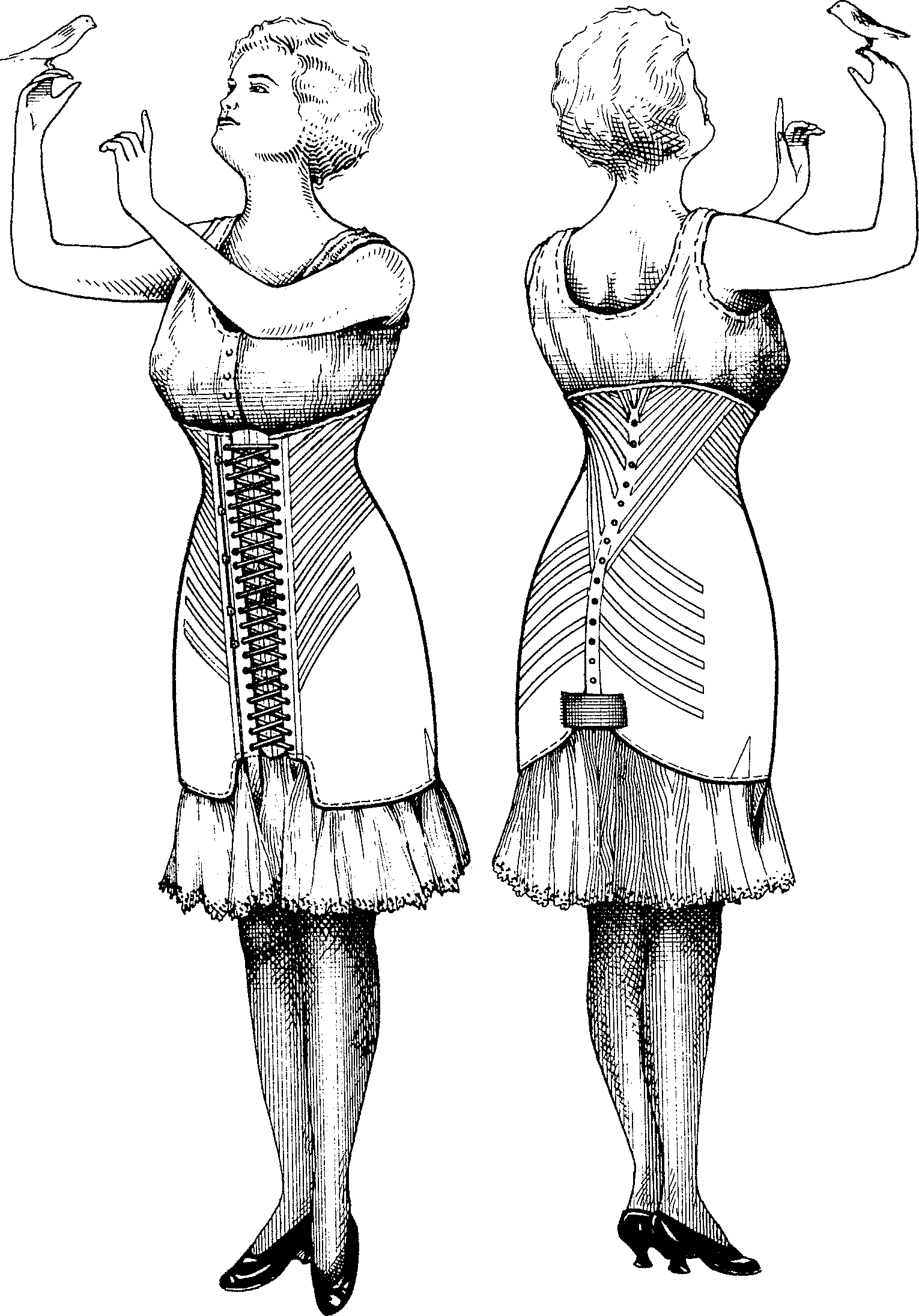
1917
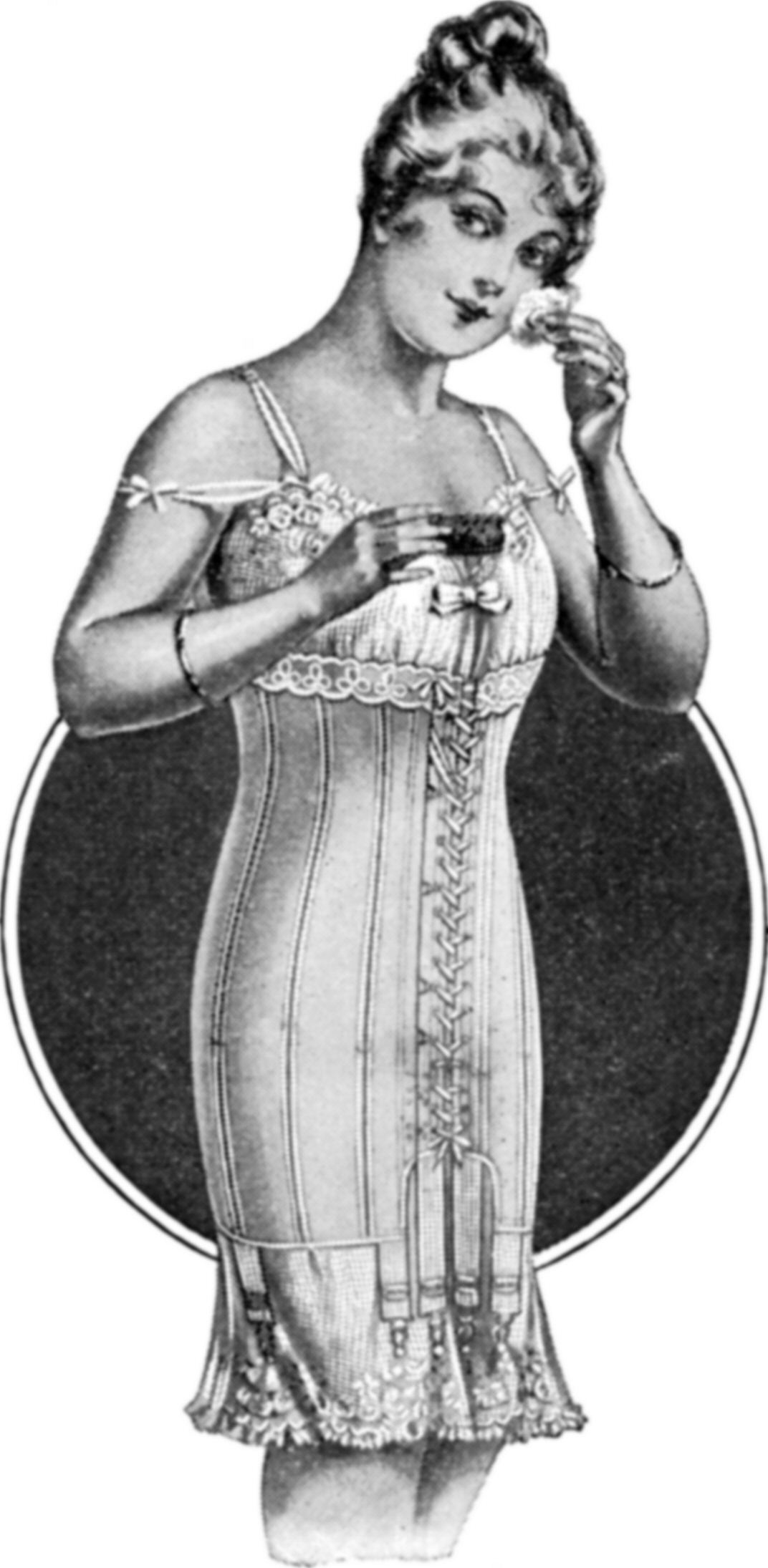
1917
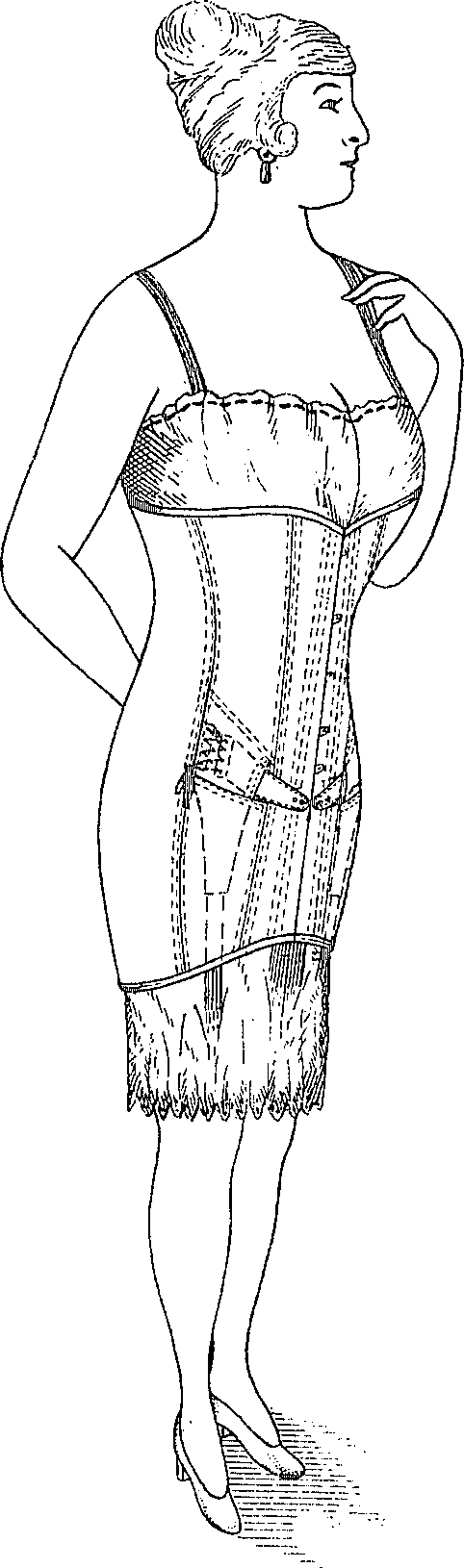
1918
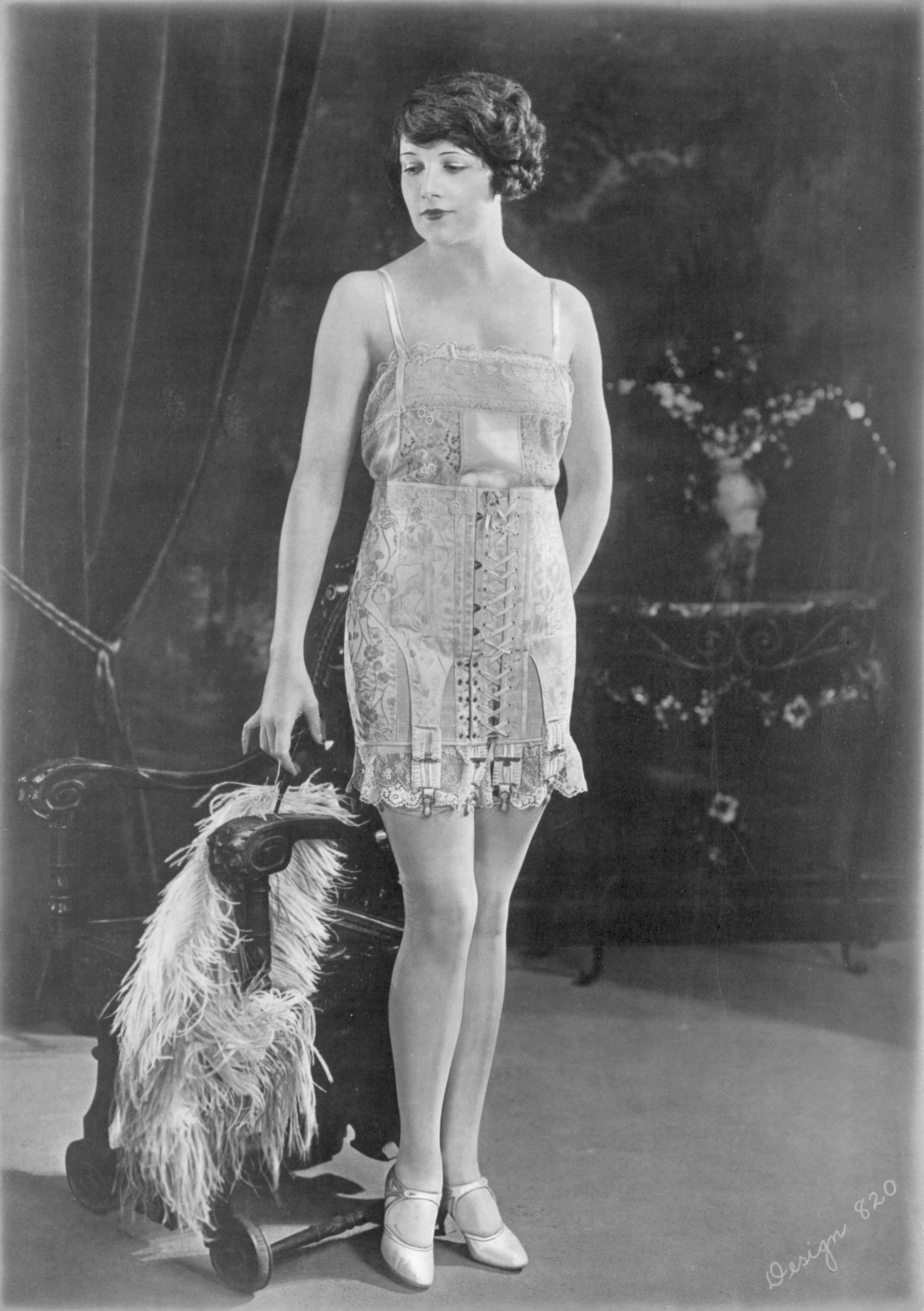
1929, busc et laçage avant et porte-jarretelles

### Années 1930-1970

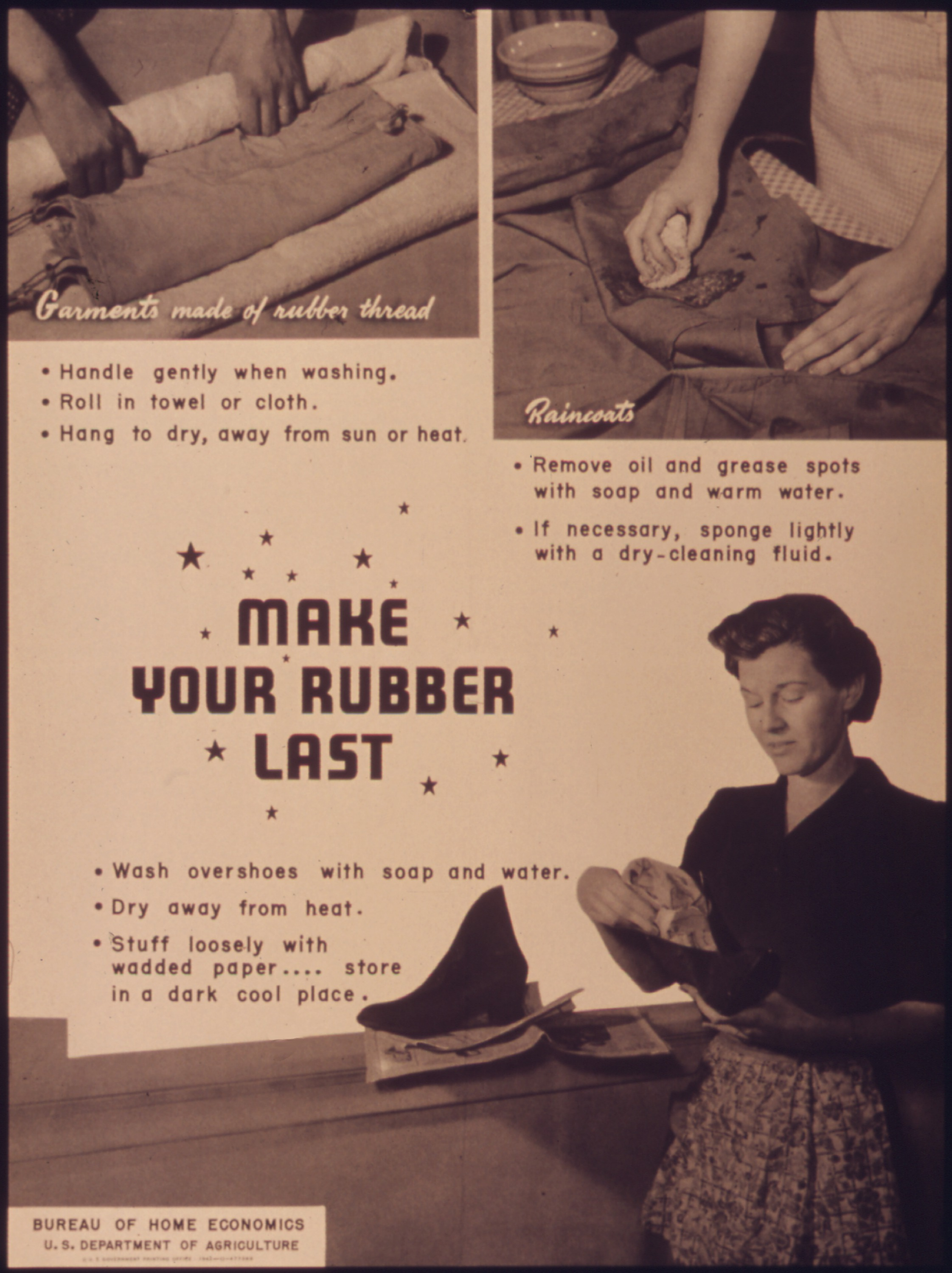
De 1941 à 1945, aux États-Unis campagne "Make your rubber last" qui donne des conseils pour l'entretien des vêtements en caoutchouc

Le corset à proprement parler n'existe plus, remplacé par des gaines élastiques beiges et roses qui connaîtront des avatars divers suivant les décennies.
Pendant la Seconde Guerre mondiale,
- en Grande-Bretagne, les vêtements (y compris les sous-vêtements) sont rationnés suivant le système du utility clothing (en). D'autre part, les règles Austerity imposent notamment aux entreprises de corseterie de ne plus utiliser de smocks, fronces ou de points décoratifs pour la fabrications des sous-vêtements[36].
- du fait que la production de ces matières premières sont contrôlées par l'Axe, le caoutchouc (notamment utilisés dans les gaines) et la soie viennent à manquer chez les alliés. Les objets en caoutchouc sont récupérés et recyclés notamment les attaches de porte-jarretelles[37].

Après la guerre, notamment avec l'apparition du New Look (cf. le New Look de Dior et les pin-ups américaines), la taille marquée redevient à la mode. Pour avoir cette taille fine, accentuée par les jupes très froncées des années 1950, les femmes portent des guêpières. Souvent en tissu élastique, elles sont en général baleinées et permettent de modeler la taille, de maintenir la poitrine et d'accrocher les bas. Certains grands couturiers, comme Christian Dior, créent des robes avec des guêpières intégrées.
Les années 1960 marquent le déclin des gaines et des guêpières, associées à des instruments de contrôle et de contrainte. Avec les années 1970, ce type de lingerie passe totalement de mode.
Quelques vrais corsets sont encore fabriqués, mais pour le théâtre, l’opéra, les séances photos de stars de cinéma. Au quotidien, le corset n’existe plus. Il laisse des traces en lingerie, où il ne réduit plus la taille, n’est plus baleiné, mais redevient esthétique : guêpière, bustier.

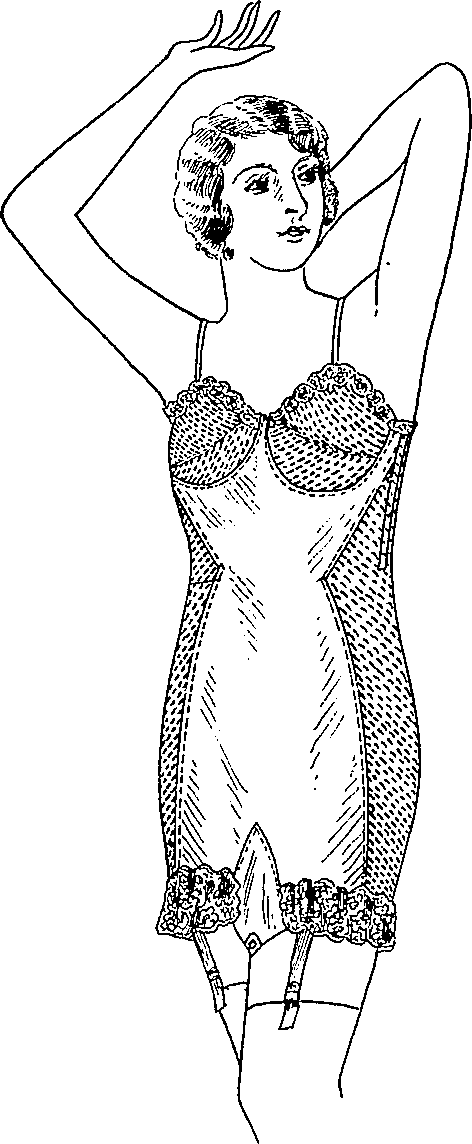
1932
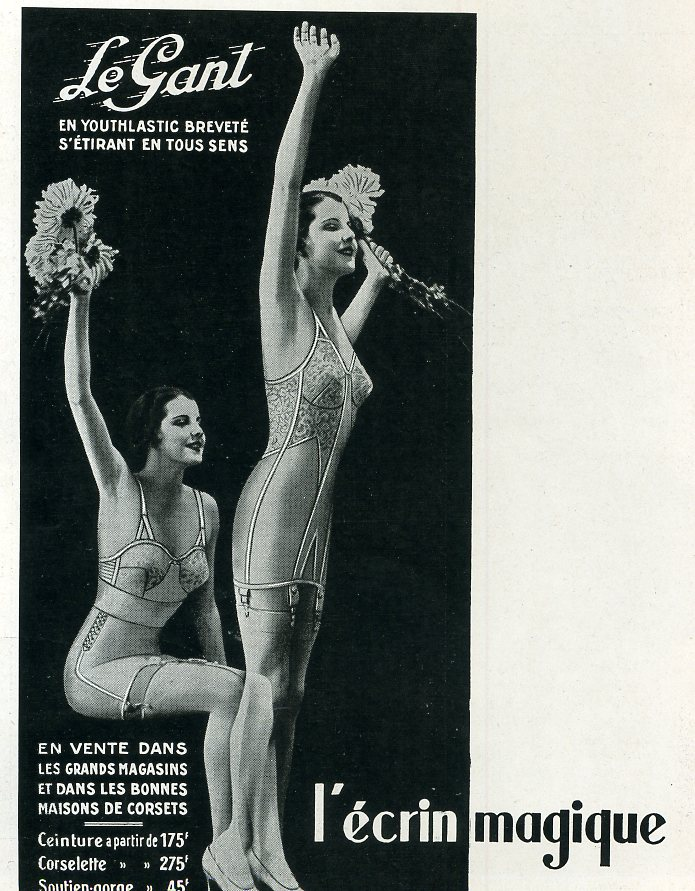
1934, publicité en France
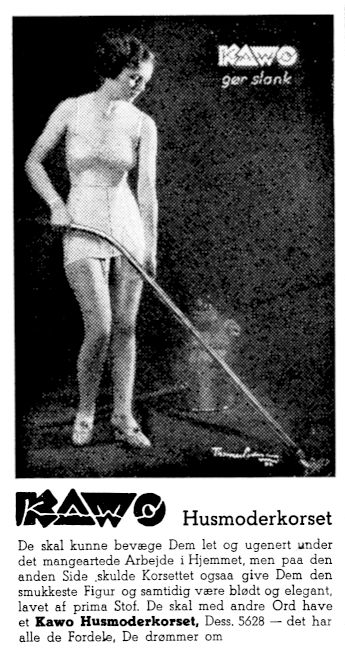
1936, publicité au Danemark
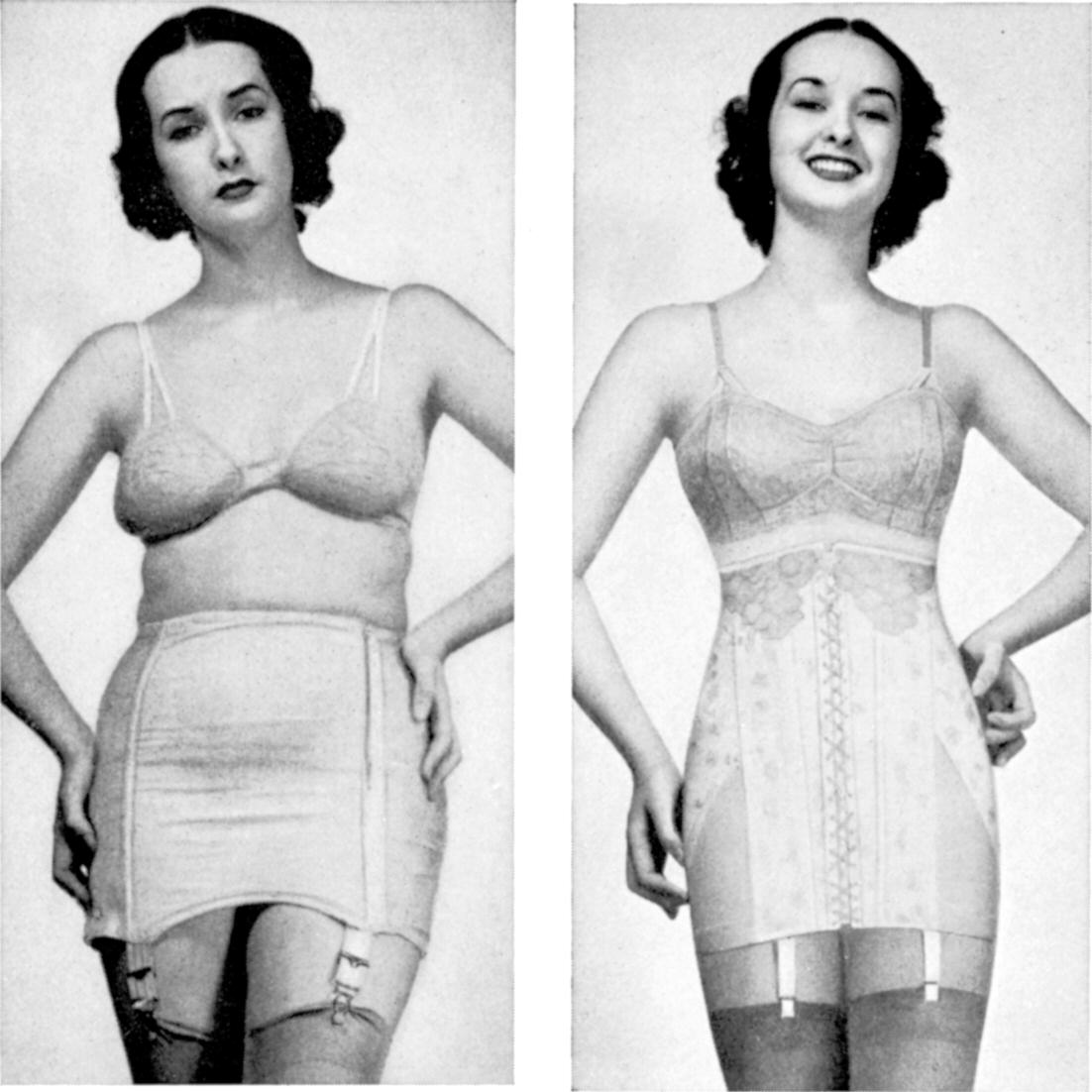
1941, publicité pour la gaine Spencer
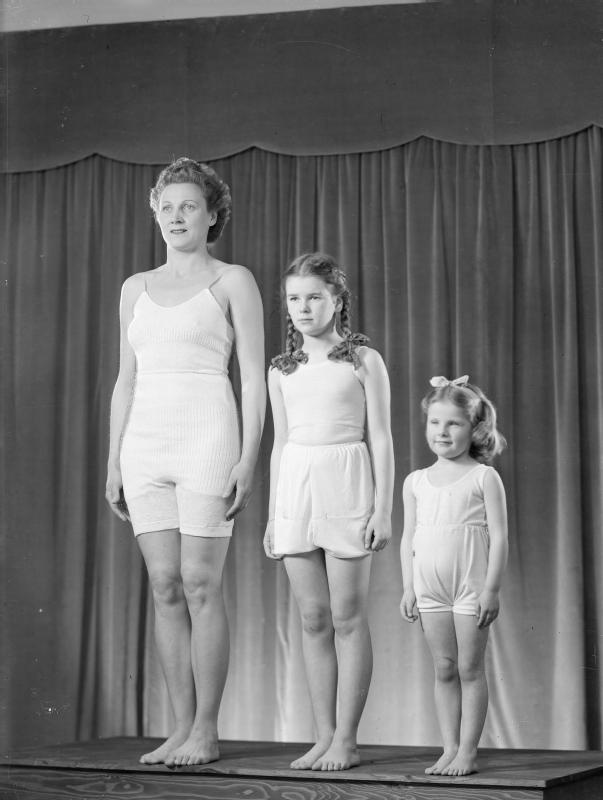
1943, en Grande-Bretagne, sous-vêtements Utility Underwear en laine
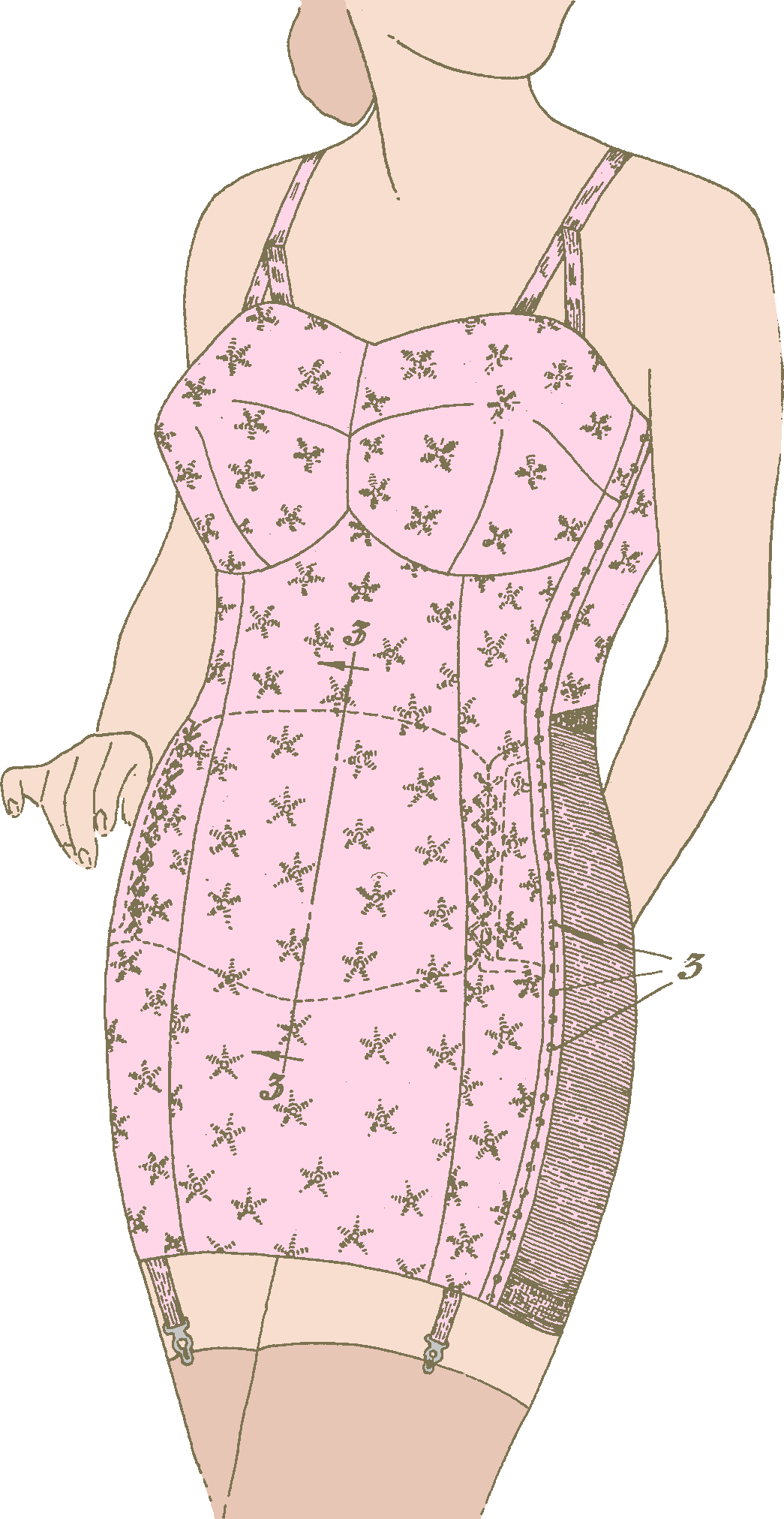
1948
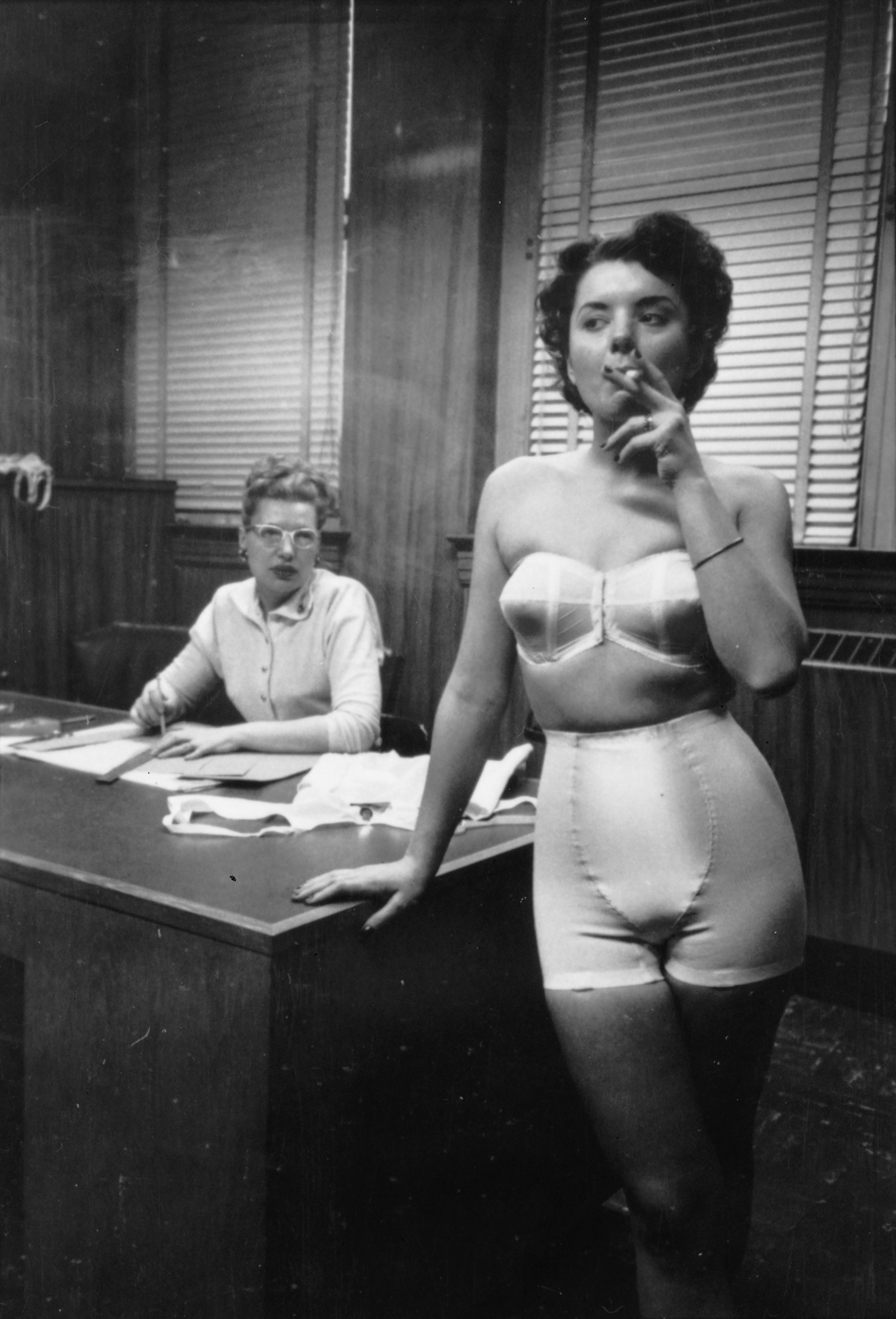
1949, gaine et soutien-gorge sans bretelle
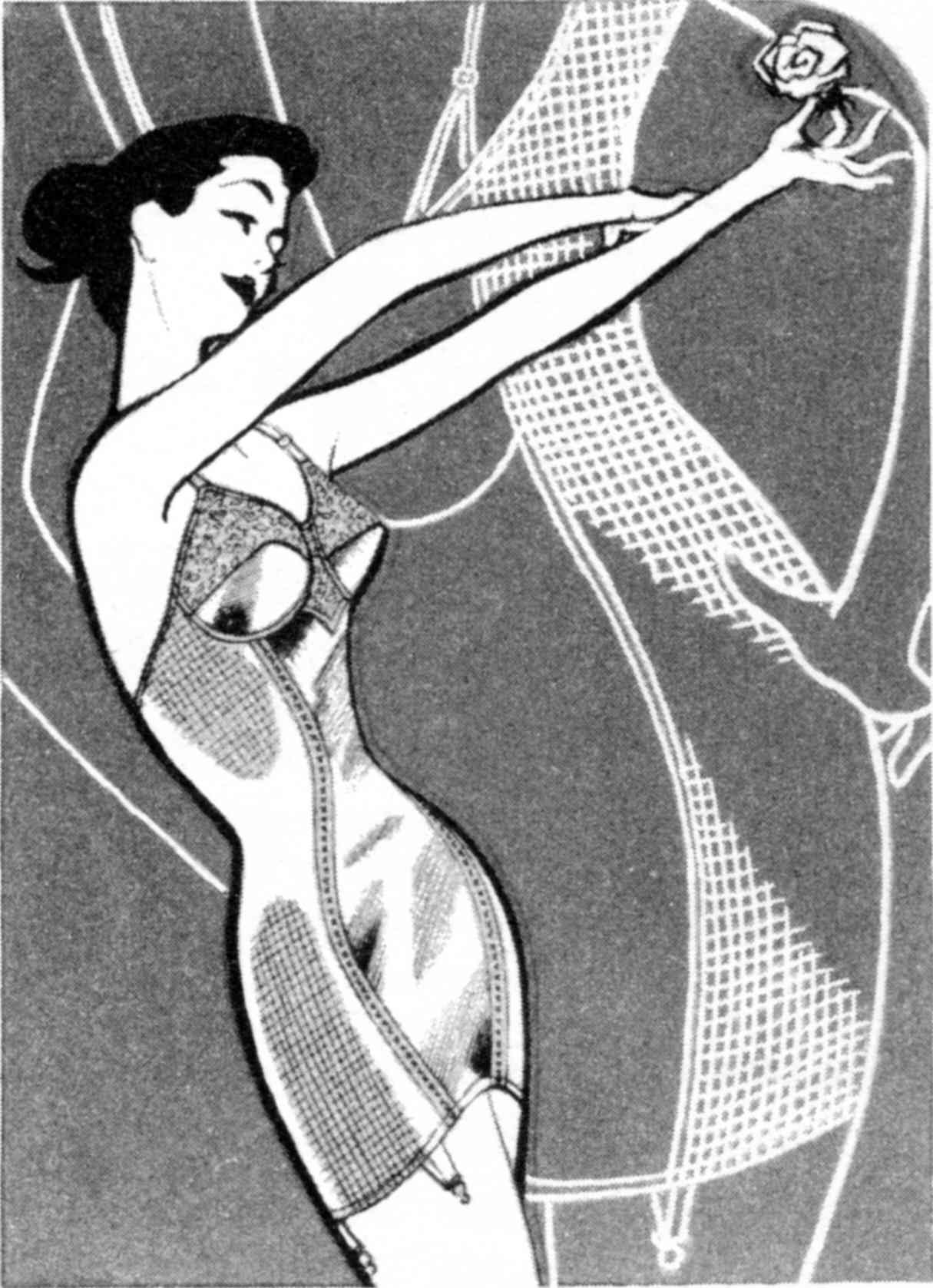
1953
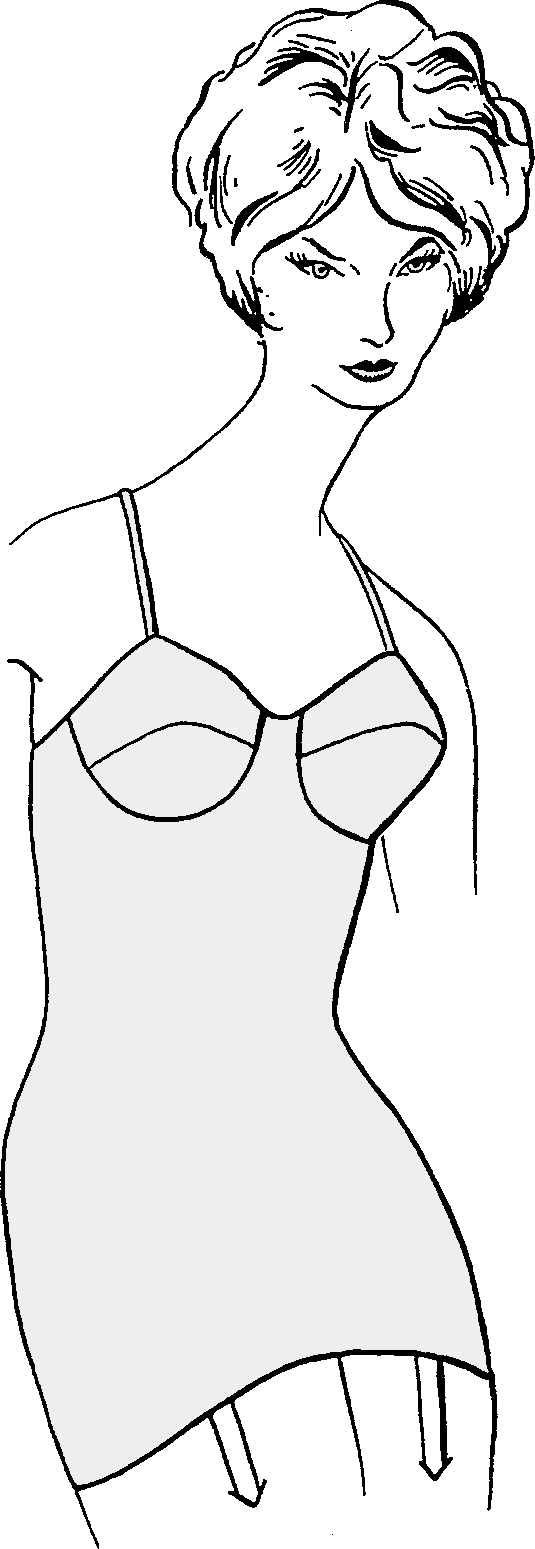
1963
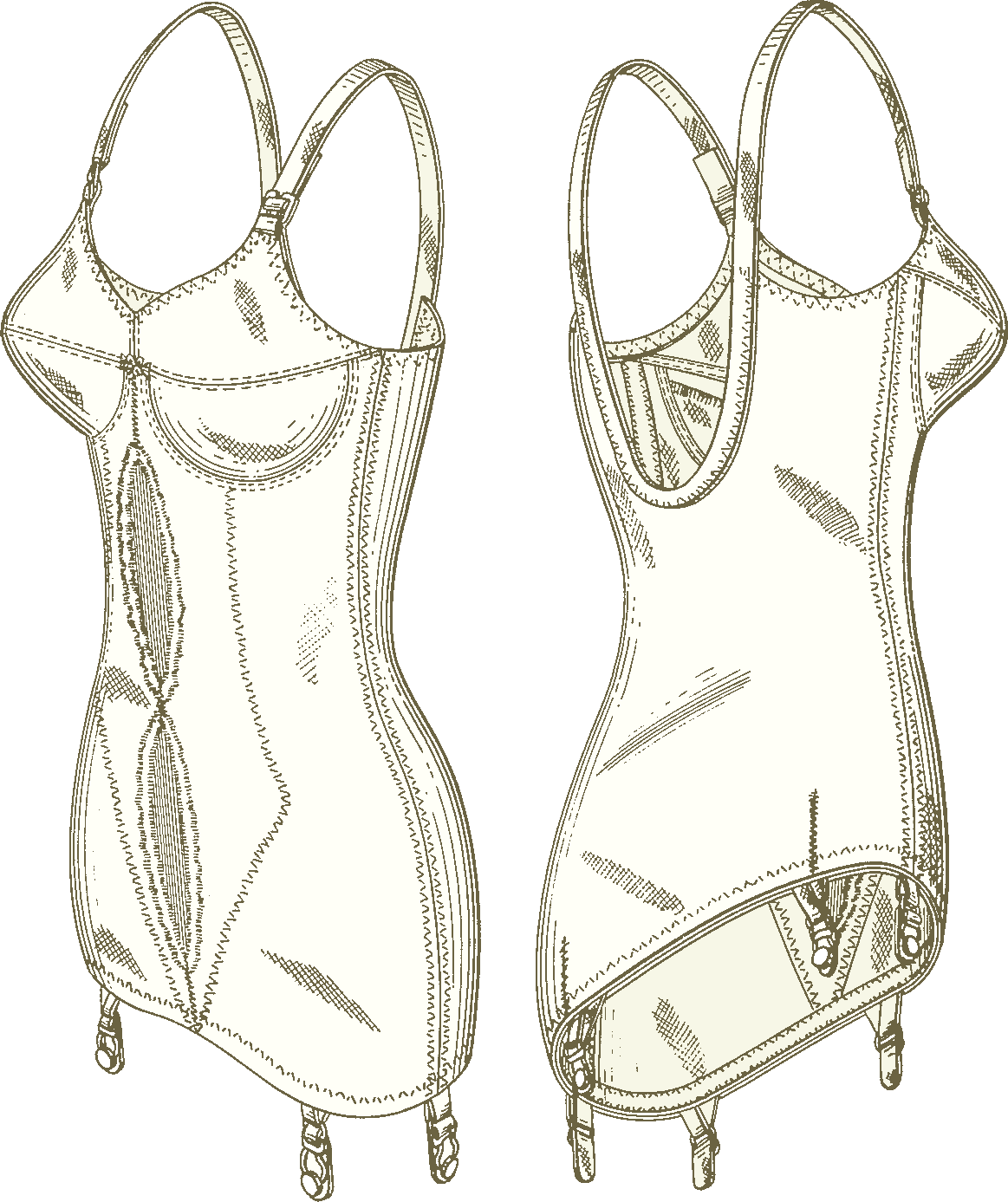
1975

### Corsets modernes
Le corset fait un retour depuis la fin du XXe siècle :

« Ressorti des commodes par Chantal Thomass dans les années 70, rabiboché avec les podiums par Montana, Mugler, Gaultier, Lacroix dans les années 80, sublimisé depuis les années 2000 par les petits génies de la couture du Central Saint Martins College of Art and Design de Londres […] »

— Marie-Joëlle Gros et Catherine Mallaval, Esprits étriqués, lacet nous rêver, Libération du 3 juin 2011
En 1990, le créateur Jean-Paul Gaultier crée pour la tournée Blond Ambition Tour de Madonna un corset (de par son esthétique mais proche du Body (lingerie) ou du bustier dans sa construction) dont les bonnets en forme de cônes rappellent les bullet bra des Sweater girl (en). La tenue devient une icône de la mode.
En 2012, Jean-Paul Gaultier travaille à nouveau sur les tenues de scène de Madonna :

« Ce que j'ai fait cette fois est un clin d’œil au corset iconique du Blond Ambition tour mais réinterprété en 3D, en cuir verni à l'extérieur et cuir métallique à l'intérieur. C'est du masculin et du féminin, les classiques de Madonna et Jean Paul Gaultier réinterprétés pour 2012 »

— Jean-Paul Gaultier dans un entretien pour www.wwd.com.
En 2014, le défilé Jean-Paul Gaultier est clôturé par Dita Von Teese habillée d'un corset papillon réalisé par Mr Pearl.
De nos jours, les vrais corsets existent à nouveau, en marques de prêt-à-porter ou faits sur mesure par des corsetiers, et séduisent aussi bien les nouvelles mariées que les gothiques. Le corset est aussi un vêtement de fétiche.

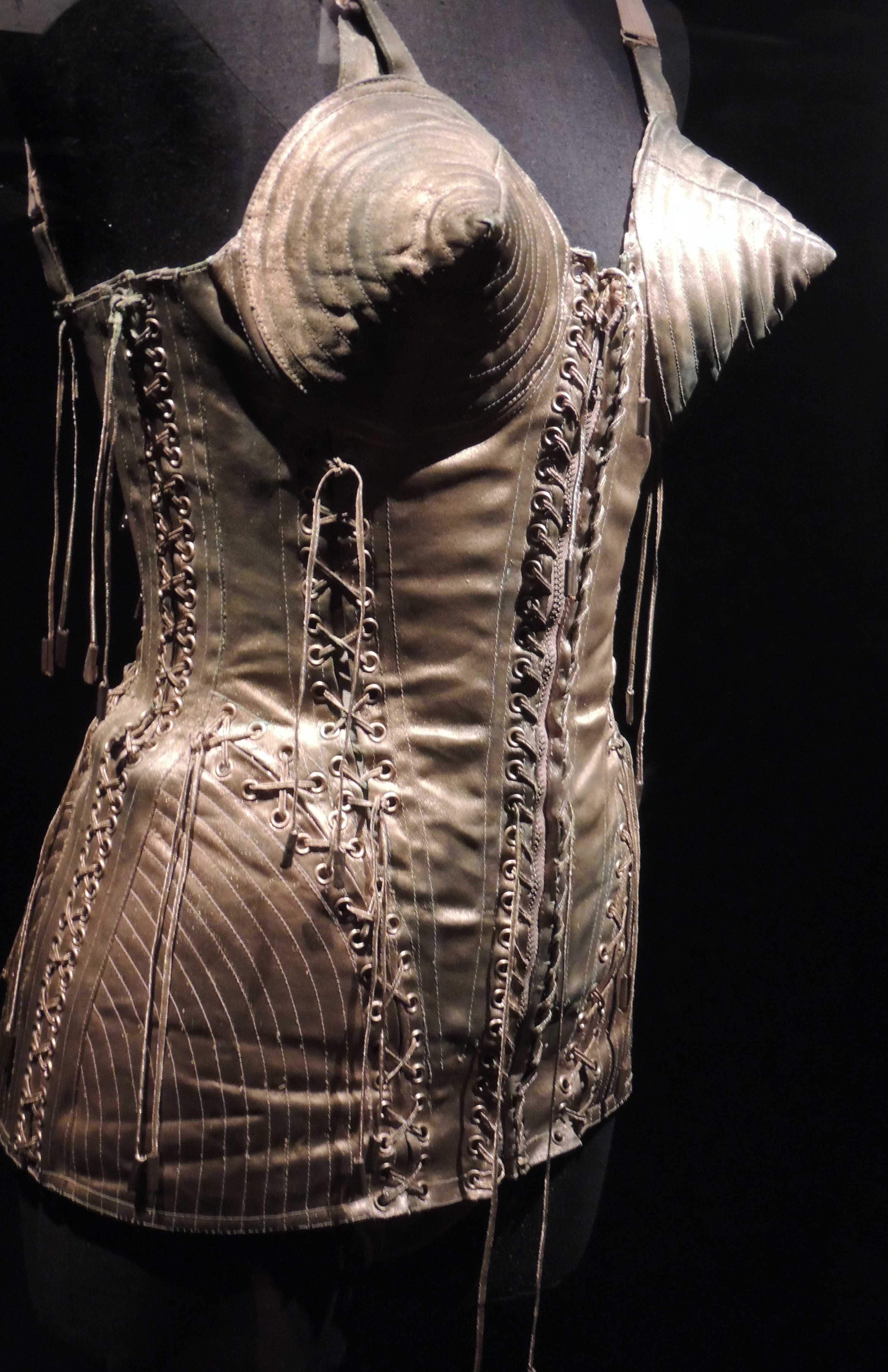
1990, par Jean Paul Gaultier pour le Blond Ambition Tour de Madonna
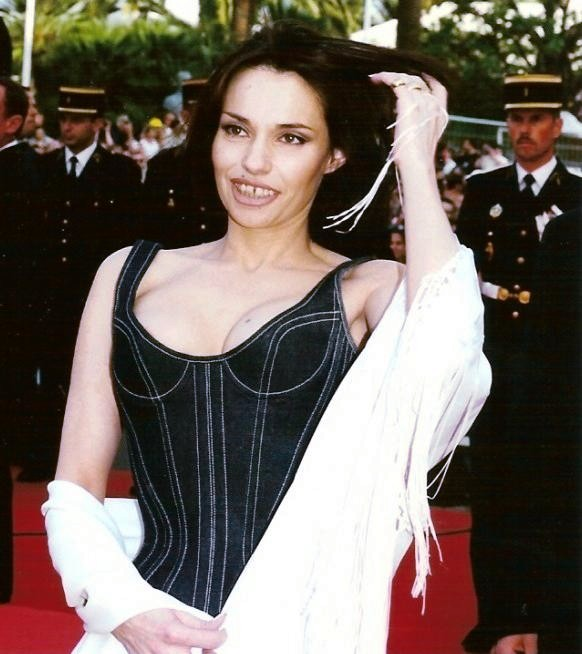
1999, Béatrice Dalle au festival de Cannes
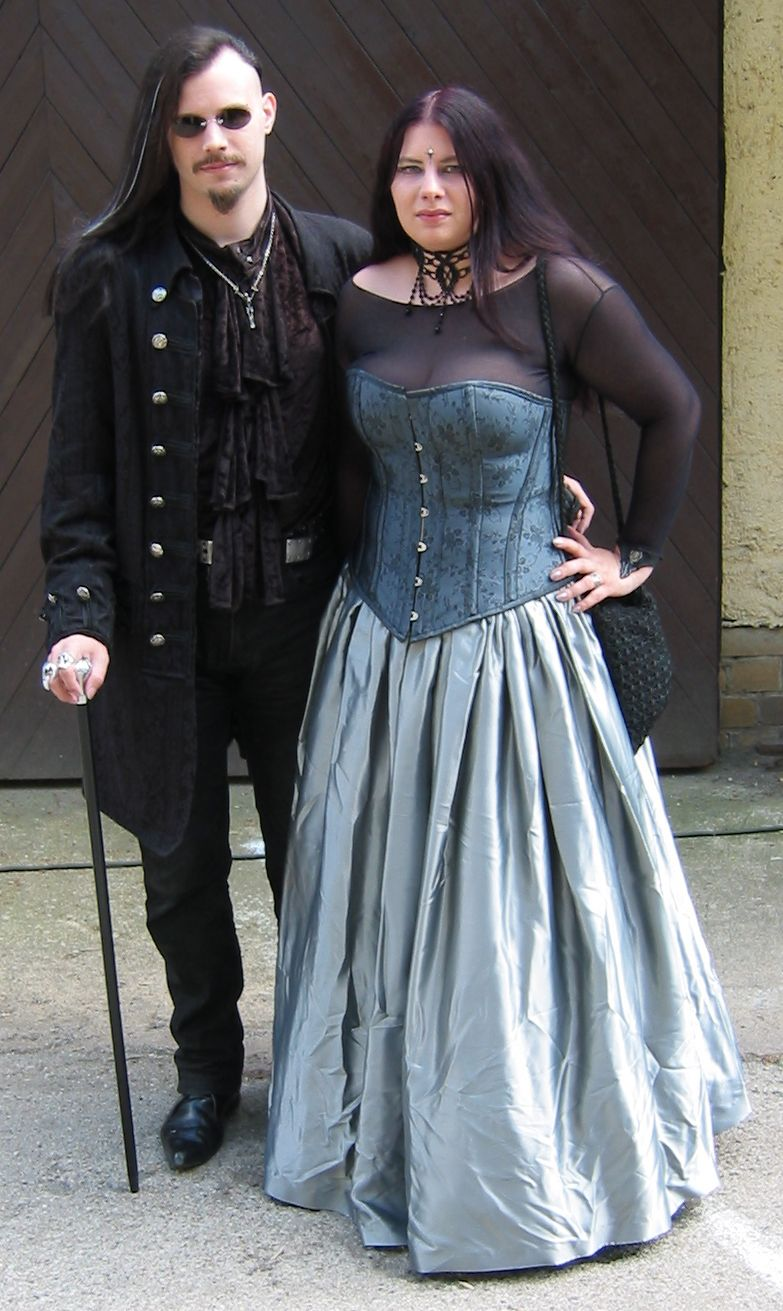
En 2004, couple gothique au festival Wave-Gotik-Treffen de Leipzig
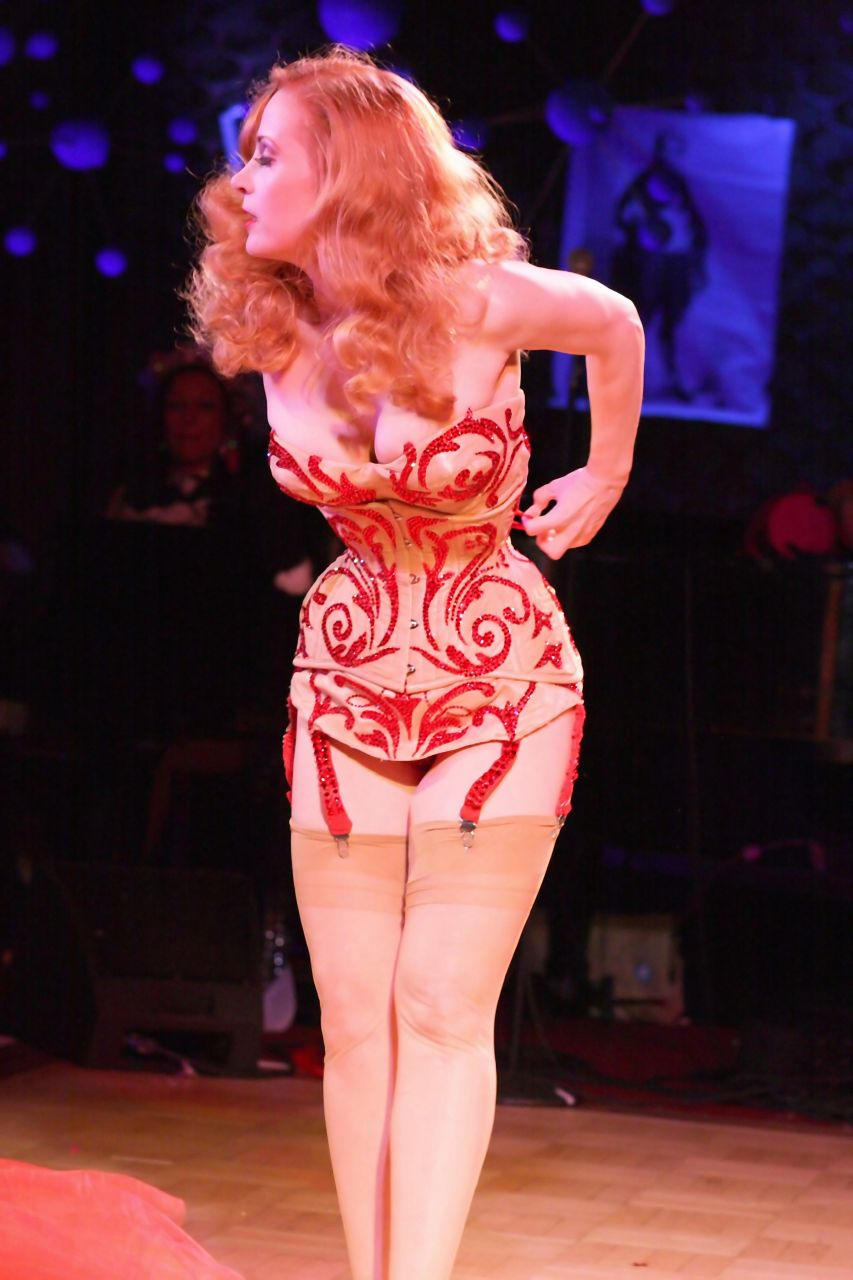
En 2007, l'artiste néo-burlesque Catherine D'lish délaçant son corset sur scène
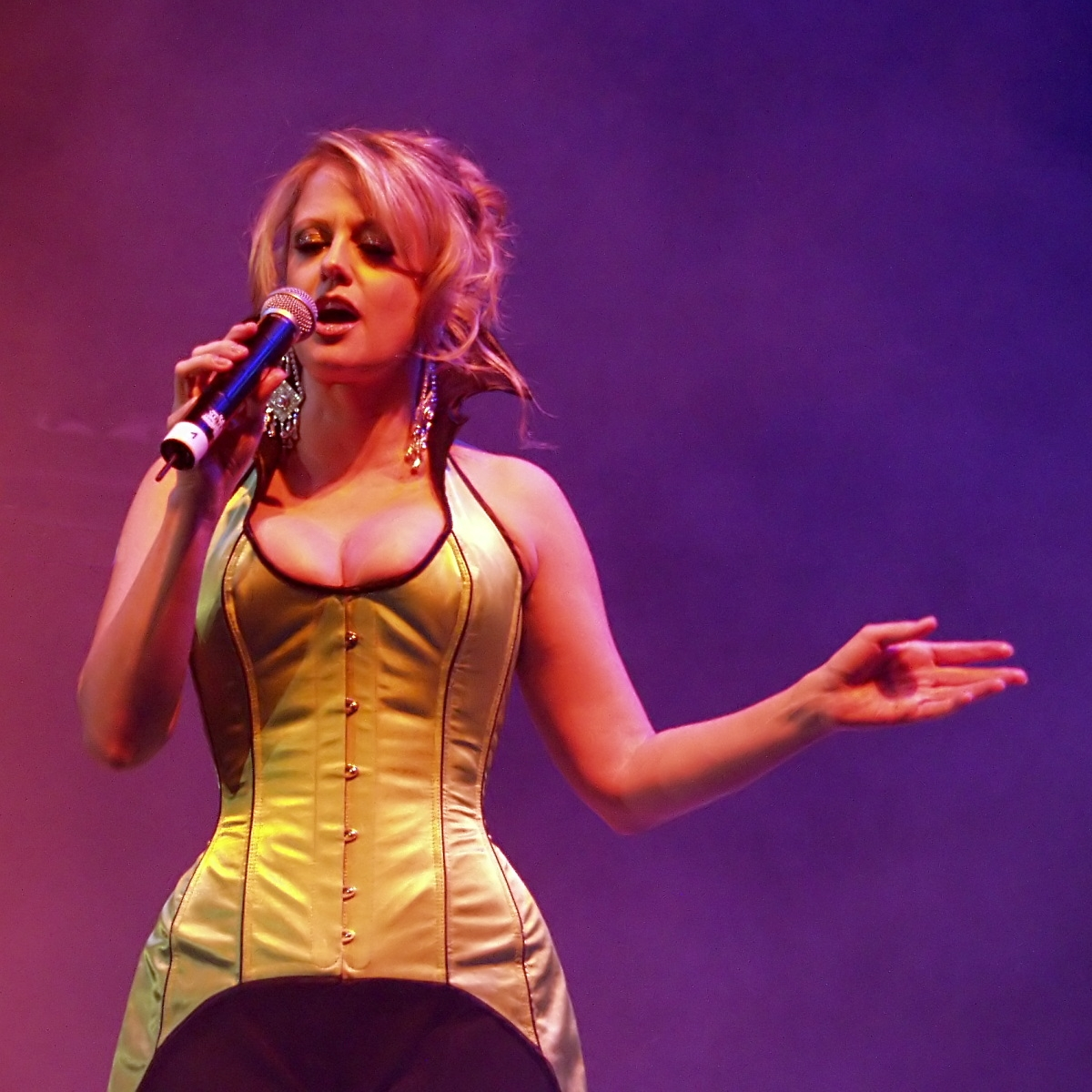
En 2007, la chanteuse allemande Barbara Schöneberger
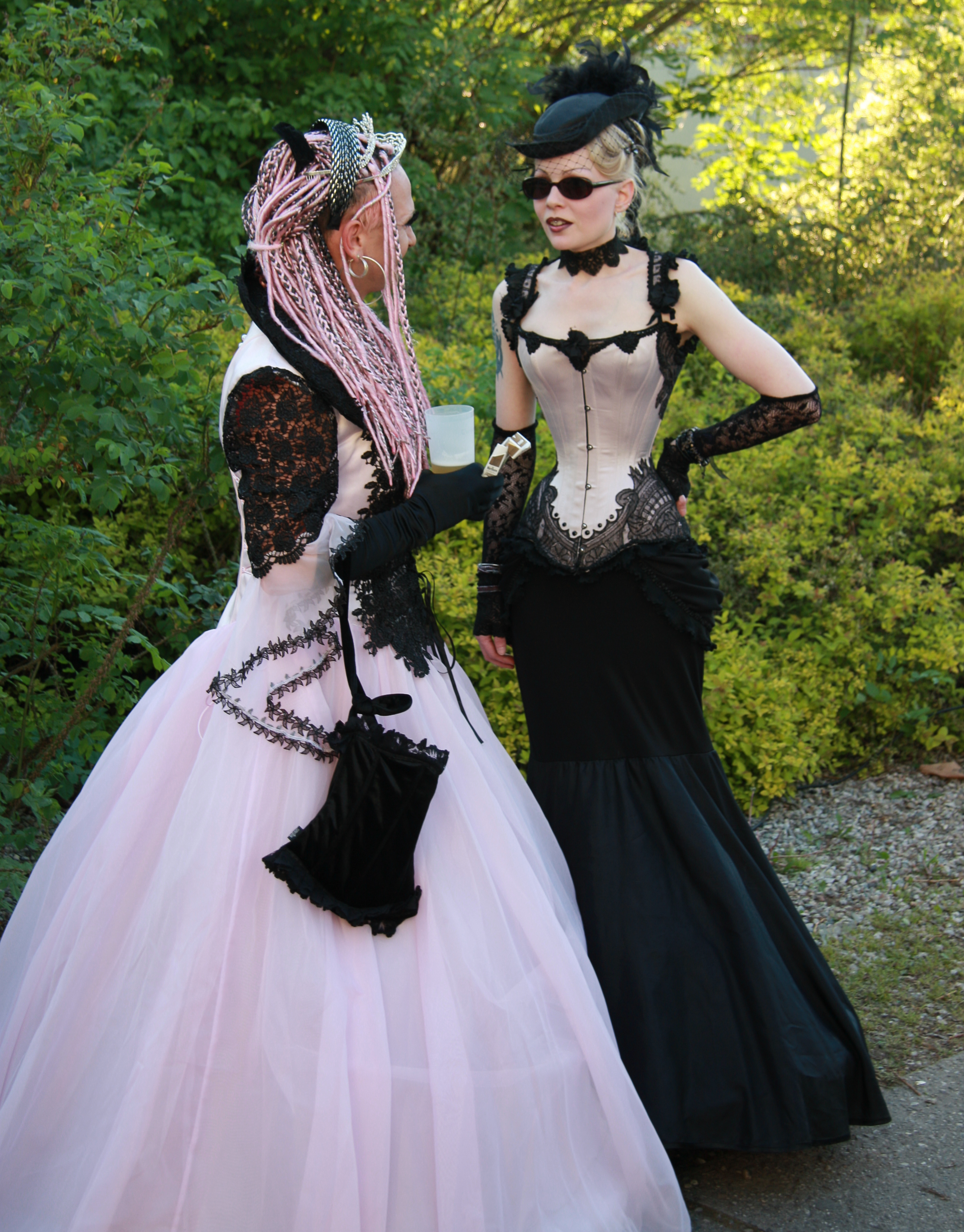
En 2008, au festival Wave-Gotik-Treffen, la femme en arrière-plan porte un corset orné de Dentelle
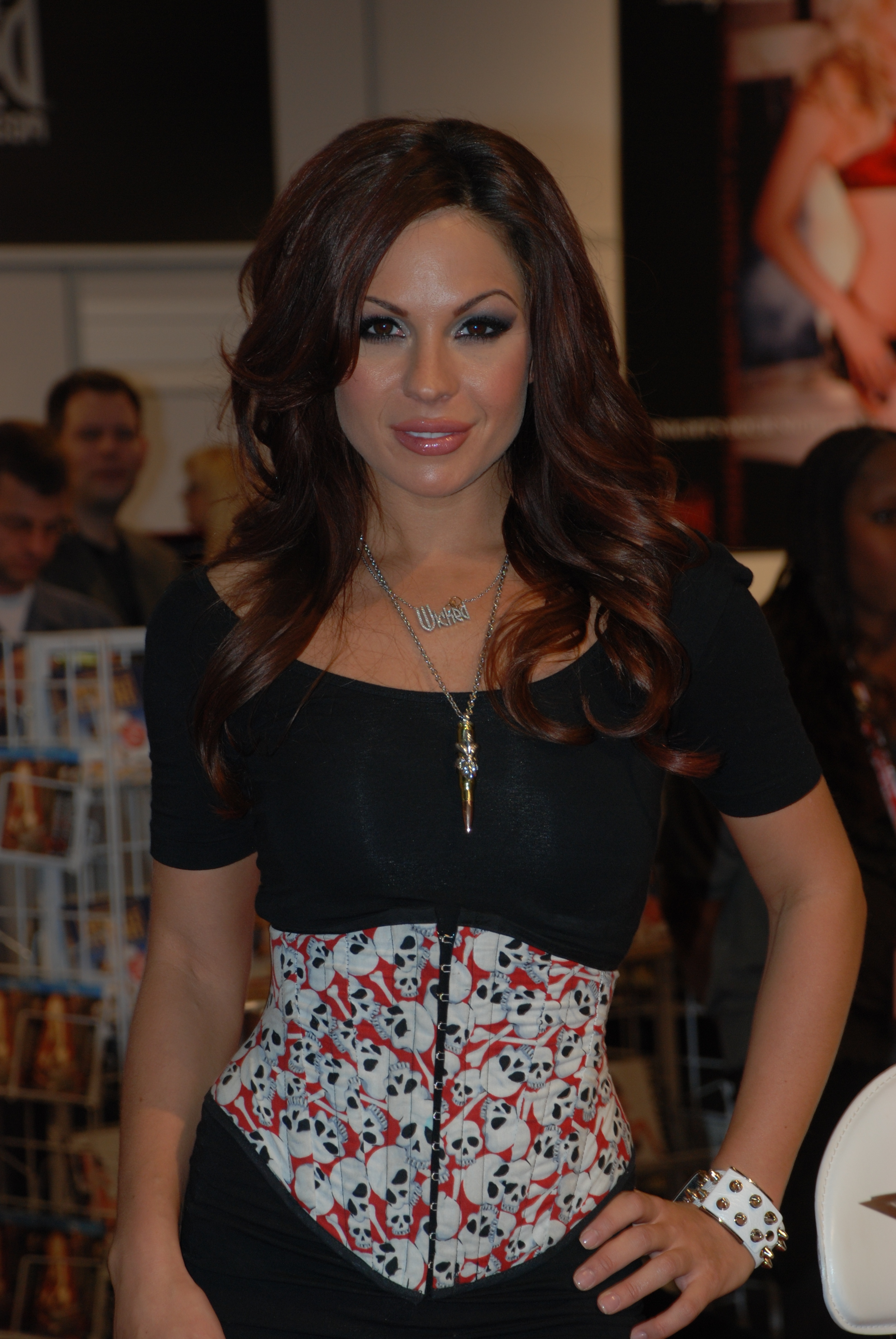
En 2009, l'actrice pornographique Kirsten Price portant un corset court
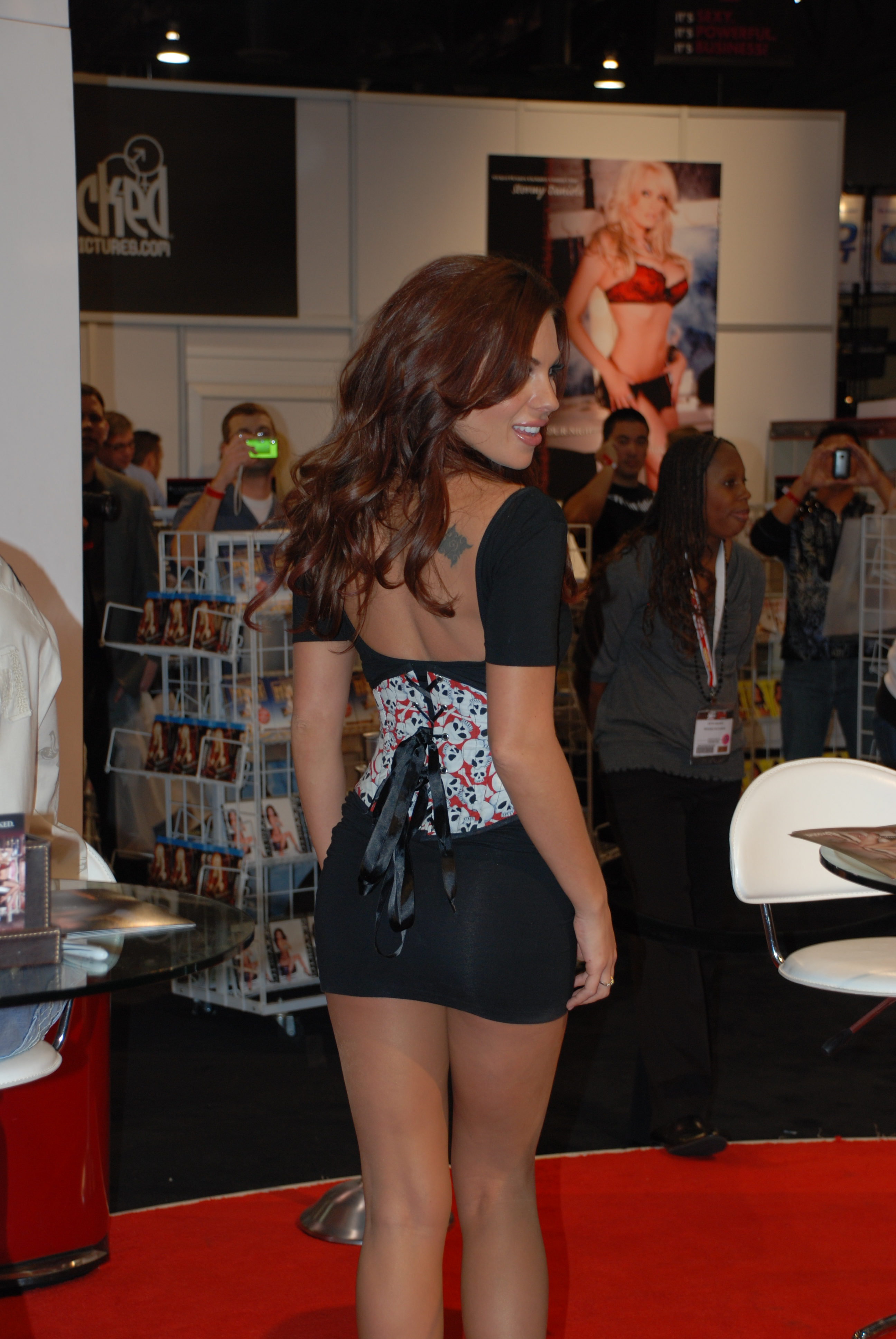
Toujours en 2009, le même corset court, vu de dos
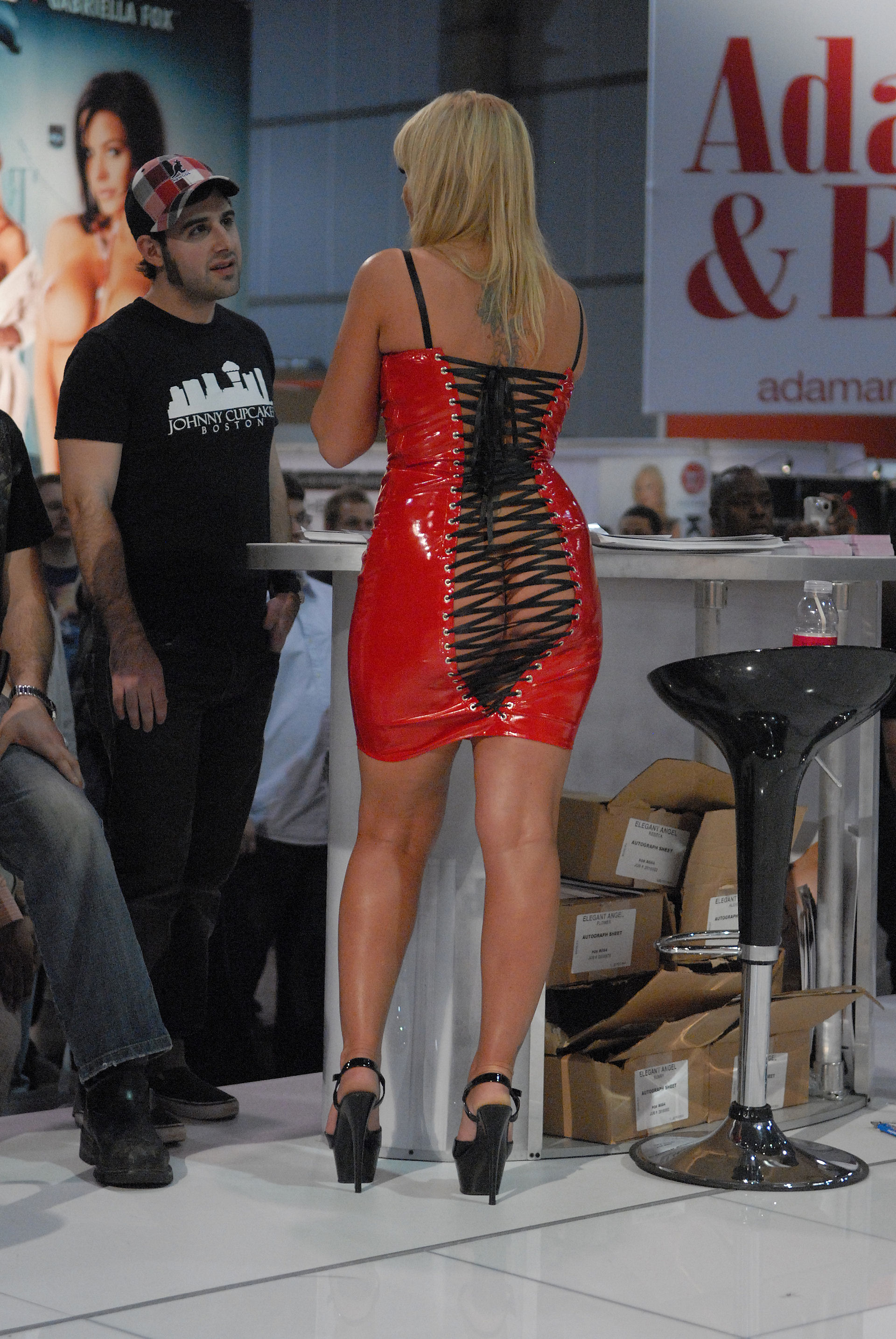
En 2009, L'actrice pornographique Flower Tucci, portant une robe-corset
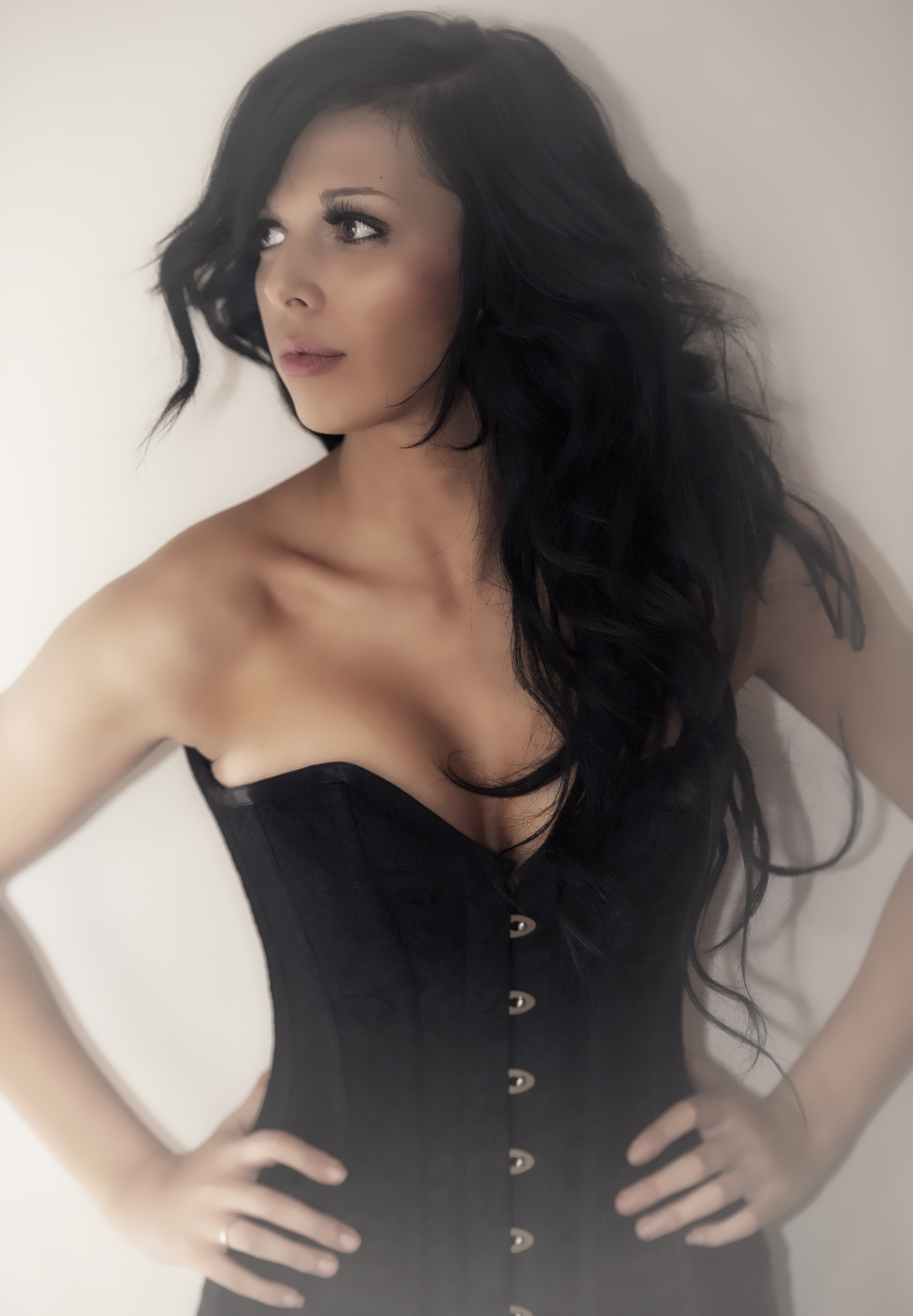
2010
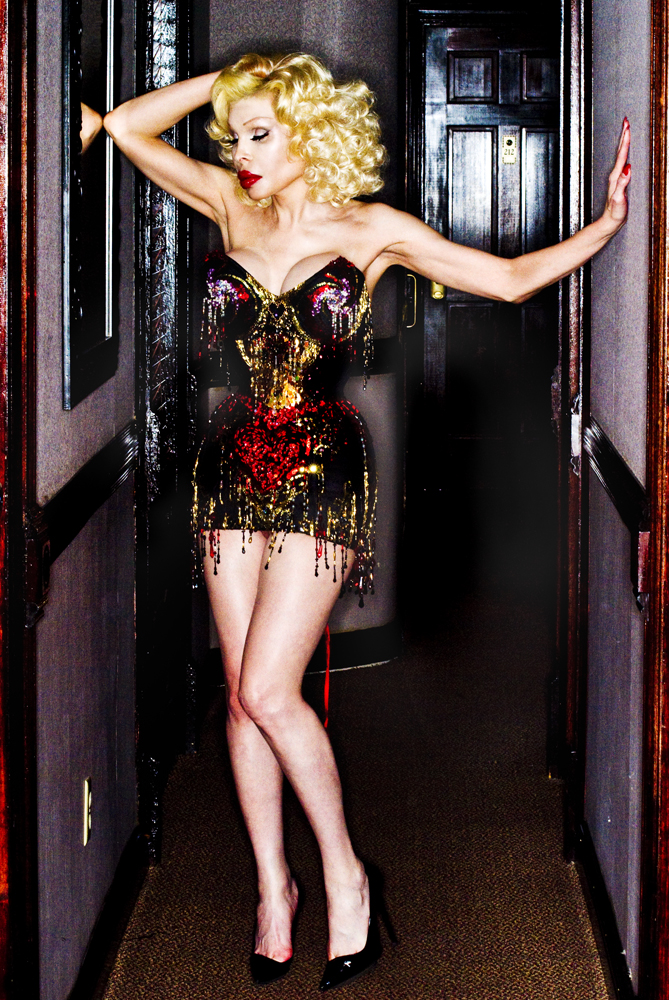
En 2010, la modèle transgenre Amanda Lepore habillée d'un corset réalisé par Gabriel Moginot
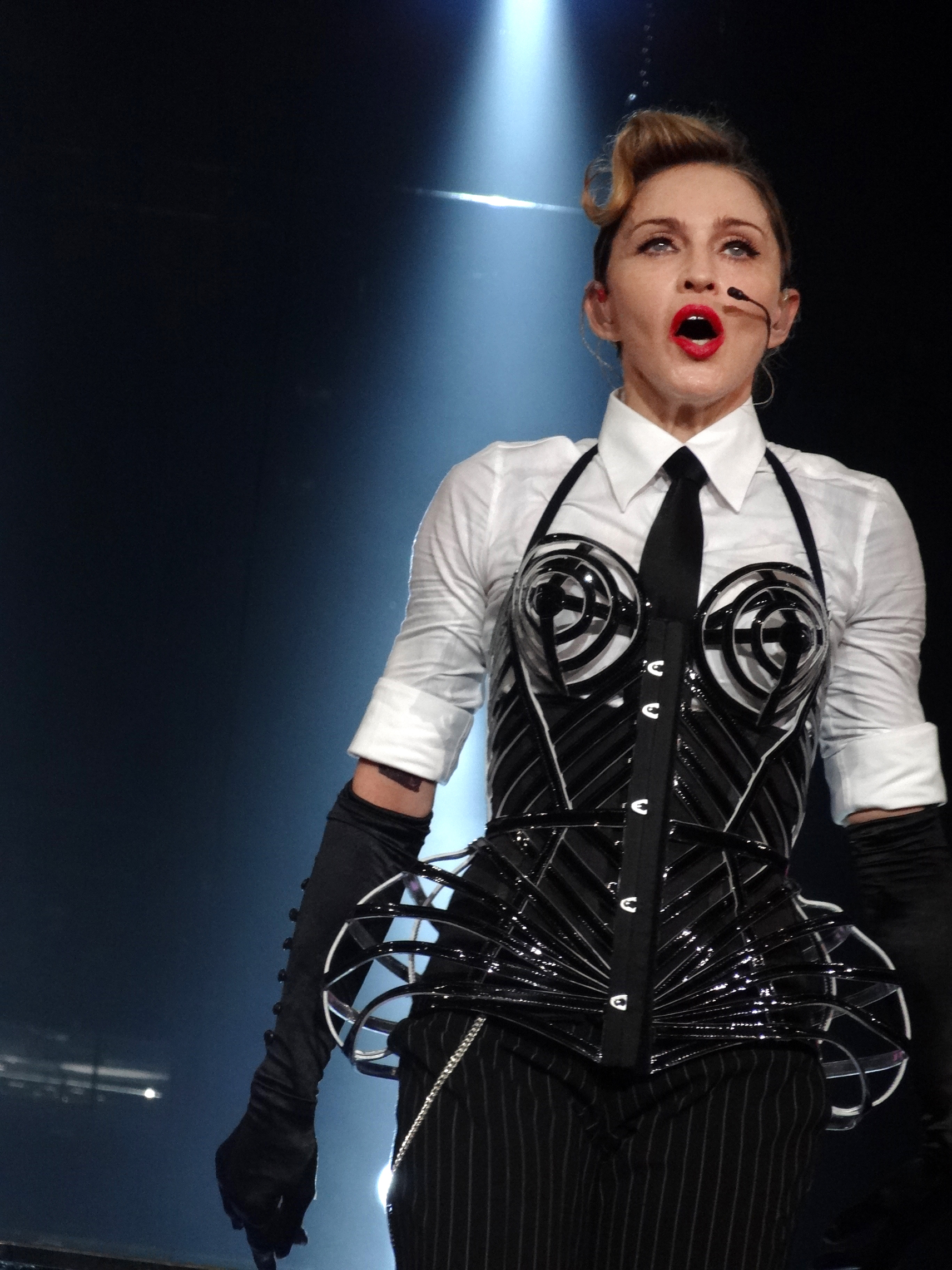
En 2012, par Jean Paul Gaultier pour la tournée The MDNA Tour de Madonna
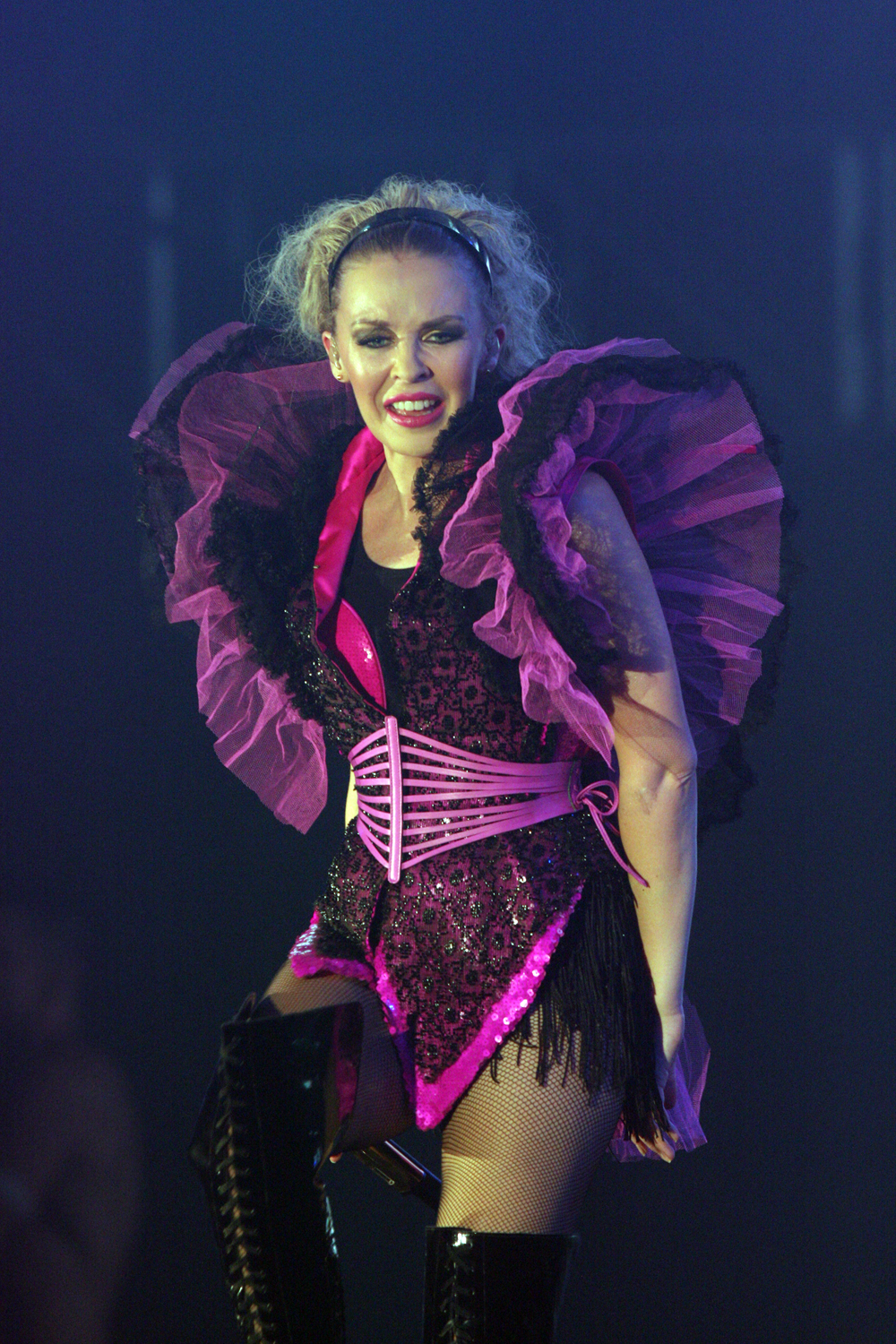
En 2012, la chanteuse australienne Kylie Minogue sur scène
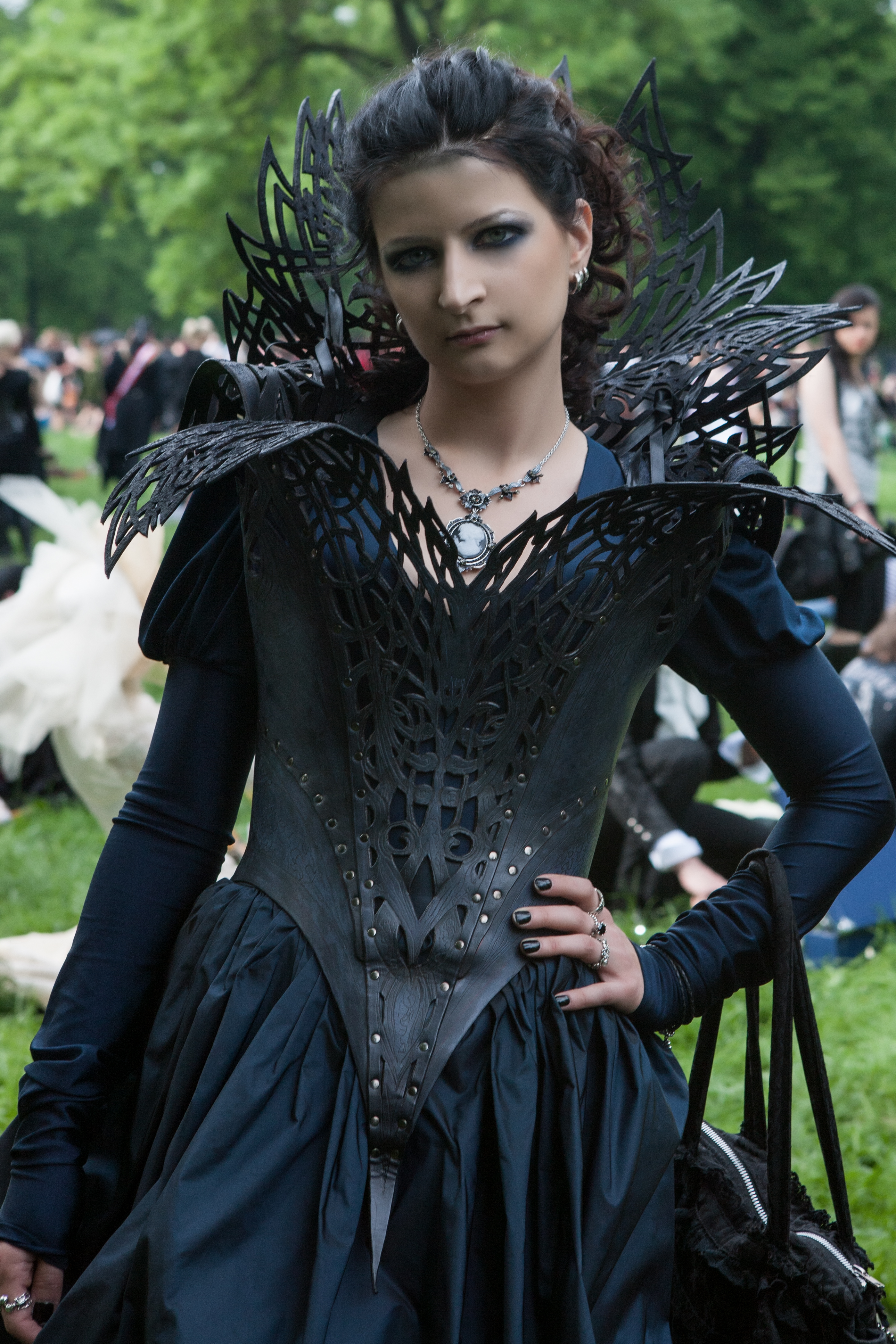
En 2013, au festival Wave-Gotik-Treffen, tenue inspirée des corps baleiné et orné de découpes au laser
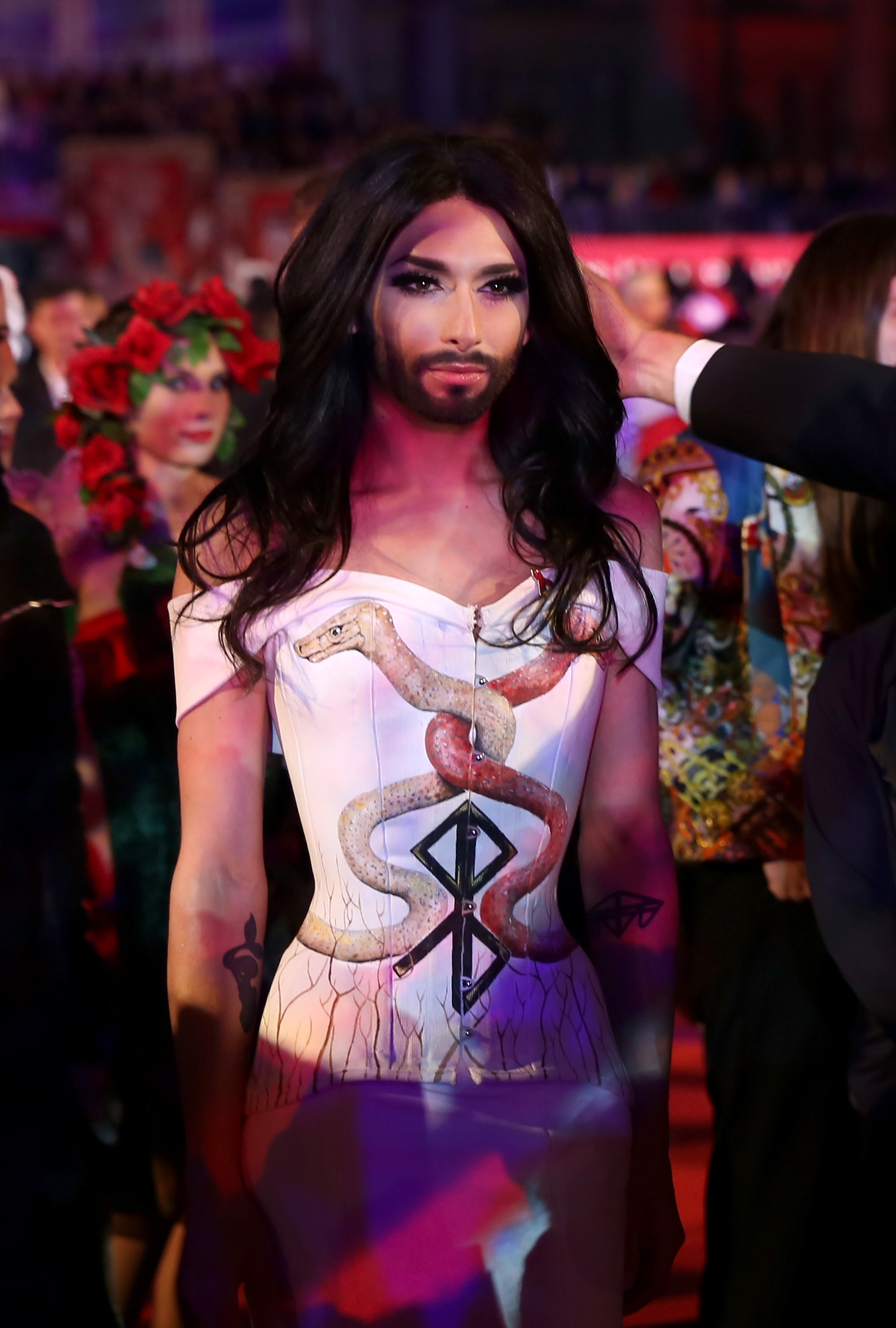
En 2014, le chanteur Conchita Wurst au Life Ball (en) à Vienne (Autriche)
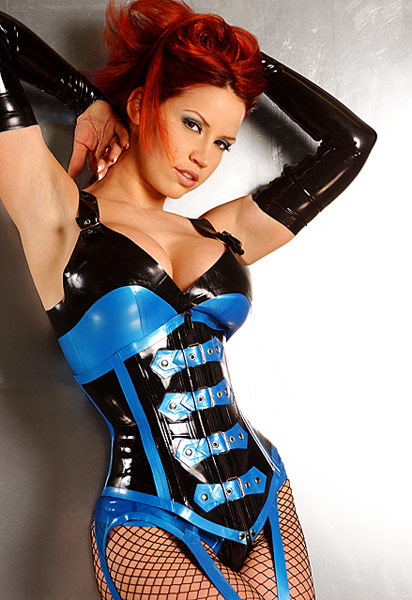
Non daté, la modèle Bianca Beauchamp portant un corset court en latex
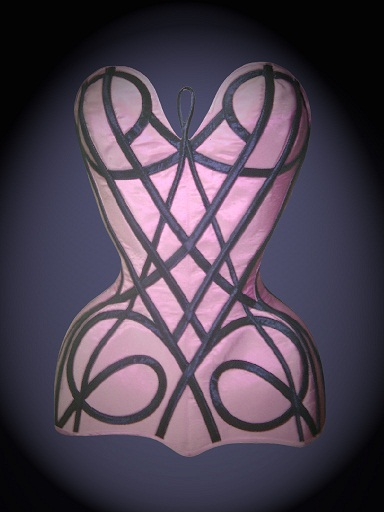
Non daté, corset moderne par Armando Gabriel